# Freiberg

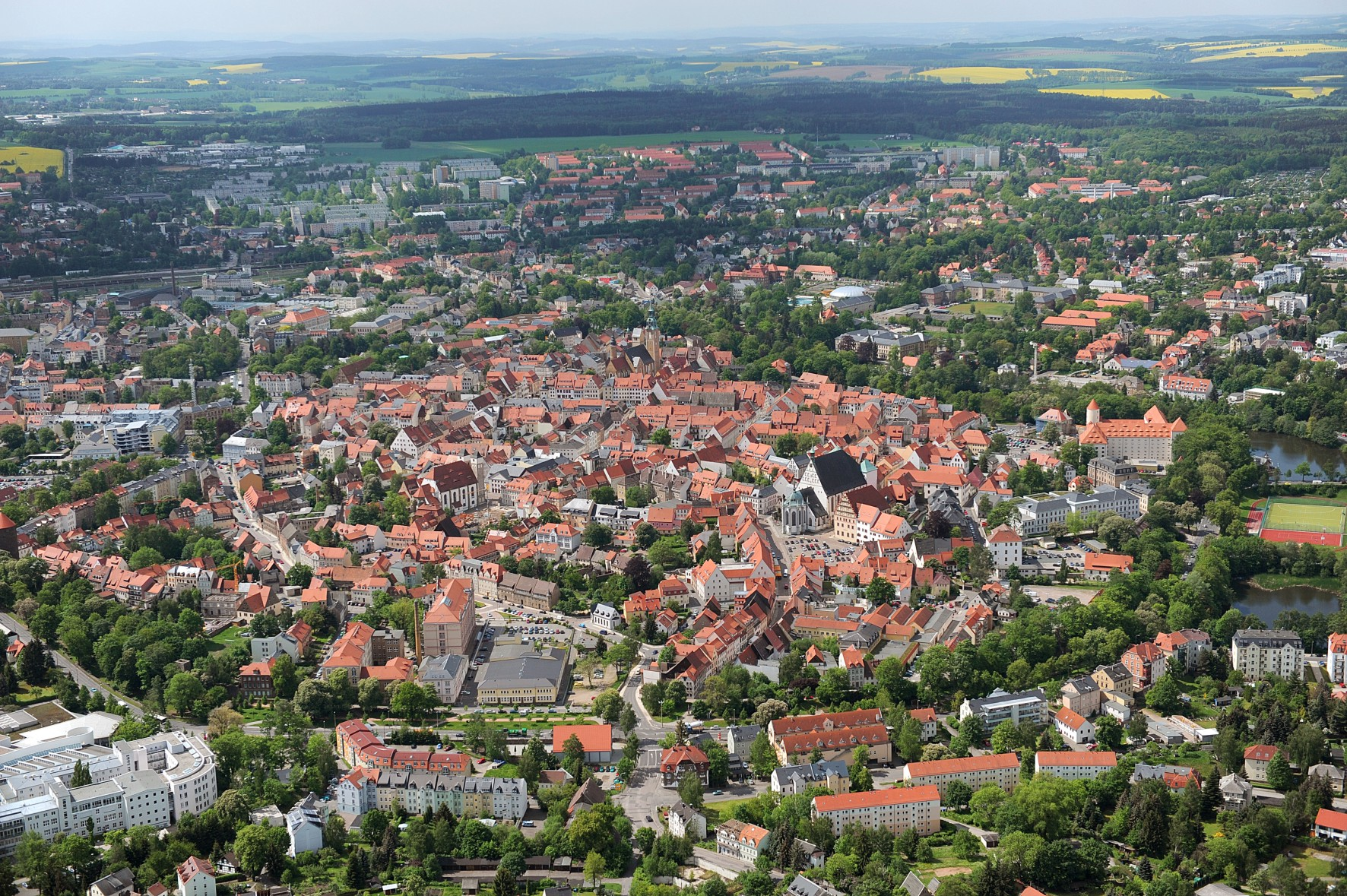
Pohled na historické centrum města Freibergu

Freiberg (doslova: „svobodné horní město“) je velké okresní město v německé spolkové zemi Sasko, které leží na toku řeky Freiberská Mulda v podhůří Krušných hor asi v polovině cesty mezi Drážďany a Saskou Kamenicí. Město bylo založeno kolem roku 1170 a po staletí bylo centrem těžby stříbra a rud. Z této těžby plynulo jeho bohatství a s dovozem stříbra z Ameriky v 16. století jeho sláva skončila. Nicméně v roce 1765 zde byla založena nejstarší dosud existující důlní akademie, nynější Technická univerzita Báňská akademie, pročež byl Freibergu propůjčen titul „univerzitní město“. Freiberg má přibližně 41 tisíc obyvatel a je sídlem správy Zemského okresu Střední Sasko, jenž vznikl roku 2008. Celé historické centrum je památkově chráněno. Spolu s místními technickými památkami připomínajícími hornickou historii, jako je např. důl Reiche Zeche, je od roku 2019 součástí světového dědictví UNESCO v rámci Hornického regionu Erzgebirge/Krušnohoří. Do roku 1969 bylo město formováno těžbou. Po roce 1990 však došlo ke strukturální změně v centrum moderních technologií, např. v oblasti výroby polovodičů, což přispělo k tomu, že se Freiberg stal součástí průmyslového sdružení „Silicon Saxony“.
Až do poloviny 12. století se region dnešního Freibergu a jeho okolí nacházel na území pralesa, teprve když byly kolem roku 1168 objeveny rudy obsahující stříbro, došlo k plánovitému založení horního města. Po roce 1170 zde byl zřízen panský dvůr v podobě hradu (později zámek Freudenstein), který nechal postavit markrabě Ota Míšeňský z panovnického rodu Wettinů. Ve vrcholném středověku bylo město hospodářským centrem a zároveň nejlidnatějším městem Míšeňského markrabství. V době své největší slávy byl Freiberg zdrojem příjmů saských vládců a do roku 1556 rovněž sídlem hlavní mincovny. Po Lipském dělení patřil přechodně oběma liniím wettinského domu. Během reformace bylo město rezidencí vévody Jindřicha Zbožného. V této době vznikl dóm Panny Marie s tulipánovou kazatelnou od Hanse Wittena a Pohřební kaplí Wettinů, Kanovnický dvůr, pozdně gotická radnice, pozdně gotický Městský kostel svatého Petra a také měšťanské domy ve stylu gotiky a renesance. V období industrializace byla zbourána značná část hradeb. Na počátku 20. století musely všechny rudné doly ukončit provoz, který byl obnoven až za NDR, kdy těžba pokračovala do roku 1969, než byla zastavena z důvodu nedostatečného výnosu.
Freiberg disponuje více než 1250 technickými, umělecko-historickými a kulturními památkami. Jeho historické Staré město obklopené zbytky městských hradeb má dochované centrum s nezměněným půdorysem z 12./13. století. Toto turisticky atraktivní město má své vlastní Městské a hornické muzeum, Přírodovědecké muzeum a Muzeum postelí a spánku. Bohaté sbírky z oblasti geologie, montanistiky a mineralogie zpřístupňuje Technická univerzita Báňská akademie s četnými přístroji, výukovými modely a vzorky. Na zámku Freudenstein je potom trvalá expozice minerálů z celého světa. Nejvýznamnějšími událostmi je každoroční Lidový festival Středního Saska; poslední červnový víkend se koná Hornický festival s průvodem horníků a hutníků v historických kostýmech. V turistické propagaci se pro město, v němž byly mimo jiné objeveny chemické prvky germanium a indium či nerost freibergit, používá označení: „Stříbrné město Freiberg“.

## Geografie

### Poloha

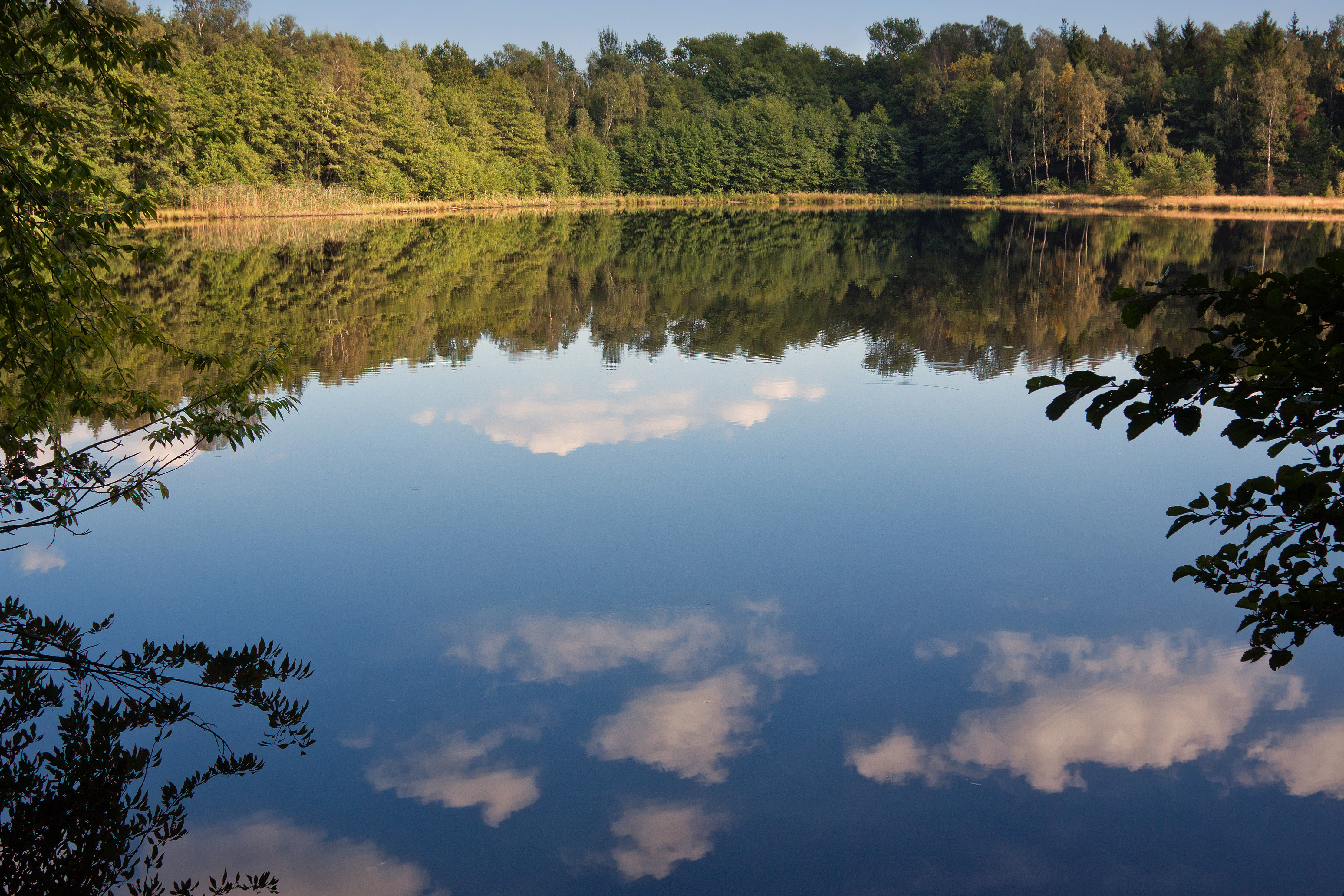
Lokalita Mittelteich u Freiberského městského lesa

Město leží na severním svahu Krušných hor, větší část městské oblasti se nachází západně od Východní či Freiberské Muldy. Území je částečně ukotveno v údolích potoků Münzbach a Goldbach. Centrum s vlakovým nádražím je v nadmořské výšce asi 412 m n. m. Nejnižším bodem je hladina potoka Münzbach na hranici města v nadmořské výšce 340 m n. m., nejvyšším bodem je těžební halda ve výšce 491 m n. m. Freiberg leží ve staré vymýcené krajině, jež byla využívána a formována těžbou a která je obklopena lesy na severu, jihovýchodě a jihozápadě a poli a loukami v ostatních směrech. Na začátku 21. století začala vznikat urbánní zóna s městy Nossen, Roßwein, Großschirma, Freiberg a Brand-Erbisdorf, která zahrnuje přibližně 75 000 obyvatel. Freiberg se nachází asi 31 km západně-jihozápadně od Drážďan, asi 31 km východně-severovýchodně od Saské Kamenice, ca 82 km jihovýchodně od Lipska, asi 179 km jižně od Berlína a 120 km severozápadně od Prahy. Freiberg je asi 8,4 km západně od geografického středu Svobodného státu Sasko, a je tedy městem položeným se svým centrem nejblíže k tomuto bodu. Freiberg leží na hranici dvou forem saského dialektu: na východě jihovýchodního míšeňského a na západě jižního míšeňského dialektu, které lze oba přiřadit k pěti míšeňským dialektům, stejně jako k nářeční oblasti východu Krušných hor.

### Reliéf, geologie, půdy

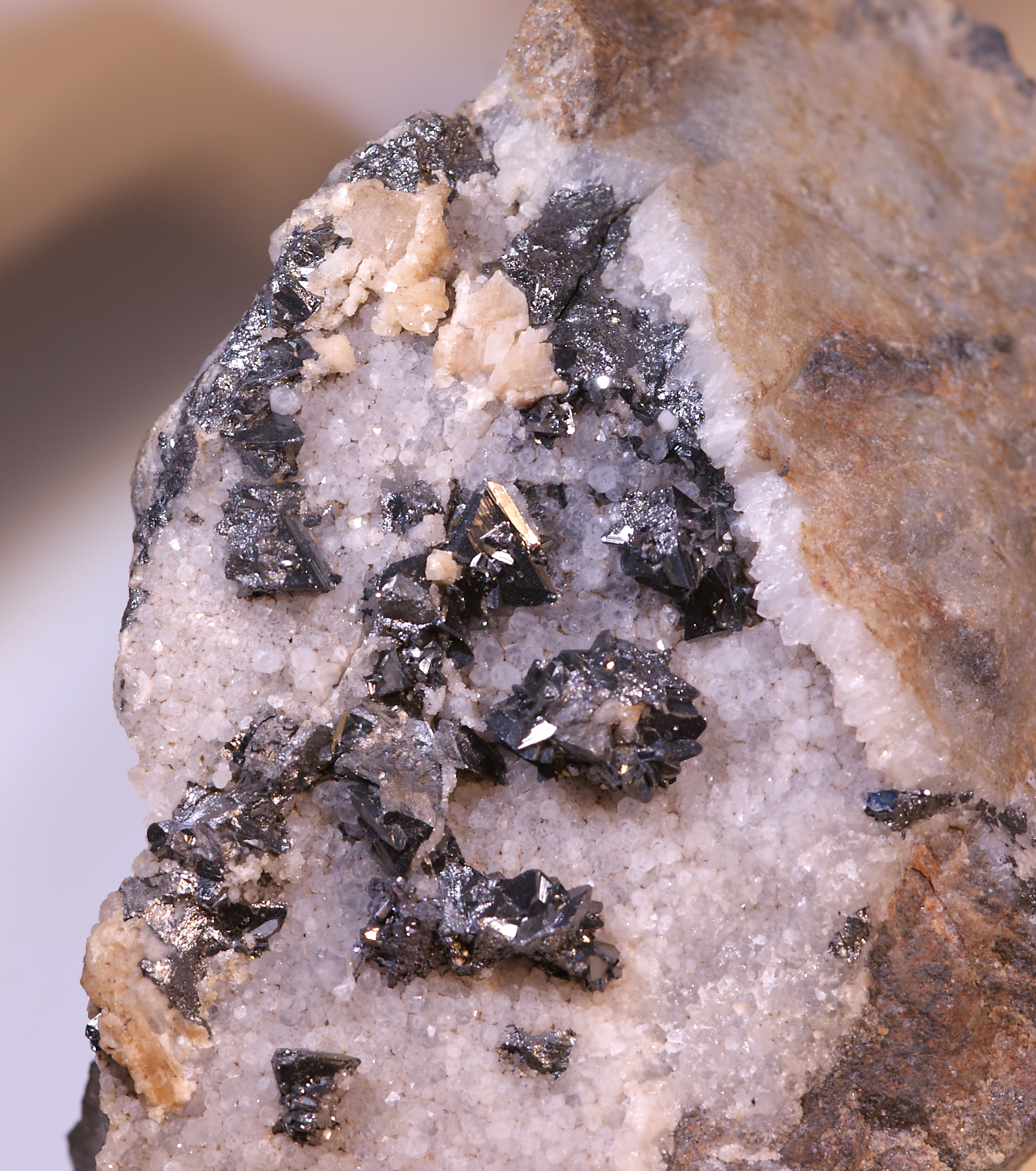
Freibergit z bývalého dolu Himmelfahrt Fundgrube

V regionálně-geologickém ohledu spadá prostor Freibergu do centrální oblasti Krušných hor, konkrétně do antiklinální zóny Smrčiny-Krušné hory. Pevná skalní základna je složena z ruly proterozoického období, nazývané také „Freiberská šedá rula“, „Freiberská jádrová rula“ nebo „Freiberská rulová kopule“. Složení této ruly je asi 40 % živců (živce a plagioklas), 33 % křemene a 27 % slídy (biotit a muskovit). Minerální složky jsou většinou deformovány regionální metamorfní tektogenezí, která dává rule typickou břidlicovitou („vláknitou“) strukturu. Rula byla od vzniku města až do nedávné minulosti zdrojem stavebního materiálu pro velké množství staveb (viz např. kaple sv. Anny). Pevnou horninou procházejí dva systémy tektonických zlomových struktur. Tyto struktury se objevily během hercynského a alpského vrásnění. Účinkem hydrotermálních procesů vznikly v těchto hlubokých trhlinách polymetalické rudné žíly freiberské ložiskové oblasti. Tyto rudné žíly byly předmětem těžby od vrcholného středověku až do druhé třetiny 20. století, přičemž dominantní získávanou složkou bylo stříbro. Těžba měla trvalý dopad na charakter a význam města Freiberg.
Z extruzívních hornin stojí za zmínku odkrytá žíla ryolitu, která se dotýká města na severovýchodě. V závislosti na morfologii je vrchol skalního podloží obvykle jen několik metrů pod povrchem terénu. Díky své břidlicovité, deskovité struktuře vytvářejí ruly ploché kousky štěrku a při pokračující intenzitě zvětrávání se rozkládají na bahnité a písčitě zvětralé hlíny. V důsledku přemisťovacích procesů se vytvářejí smíšené oblasti zvětralých a svahových hlín stejně jako svahových štěrků, které v různé míře pokrývají pevný skalní povrch a zvětralou zónu. Holocenní formace se vyskytují pouze v úzkém prostoru podél potoka Münzbach ve formě naplavené hlíny. Nedávné formace půdy jsou ve formě pískovcově hnědých zemin a pseudoglejí.

### Vodstvo
Nejvýznamnějším vodním tokem v prostoru Freibergu je řeka Freiberská Mulda, zvaná také Východní Mulda, která městem protéká z jihovýchodu na severovýchod v úzkém údolí. Tato řeka pramenící u Moldavy se v Čechách nazývá Moldavský potok. Jedná se o pravý pramenný přítok z povodí řeky Muldy s průměrným průtokem 35,3 m³/s. Levým přítokem Freiberské Muldy je potok Münzbach zvaný rovněž Loßnitzbach, její druhý levý přítok je potok Goldbach nebo také Saubach. Pitná voda se do města dostává potrubím z nádrže na pitnou vodu Lichtenberg. Odpadní voda je odváděna přes městský příkop a kanál Münzbach do Centrální čistírny odpadních vod (ZKA) v Münzbachtalu, kde je čištěna.

### Podnebí

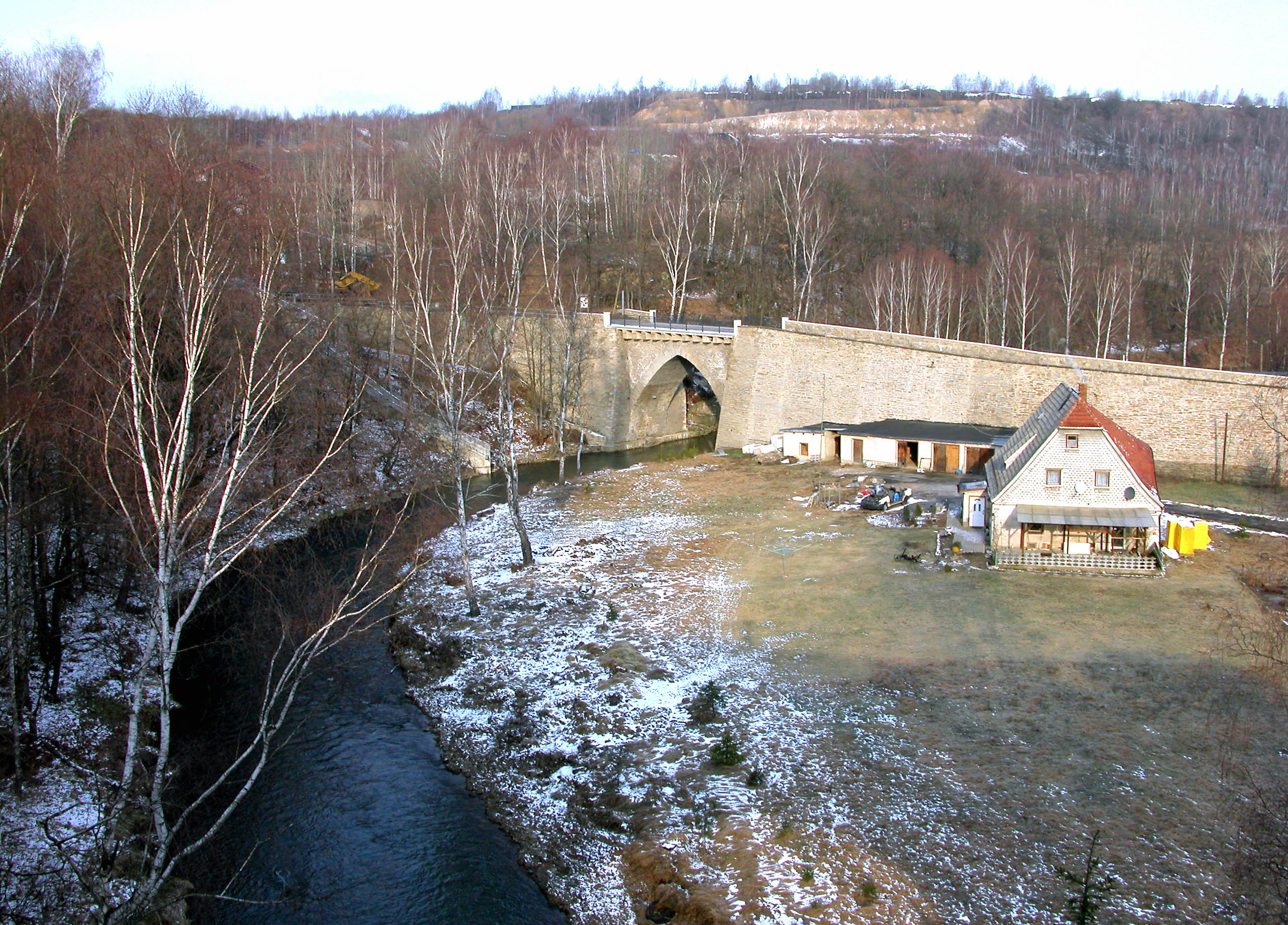
Freiberská Mulda protékající v Halsbachu (Freiberg) pod mostem Hammerbrücke

Město leží v klimaticky mírném pásu, podnebí však určují horská pásma, jejichž hřebeny jsou překážkou proudění vlhkého a chladného vzduchu od Atlantského oceánu, proto je zde výrazné množství srážek. Podle Köppenovy klasifikace podnebí má tato oblast stupeň Cfb, tedy mírné oceánické podnebí. Průměrná roční teplota je tu podle klimatického modelu 7,3 °C. Roční úhrn srážek dosahuje 661 milimetrů. Nejnižší množství srážek se vyskytuje v únoru, kdy klesají průměrně na 38 mm. Na červenec připadá 83 mm. Je tedy nejvlhčím měsícem roku. Nejtepleji je v červenci, kdy průměrné teploty dosahují 16,5 °C. Leden je s průměrnou teplotou −2,2 °C nejchladnějším měsícem roku. Únor má v průměru nejméně srážek.

### Flora a fauna
Na území města se rozkládá lokalita Důlní rybníky Freiberg (Freiberger Bergwerksteiche), v níž žije flora a fauna chráněná na základě Směrnice o stanovištích. Tato oblast zahrnuje deset rozptýlených lokalit na jihu Freibergu s celkovou rozlohou 305 ha. Flora a fauna jsou chráněny v umělých rybnících vzniklých na místech někdejších dolů a stoup a v přilehlých loukách a lesích. Z nejvzácnějších druhů, které zde žijí, lze jmenovat vydru říční (Lutra lutra), netopýra velkého (Myotis myotis), čolka velkého (Triturus cristatus) a puchýřku útlou (Coleanthus subtilis). Město rovněž spravuje přilehlý Freiberský městský les (Freiberger Stadtwald) o rozloze 925,9 ha zalesněného terénu. Plochy městského lesa, které nelze lesnicky využívat, mají 17,4 ha, což znamená, že les má celkovou provozní plochu 943,3 ha.

### Městské části
Město Freiberg je rozděleno na osm městských částí: vedle Altstadtu, městských částí Freiberg-Nord, Freiberg-Ost, Freiberg-Süd a Freiberg-West jsou to Halsbach, Kleinwaltersdorf a Zug. K těmto městským částem patří následující části obce a městské čtvrti:
| Městská část     | Místní části a městské čtvrti                                                       | Obyvatelstvo (2013) |
| ---------------- | ----------------------------------------------------------------------------------- | ------------------- |
| Altstadt         | Oberstadt, Unterstadt, tj. Domviertel, Jakobiviertel, Nikolaiviertel, Petriviertel  | 3763                |
| Freiberg-Nord    | Neu-Friedeburg, Lößnitz, Loßnitz                                                    | 8175                |
| Freiberg-Ost     | Donatsviertel, Himmelfahrter Revier, Hüttenviertel, Muldenhütten, Scheunenviertel   | 2541                |
| Freiberg-Süd     | Bahnhofsvorstadt, Hinter dem Bahnhof, Seilerberg, Silberhofviertel                  | 9168                |
| Freiberg-West    | Fernesiechen, Freibergsdorf, Hospitalviertel, Wasserberg (-Nord, -Ost, -Süd, -West) | 14 400              |
| Halsbach         | Halsbach                                                                            | 316                 |
| Kleinwaltersdorf | Kleinwaltersdorf, Bahnhof, Fürstenbusch, Nonnenwald, Rittergut, Waltersbach         | 784                 |
| Zug              | Zug (Oberzug, Niederzug), Langenrinne s Rosine, Pulvermühle a Rotes Vorwerk         | 1696                |

## Historie

### Počáteční osídlení

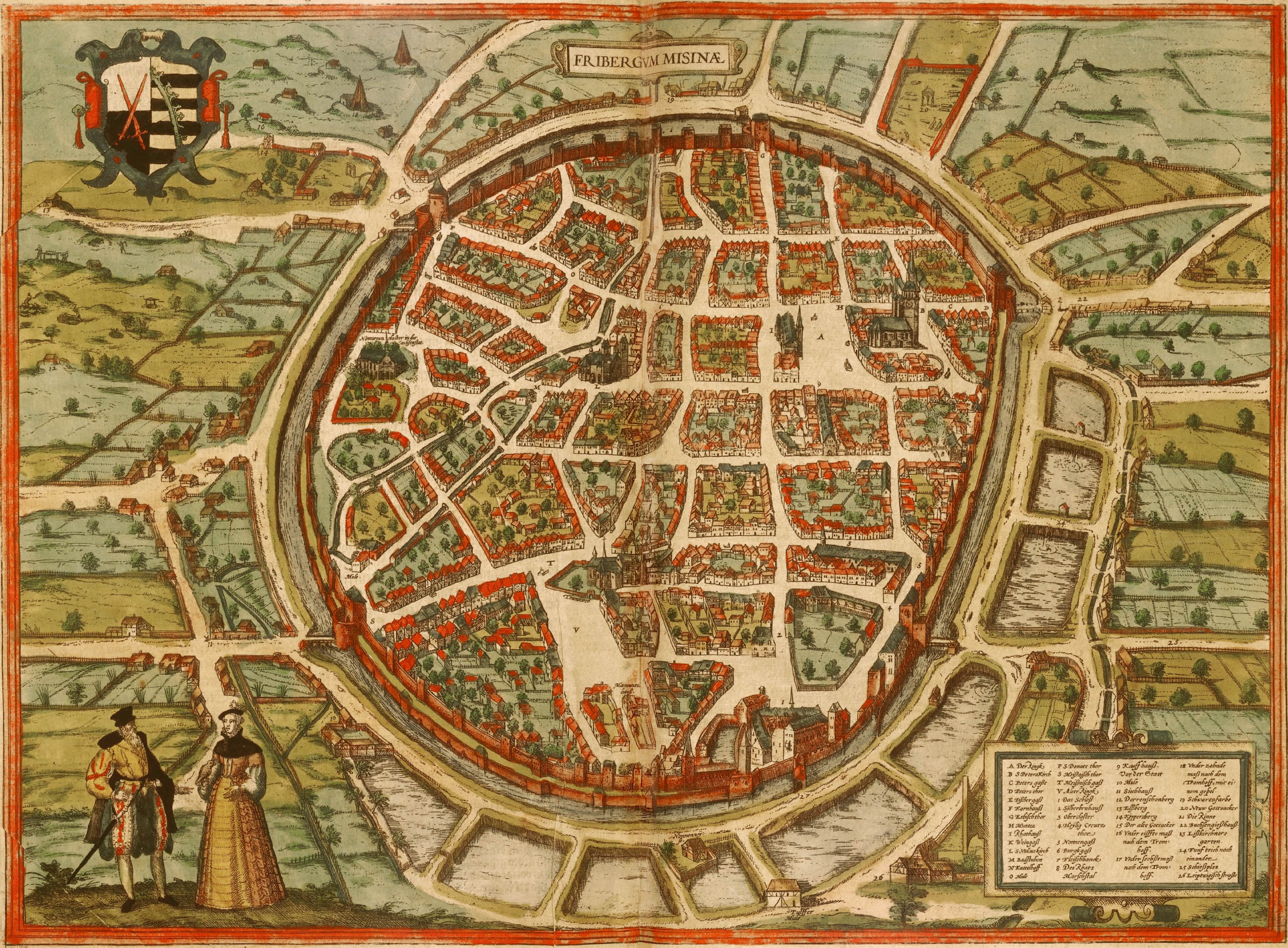
Fribergum Misinae (Georg Braun, Franz Hogenberg, Civitates orbis terrarum, II 39, 16. století)

Až do poloviny 12. století se region kolem dnešního Freibergu nacházel v pralese zvaném Miriquidi, který pokrýval velkou část dnešního jižního Saska a táhl se přes Krušné hory až k severním Čechám. V letech 1156–1162 začal markrabě Ota Míšeňský mýtit les a zakládat lesní lánové vsi. To zahrnovalo také Christiansdorf s farním kostelem sv. Donáta (zasvěceným sv. Donátovi z Arezza, jednomu z patronů míšeňského biskupství), který se nachází poblíž dnešní Donátovy věže. Když byly kolem roku 1168/70 objeveny bohaté olověné rudy obsahující stříbro, bylo během několika let založeno město Freiberg. Na konci 12. století mělo město rozlohu 46,4 ha, čili přibližně stejnou velikost jako starší Lipsko. Rudná oblast – později označovaná jako freiberský centrální revír – má rozsah přibližně 35 × 40 km velkého žilního ložiska drahých a barevných kovů. Podle legendy se po objevení ložiska horníci přestěhovali z Goslaru do Christiansdorfu a usadili se ve druhé osadě na tomto místě pojmenované podle jejich původu, civitas saxonum, to jest: saské město. Zde si založili nezávislý farní kostel sv. Jakuba. Utvoření této osady lákalo zájemce z toho důvodu, že „hora byla volná“. Založení města v roce 1186, které je opakovaně zmiňováno v literatuře, se zakládá na několika chybách; počátky města je totiž třeba stanovit mnohem dříve a to krátce po letech 1168/70. V této souvislosti vznikla takzvaná Hradní lenní čtvrť (Burglehnviertel) kolem farního kostela Panny Marie (později katedrály) a Mikulášská čtvrť (Nikolaiviertel) kolem kostela sv. Mikuláše, který však nebyl kostelem obchodníků. Kolem let 1170/80 byl zřízen markrabský panský dvůr v podobě hradu, který nechal postavit markrabě Ota Míšeňský (od 16. století zámek Freudenstein). Jak ukazují archeologické vykopávky a dendrochronologická určení několika dřevěných ulic, bylo to plánované a pravidelně vytyčované horní město kolem Obermarktu a kostela sv. Petra, které se stavělo po roce 1180.
V letech 1180–1185 byl založen kostel Panny Marie. V rozmezí let 1220–1240 vznikly věže kostela sv. Mikuláše (dendrodatum třetího poschodí je 1224/25) jako poslední zachovaný zbytek druhého románského mikulášského kostela na místě prvního kamenného kostela z doby kolem roku 1170. Nejstarší pozůstatky kostela sv. Petra však pocházejí až z počátku 13. století. Název „Freiberg“ je poprvé doložen v roce 1201. Městská a horní ústava ius Freibergensis, která je zmíněna v Kulmské listině z roku 1233, svědčí o vysoké míře občanské autonomie. Po roce 1220 vznikla ve Freibergu radní ústava, která je nejranějším dokladem o městě míšeňské marky. Od roku 1227 se používala románská městská pečeť, nejstarší v Míšeňském markrabství.

### Středověké horní město Wettinů

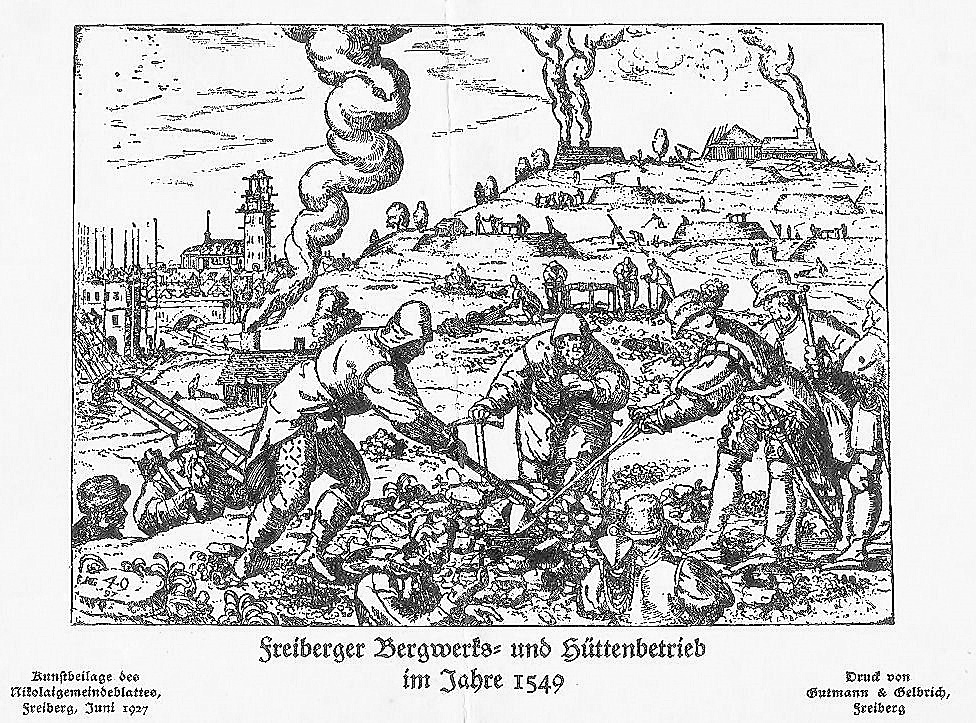
Horníci a hutníci ve Freibergu v roce 1549 (ilustrace z umělecké přílohy listu Nikolaigemeindeblatt, Freiberg, červen 1927)

Roku 1225 bylo město téměř úplně zničeno požárem, načež následovalo období rozmachu. Krátce před polovinou 13. století byl založen františkánský a dominikánský klášter, vedle již existujícího kláštera magdalenitek vznikl u kostela sv. Jakuba tzv. klášter mladých panen, poprvé doložený roku 1248. V roce 1260 byla založena městská škola, jež byla roku 1515 přeměněna na školu latinskou. Vrchol raného vývoje města nastal s kodifikovaným freiberským horním zákonem ca z roku 1300. Ve 14. století postupně docházelo ke krizi, která byla způsobena zejména poklesem produkce stříbra od poloviny 14. století a rovněž rozsáhlými požáry města v letech 1375 a 1386. V roce 1400 byla jmenována první unie horníků. Ve druhé polovině 15. století znovu následoval propad, protože město bylo opět z velké části zničeno dvěma městskými požáry v letech 1448 a 1471. V 15. století ztratil Freiberg svou vedoucí ekonomickou pozici v Sasku kvůli migraci kapitálu do Lipska. Velkým úspěchem v době krize bylo bezesporu založení kolegiální nadace v kostele Panny Marie v roce 1480. Od té doby je „dóm“ pro tento farní kostel běžným označením.
Regionální historici Freiberg někdy označují za matku všech saských horních měst, což však nemá nic společného se skutečným stavem věci. Freiberg byl spíše prvním horním městem Wettinů, neboť existovala četná horní města mimo wettinské území, např. Dippoldiswalde, které založil purkrabí z Dohny ve 12. století. Později se na Freibergu zcela nezávisle objevily další horní města v jiných oblastech dnešního Saska, např. v Krušných horách a v jejich předhůří nebo v durynském Pleißenlandu. Ve vrcholném středověku bylo město hospodářským centrem a zároveň nejlidnatějším městem Míšeňského markrabství. Od 13. století byla freiberská mincovna hlavní mincovnou Wettinů, dokud nebyla v roce 1556 přesunuta do Drážďan.

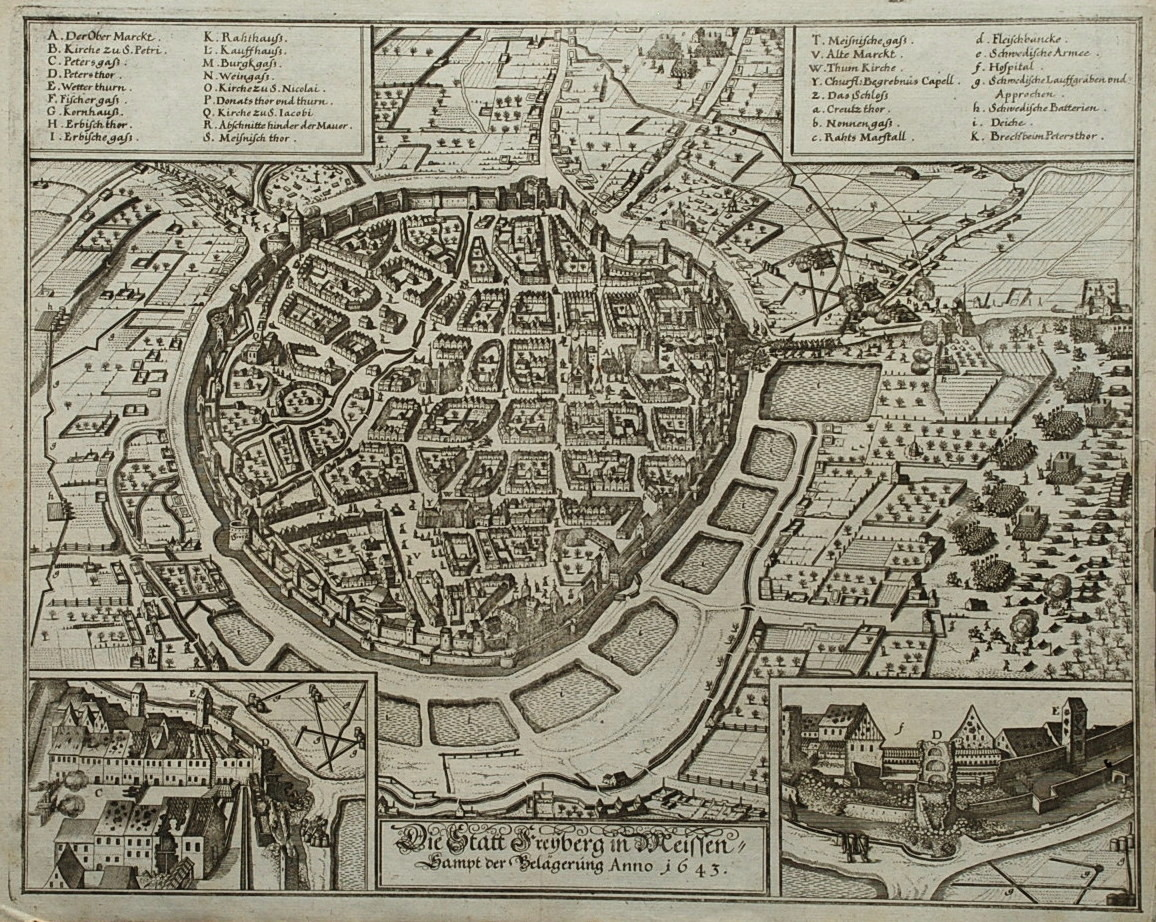
Freiberg na mědirytu Matthäuse Meriana (Topographia Germaniae, 1650)

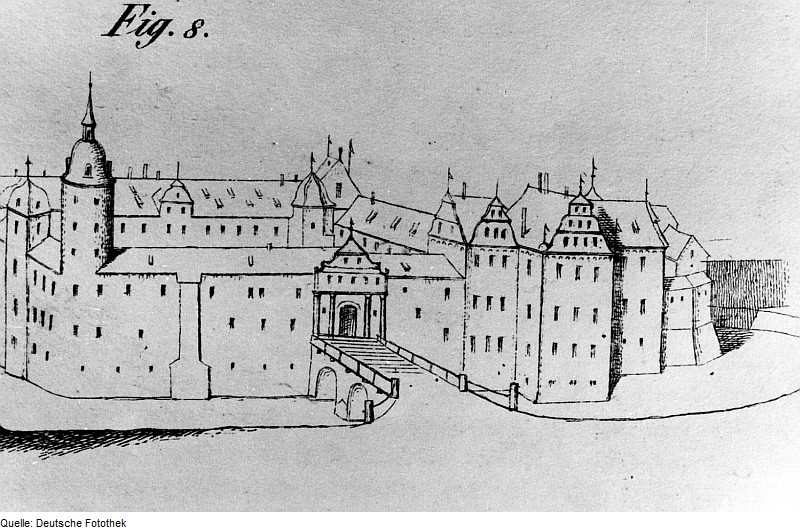
Zámek Freudenstein, kresba rekonstruující jeho vzhled po novostavbě z let 1572–1575

Po Lipském dělení (1485) patřil Freiberg a jeho rudné doly oběma liniím wettinského domu. V době reformace se roku 1505 stalo město sídlem saského vévody a tím saskou rezidencí, v níž vládl Jindřich Zbožný. Jeho manželka Katharina von Mecklenburg podporovala protestantské vyznání. Během této doby, po posledních velkých požárech města v letech 1484 a 1512, vznikl dóm s tulipánovou kazatelnou od Hanse Wittena kolem roku 1505, kanovnický dvůr v letech 1484/88, pozdně gotická radnice v letech 1470–1474, pozdně gotický kostel sv. Mikuláše kolem roku 1500 až 1520 a také měšťanské domy ve stylu pozdní gotiky a renesance. V letech 1541–1694 (než August II. Silný konvertoval ke katolicismu) byl dóm pohřebištěm Wettinů. V 16. století těžba stříbra opět vzkvétala, byla postavena nová těžební zařízení a hutě. To se projevilo ve zpracování kovů, v uměleckém řemesle (Hiligerova slévárna zvonů) a ve vědě zase prostřednictvím působení lékaře a důlního vědce Ulricha Rüleina von Calw. První tiskárna je doložena v roce 1550. Kolem roku 1550 byly na popud horníka Martina Planera vybudovány těžařské vodní systémy, které se táhnou s rybníky a umělými příkopy dále na jih k Saydě. Tyto nadzemní a podzemní systémy s jezírky a příkopy se používaly hlavně k překlenutí zásobování vodou v dobách nízkých srážek, jinak by těžba ustala. Bylo také možné postupovat hlouběji než do 400 m. Odstřelování výbušninami v hornictví vynalezl ve Freibergu v roce 1613 Martin Weigel či Weigold a až po roce 1643 se stalo v Sasku běžným. V letech 1542–1659 probíhaly ve městě lovy na čarodějnice, pět osob bylo zapojeno do čarodějnických procesů.

### Freiberg v17. a 18. století

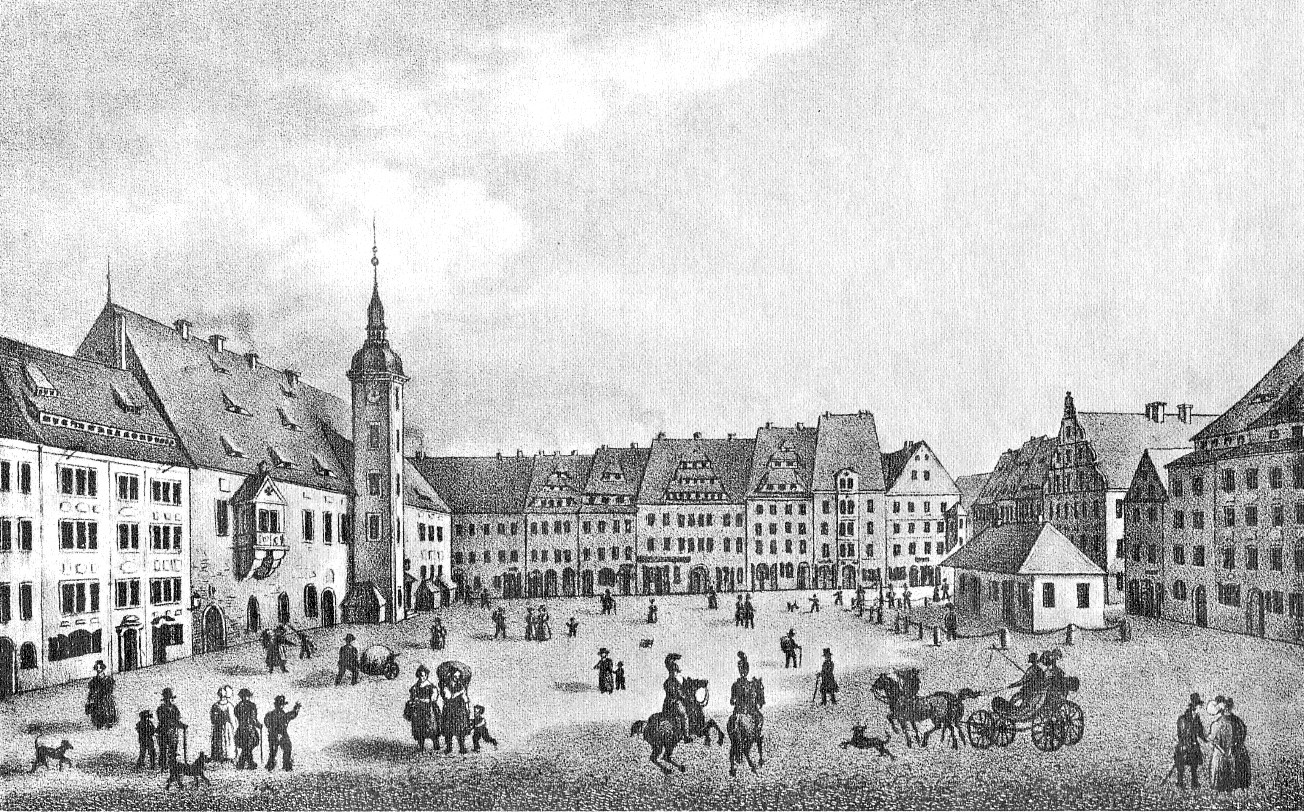
Pohled na Freiberg z roku 1850

Za třicetileté války se Saské kurfiřtství ve fázi švédské války (1630–1635) spojilo se Švédy, pročež město obsadilo císařské vojsko. Poté, co saský kurfiřt uzavřel s císařem roku 1635 pražský mír, přešlo Sasko na habsburskou stranu, a bylo proto opakovaně terčem švédských útoků. Těžařský průmysl tím dosti utrpěl, přesto však po roce 1700 znovu vzkvétal. Za švédských obléhání v letech 1639, 1642 a 1643 útoky úspěšně odrazil velitel Georg Hermann von Schweinitz. Během obležení se stal zámek Freudenstein, který byl v roce 1577 přestavěn v renesančním slohu, součástí obranných systémů města Freiberg, kdy byl využíván jako vojenská základna. V roce 1711 si ve městě otevřel svou dílnu nejvýznamnější středoněmecký varhanář barokní doby Gottfried Silbermann (1683–1753), jenž pro Freiberg postavil pět varhan, zejména pak velké varhany v dómu Panny Marie z roku 1714, které se s výjimkou jednoho rejstříku kompletně zachovaly. V bitvě u Freibergu, poslední bitvě sedmileté války, v níž se střetla císařská a pruská vojska, zvítězil 29. října 1762 Jindřich Pruský, bratr Fridricha II. Velikého. V roce 1765 byla založena Báňská akademie; nejstarší dosud existující vysoká škola hornické vědy na světě. Severní válka, slezská a sedmiletá válka opět způsobily značné škody městu i těžbě. V letech 1724 a 1728 znovu došlo ke dvěma lokálním požárům. Roku 1790 bylo otevřeno městské divadlo.

### 19. století a industrializace
Dne 2. června 1839 se rozlil Nový rybník a zaplavil údolí Münzbachtal. V revolučních letech 1848 a 1849 bojovali někteří z obyvatel Freibergu na drážďanských barikádách. Do roku 1856 bylo město sídlem krajského úřadu, v roce 1856 se stalo sídlem soudu a po oddělení justice a správy roku 1875 zde vzniklo freiberské hejtmanství. V 19. století byla zbourána značná část opevnění s někdejšími pěti městskými branami. Dne 14. března 1860 byl založen Spolek přátel starožitností, který představil své sbírky a knihovnu otevřením Freiberského muzea 17. března 1861. V roce 1862 bylo vybudováno železniční spojení do Drážďan, roku 1869 do Saské Kamenice, 1873 do Nossenu a 1875 do Muldy. Napojení na německou železniční síť velmi napomáhalo zrychlenému průmyslovému rozvoji. V roce 1886 se konal tzv. Freiberský proces proti tajným spolkům mimo jiné se sociálnědemokratickým politikem a spisovatelem Augustem Bebelem.

### Freiberg vletech 1900–1945

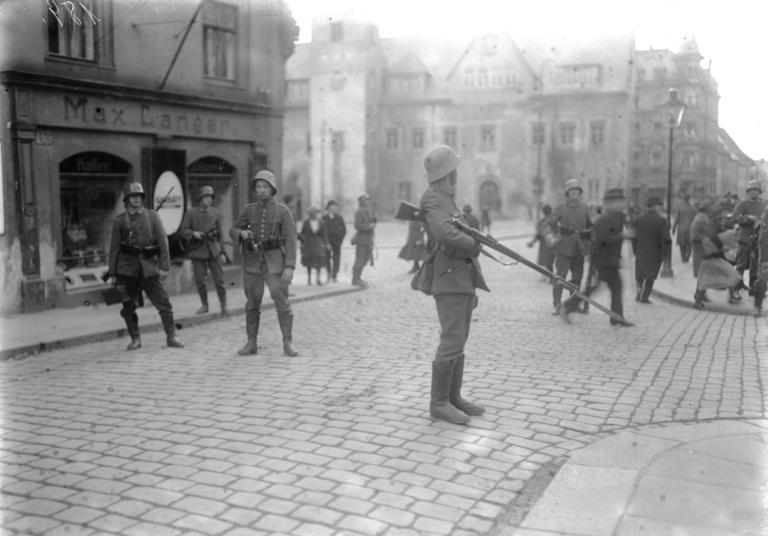
Donucovací zásah reichswehru proti freiberským komunistům dne 27. října 1923 (Bundesarchiv)

Na počátku 20. století musely téměř všechny rudné doly ukončit provoz z důvodu nedostatečného výnosu. Od roku 1903 se ve městě usazovali Židé, kteří zde dočasně studovali. Jejich bohoslužby se konaly v hostinci Hornmühle, později v sálu restaurace Stadt Dresden. Freiberg byl v letech 1874–1915 sídlem posádky Freiberského hejtmanství. Poté okres zanikl a město bylo až do roku 1946 tzv. městem bez okresu. Dne 27. října zde došlo k donucovacímu vojenskému zásahu reichswehru proti místním komunistům, při němž zahynulo 26 lidí. V době nacionálního socialismu existoval ve Freibergu mezi 31. srpnem 1944 a 14. dubnem 1945 ženský pobočný tábor koncentračního tábora Flossenburg. Asi 1000 židovských vězeňkyň muselo spolu s polskými ženami na nucených pracích vyrábět v budově zemského úřadu zbrojní součástky pro společnost Arado Flugzeugwerke GmbH Potsdam-Babelsberg, známou také pod krycím názvem „Freia GmbH“. Dne 7. října 1944 bylo město letecky napadeno náletem 24 amerických „létajících pevností“ B-17, které na Freiberg a Wurzen shodily 60 tun trhacích bomb. Ve Freibergu bylo zvláště postiženo nádražní předměstí, ale také ulice Chemnitzer Straße, Hainicher Straße a Kleinwaltersdorf. 75 domů bylo zničeno nebo těžce poškozeno a 216 dalších bylo poškozeno středně či mírně. Zemřelo 172 osob, z toho 133 žen a dětí. Ošetřeno bylo 114 zraněných. Populace města za války silně vzrostla v souvislosti s ubytováním mnoha obětí bombardování a vysídlených osob. Dne 7. května byl Freiberg bez boje obsazen Rudou armádou, při čemž sehrál zvláštní roli tehdejší primátor Werner Hartenstein (NSDAP), jenž chtěl město uchránit zbytečných ztrát.

### Období NDR

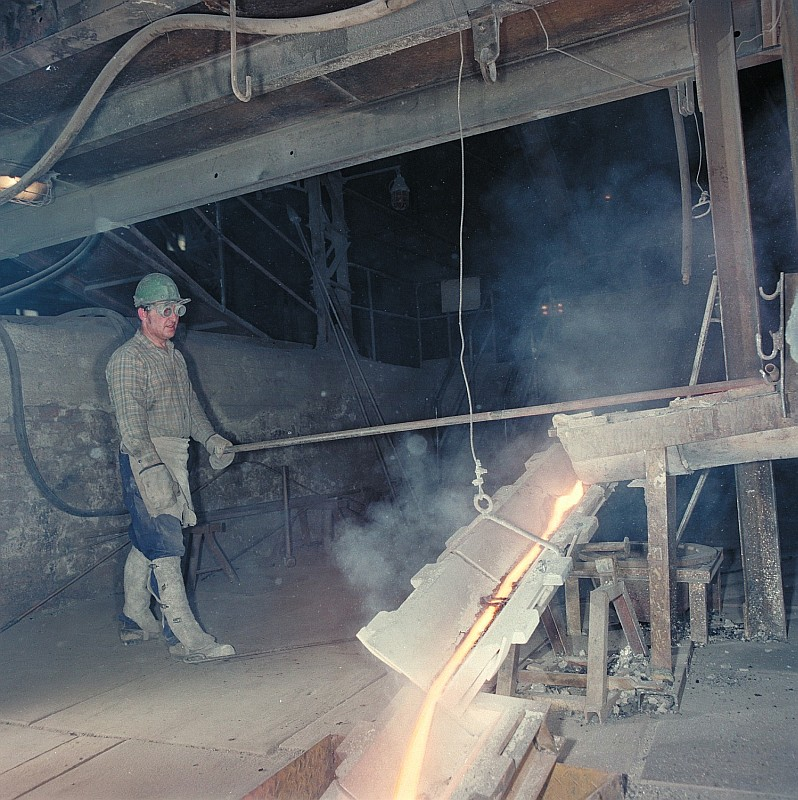
Metalurg při práci (1976; Deutsche Fotothek)

V poválečném období se ve freiberské těžební oblasti pokoušela sovětsko-německá akciová společnost SDAG Wismut nalézt štěpný materiál ve formě uranové rody, avšak bez úspěchu. V roce 1952 byl v rámci správní reformy Freiberg začleněn do kraje Karl-Marx-Stadtu, přičemž se stal okresním městem stejnojmenného okresu. V 50. a 60. letech byla postavena větší část dnešního kampusu Technické univerzity Báňské akademie. Roku 1965 byla znovu zavedena městská autobusová doprava. Těžba zinku a olova pokračovala až do roku 1969, než byla zastavena z důvodu nedostatečného výnosu. Vzhledem k masivnímu rozvoji hutního průmyslu ve městě a jeho okolí, kdy zde mělo vzniknout středisko metalurgie neželezných kovů (cín, zinek a olovo ve Freibergu, ušlechtilé kovy v Halsbrücke a stopové kovy v Muldenhüttenu), a také kvůli neuspokojivým řešením při čištění odpadních vod a plynů tu došlo ke značnému poškození životního prostředí. Na jihu, jihozápadě a západě města byly v letech 1964–1990 vystavěny rozsáhlé obytné oblasti. V rámci „prosazování socialistické kultury bydlení“ byly při jednom zásahu Stasi, která kontrolovala výzdobu pokojů na freiberské univerzitní koleji, odhaleny portréty Dubčeka, Kennedyho, Ho Či Mina, Svobody a Tita. Jeden ze studentů byl z tohoto důvodu ze studia vyloučen. Do roku 1970 pak překročil počet obyvatel 50 000. Dne 1. listopadu 1989 se ve Freibergu shromáždilo asi 500 občanů, kteří podpořili opoziční „Nové fórum“. V kostele sv. Petra se za účasti ca 1000 osob konaly rozhovory s krajskými stranickými funkcionáři, kde byla požadována základní politická práva, ochrana životního prostředí a právo na civilní vojenskou službu.

### Po roce 1990
V roce 1990 se Freiberg stal v rámci Svobodného státu Sasko sídlem stejnojmenného zemského okresu, který byl roku 1994 rozšířen o okresy Flöha a Brand-Erbisdorf. Připojena byla i obec Neuhausen ze zemského okresu Marienberg. V únoru 2015 byl proveden útok výbušninou na ubytovací zařízení pro žadatele o azyl. Státní zastupitelství tento čin označilo za pokus o zabití, ale podle ARD bylo vyšetřování bez výsledků zastaveno. V říjnu 2015 se asi 400 odpůrců migrace a členů xenofobních uskupení pokusilo zabránit více než 700 uprchlíkům v průjezdu přes Freiberg pomocí takzvané sitzblokády a útoků na konvoj.

## Obyvatelstvo
Počet obyvatel v letech 1471–1988 
| Rok             | Počet obyvatel | Rok  | Počet obyvatel | Rok  | Počet obyvatel |
| --------------- | -------------- | ---- | -------------- | ---- | -------------- |
| před rokem 1471 | 4845           | 1776 | cca 7 800      | 1910 | cca 36 200     |
| 1474            | 4112           | 1870 | cca 21 600     | 1946 | 42 278         |
| 1499            | 5603           | 1880 | cca 25 300     | 1966 | cca 48 400     |
| 1515            | 6380           | 1885 | cca 26 000     | 1972 | 50 549         |
| 1533            | 8480           | 1890 | cca 29 000     | 1984 | 50 964         |
| 1546            | 9228           | 1905 | cca 30 600     | 1988 | cca 51 600     |

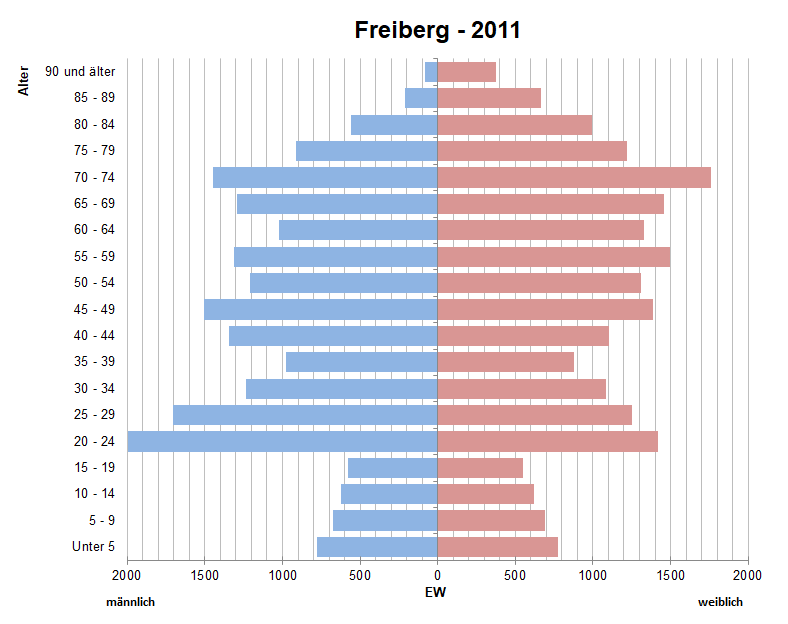
Věková pyramida obyvatel z roku 2011

Pramen: Stadt- und Bergbaumuseum Freiberg, Schriftenreihe 6, 1986.
Sčítání lidu ze 17. května 1939 sečetlo 35 712 obyvatel, z toho 16 302 mužů a 19 410 žen.
Počet obyvatel od roku 1990
| Rok  | Počet obyvatel | Rok  | Počet obyvatel | Rok  | Počet obyvatel |
| ---- | -------------- | ---- | -------------- | ---- | -------------- |
| 1990 | 48 609         | 2000 | 45 428         | 2010 | 41 342         |
| 1991 | 47 582         | 2001 | 45 228         | 2011 | 40 020         |
| 1992 | 46 983         | 2002 | 44 533         | 2012 | 40 083         |
| 1993 | 46 537         | 2003 | 44 105         | 2013 | 40 268         |
| 1994 | 47 928         | 2004 | 43 683         | 2014 | 40 829         |
| 1995 | 47 403         | 2005 | 43 305         | 2015 | 41 641         |
| 1996 | 47 123         | 2006 | 42 897         | 2016 | 41 642         |
| 1997 | 46 966         | 2007 | 42 364         | 2017 | 41 496         |
| 1998 | 46 503         | 2008 | 41 823         | 2018 | 40 885         |
| 1999 | 46 027         | 2009 | 41 701         |      |                |

## Náboženský život
Již v roce 1533 se ve freiberském kostele sv. Mikuláše evangelicky kázalo. Dne 29. září 1536 tu bylo na pokyn vévody Jindřicha Zbožného (1539–1541) rozhlášeno Augsburské vyznání. Všeobecně byla ve Freiburgu reformace zavedena roku 1537, kdy byly zrušeny městské kláštery. Freiberským reformátorem byl dr. Jacob Schenk z Würtemberka, který úzce spolupracoval s Lutherem a byl zde na jeho doporučení jmenován dvorním kazatelem. Podle průzkumu Zensus bylo v roce 2011 ve městě 75,5 % obyvatel bez vyznání, 16,4 % protestantů a 3,4 % katolíků. Největší jsou protestantské obce spadající do církevního okrsku Freiberg. Jsou to Evangelicko-luterská církevní obec při Freiberském dómu, Evangelicko-luterská církevní obec sv. Jakuba a Christofora a Evangelicko-luterská církevní obec sv. Petra a Jana. Metodisté jsou sdruženi v Evangelické metodistické obci Freiberg. Příznivci svobodné evangelické církve, tj. baptisté, se scházejí v Kristově evangelické obci. Dále zde existuje Evangelické církevní společenství, Sbor Adventistů sedmého dne, Novoapoštolská církevní obec a Obec letničního hnutí. Katolická komunita je organizována v Katolické farnosti sv. Jana Evangelisty. Ve městě je také komunita členů Církve Ježíše Krista Svatých posledních dnů.

## Politika

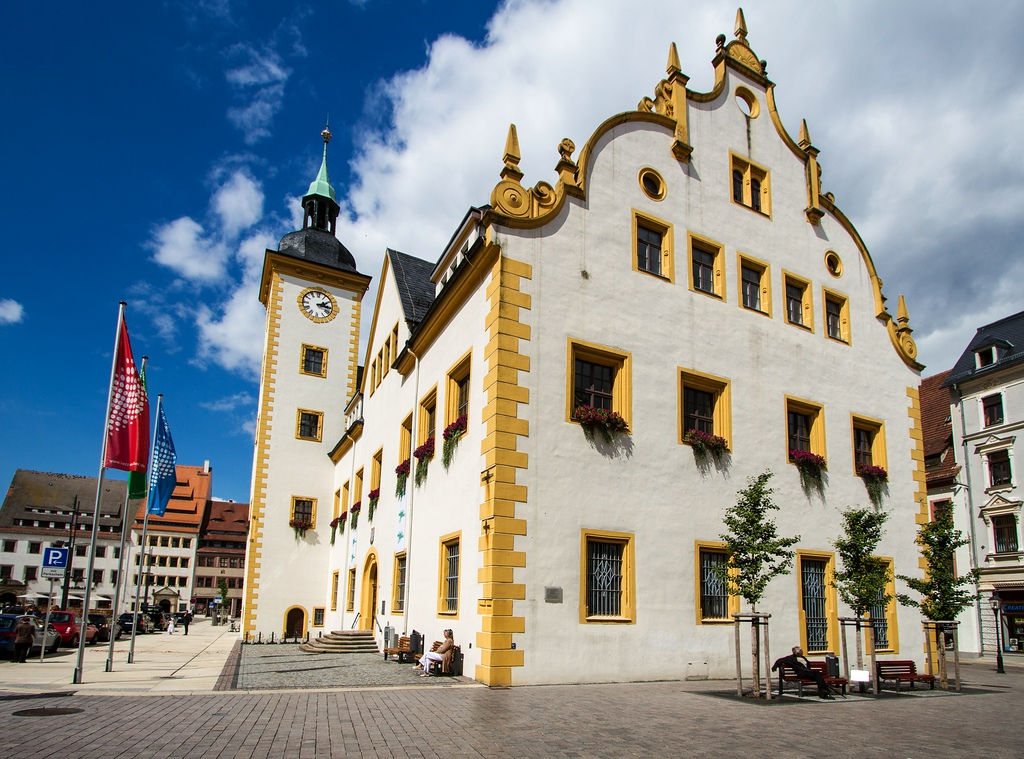
Radnice na náměstí Obermarkt, východní štít

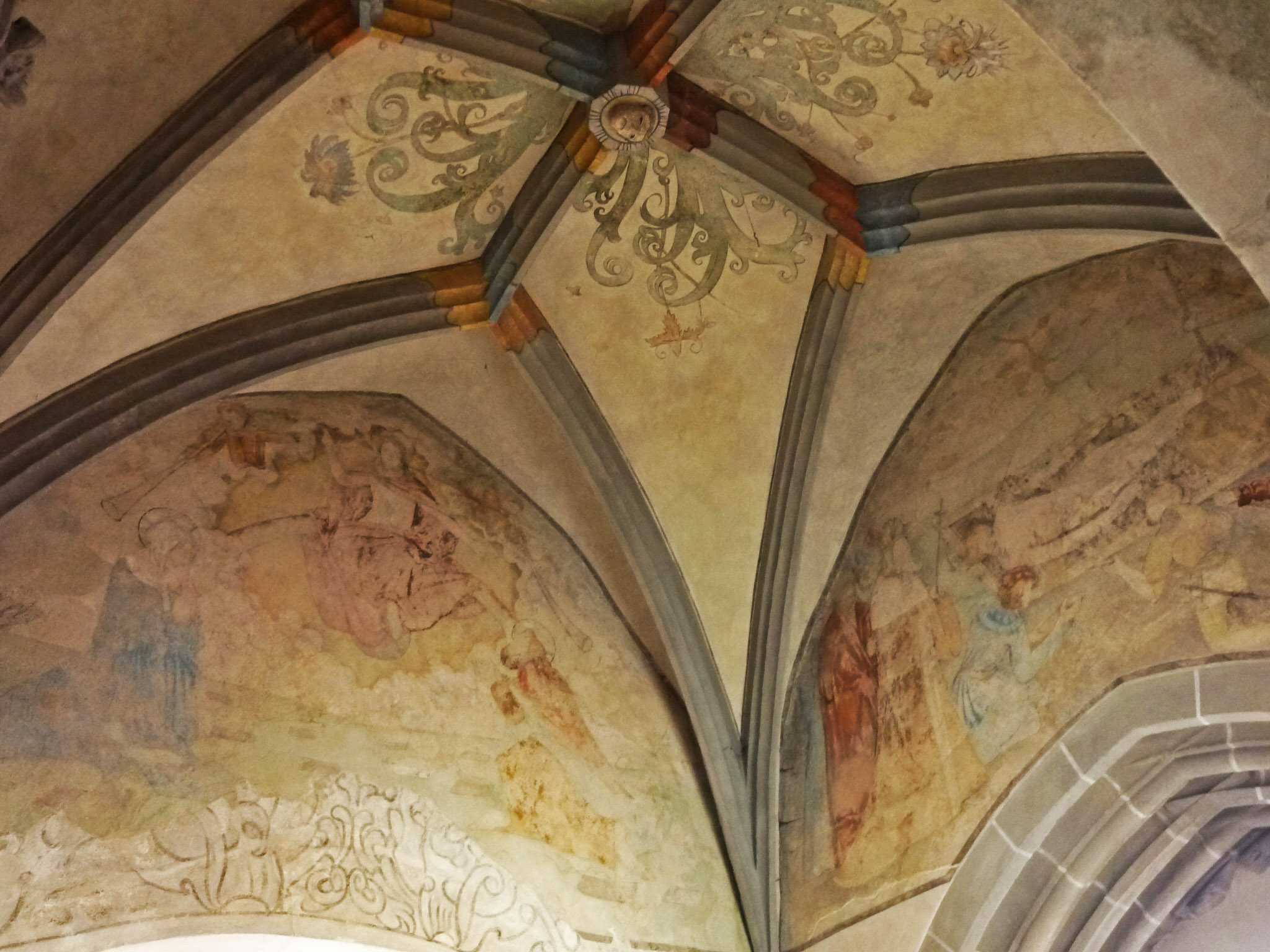
Kaple sv. Lorence v prvním patře radnice, detail klenby a výmalby

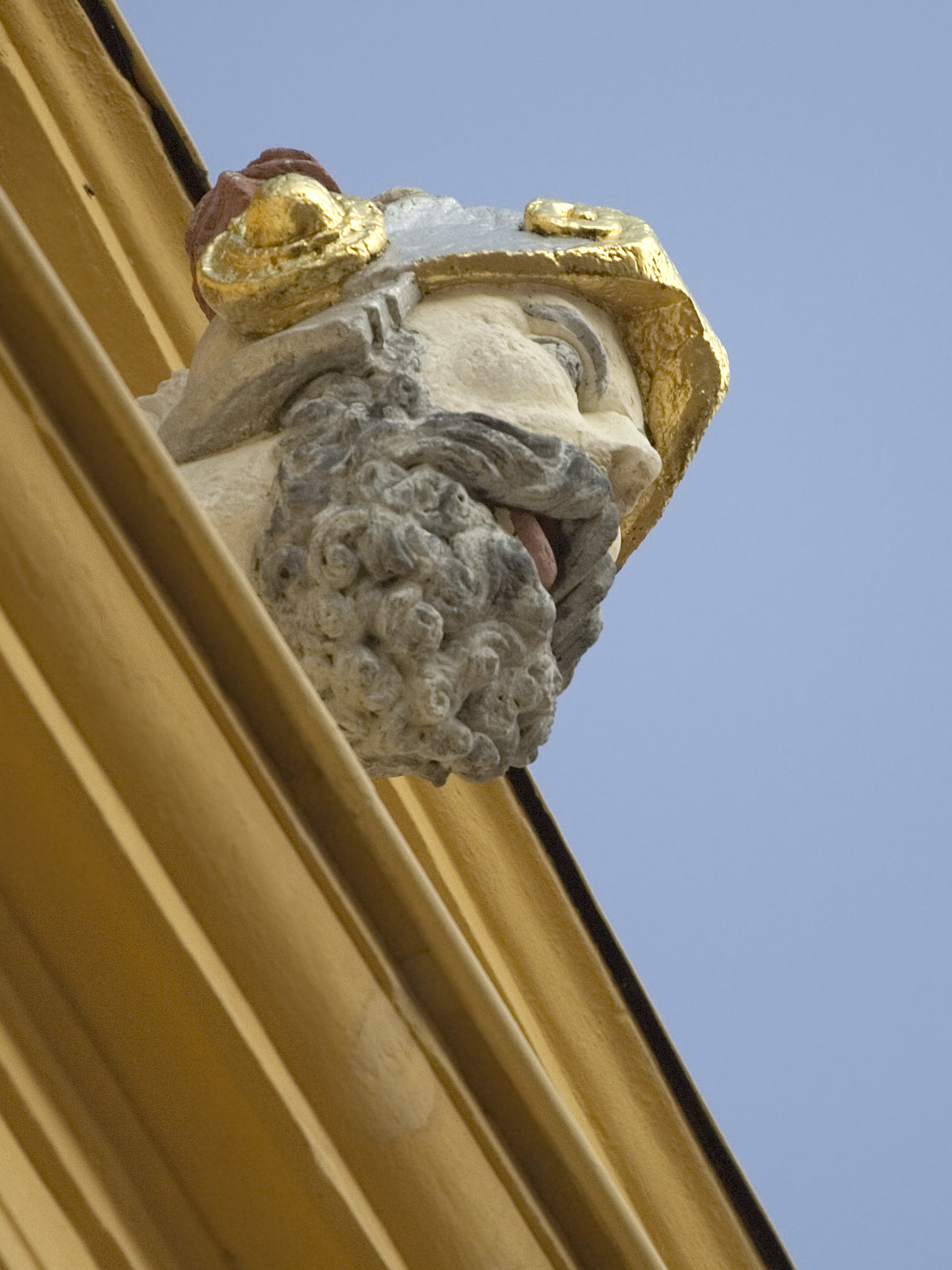
Fasáda radnice s údajnou hlavou šlechtice Kunze von Kauffungena, která se má dívat na místo své popravy

### Primátor a městská rada
Dne 24. června 2015 byl bankovní manažer Sven Krüger zřetelnou většinou hlasů zvolen ve druhém kole novým primátorem města Freibergu. Předtím pracoval na městském úřadě jako radní pro správu a finance; v úřadu nahradil Bernda-Erwina Schramma, jenž byl starostou od 1. srpna 2008 a v roce 2015 již dosáhl důchodového věku. Výkonným úředníkem města, tzv. decernentem, je od 1. dubna 2009 Holger Reuter (náměstek pro rozvoj města a výstavbu, CDU).
Výsledky voleb do městské rady z 26. května 2019:
| Strana       | Podíl hlasů | P/L %*  | Celkem | P/L* |
| ------------ | ----------- | ------- | ------ | ---- |
| AfD          | 21,7 %      | + 15,70 | 8      | + 6  |
| CDU          | 20,7 %      | – 7,5   | 7      | – 3  |
| Die Linke    | 14,7 %      | – 4,4   | 5      | – 2  |
| Freie Wähler | 14,5 %      | + 8,5   | 5      | + 3  |
| SPD          | 10,5 %      | – 2,5   | 3      | – 2  |
| Zelení       | 8,3 %       | + 0,5   | 3      | + 1  |
| FDP          | 5,9 %       | ± 00    | 2      | ± 0  |
| Haus/Grund   | 3,7 %       | – 3,2   | 1      | – 1  |

* Profit/loss: Zisk nebo ztráta ve srovnání s volbami v roce 2014   
Volební účast byla 61,6 % (2014: 48,1 %).

### Znak
Městský znak Freibergu je poprvé doložen na pečeti z roku 1227. Jedná se o nejstarší městskou pečeť v Míšenském markrabství. Město jej používá ve formě, kterou mu 1. června 1899 dalo Královské okresní hejtmanství v Drážďanech.
Blason: „Městský znak zobrazuje v modrém renesančním štítu stříbrnou, pocínovanou zeď, v jejíž zvýšené střední části se nachází vytažená padací mříž. Brána je pokryta zlatým renesančním štítem, který ukazuje vzpřímeného černého lva otočeného doprava. Na zdi jsou tři stříbrné věže. Tyto věže mají klenuté otvory, červené střechy, zlaté knoflíky a zlaté větrné vlajky směřující doprava. Prostřední věž je vyšší a silnější. Má pod střechou dva klenuté otvory a tři pod nimi; dvě boční věže mají tři takové otvory nahoře a dva takovéto otvory pod nimi [...]. U kovů zlato a stříbro je povoleno použití žluté a šedé.“
Popis vlajky
„Městská vlajka je nahoře černá a dole zlatá (žlutá).“
Služební pečeť
Na služební pečeti je městský znak. Její používání je vyhrazeno primátorovi. Poté, co byl Saským ministerstvem vnitra 11. ledna 2015 Freibergu propůjčen titul „univerzitní město“, uvádí Freiberg tento titul také v nápisu na městské pečeti.

Předepsaný městský znak
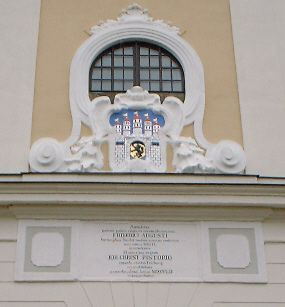
Znázornění znaku z roku 1752 na západním portálu kostela sv. Mikuláše
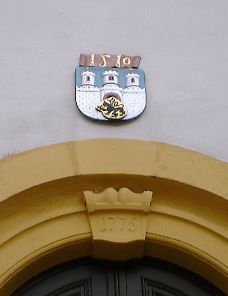
Znázornění znaku z roku 1510 nad vstupním portálem radnice
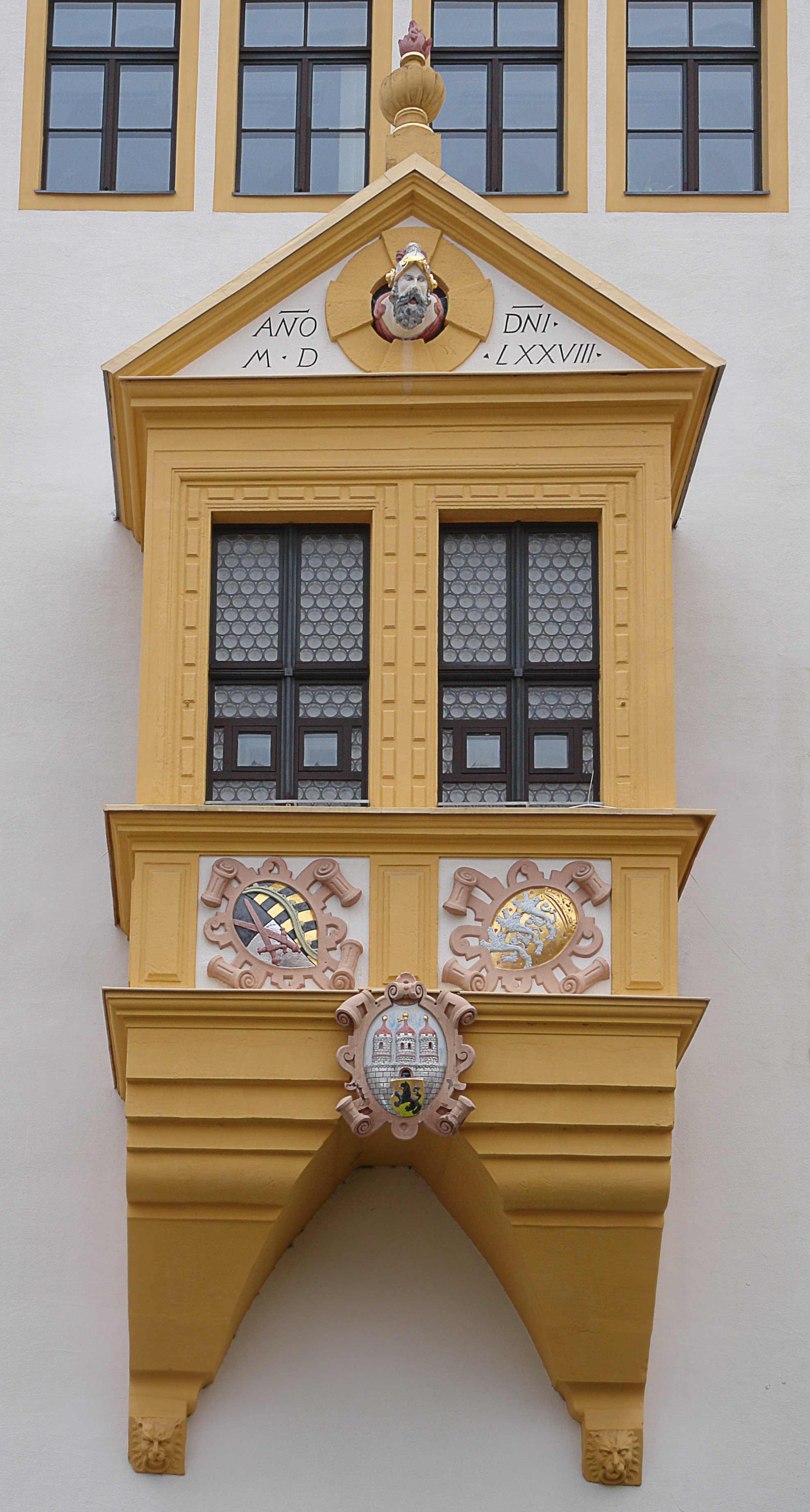
Znak na jednom arkýři radnice; ve štítovém poli je zřejmě hlava saského šlechtice Kunze von Kauffungena jako ozdoba fasády
Městské barvy černá a žlutá
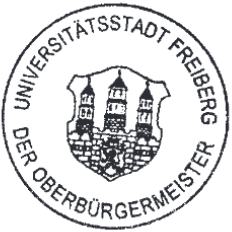
Současná služební pečeť s titulem „univerzitní město“
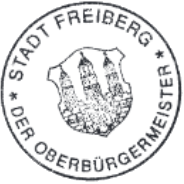
Služební pečeť užívaná do roku 2015 s nápisem „město“

### Partnerská města
- Amberg, Německo (1998)
- Clausthal-Zellerfeld, Německo (1995)
- Darmstadt, Německo (1990)
- Delft, Nizozemsko (1986)
- Gentilly, Francie (2011)
- Nes Cijona, Izrael (1996)
- Příbram, Česko (1999)
- Valbřich, Polsko (1999)

## Pamětihodnosti

### Sakrální stavby

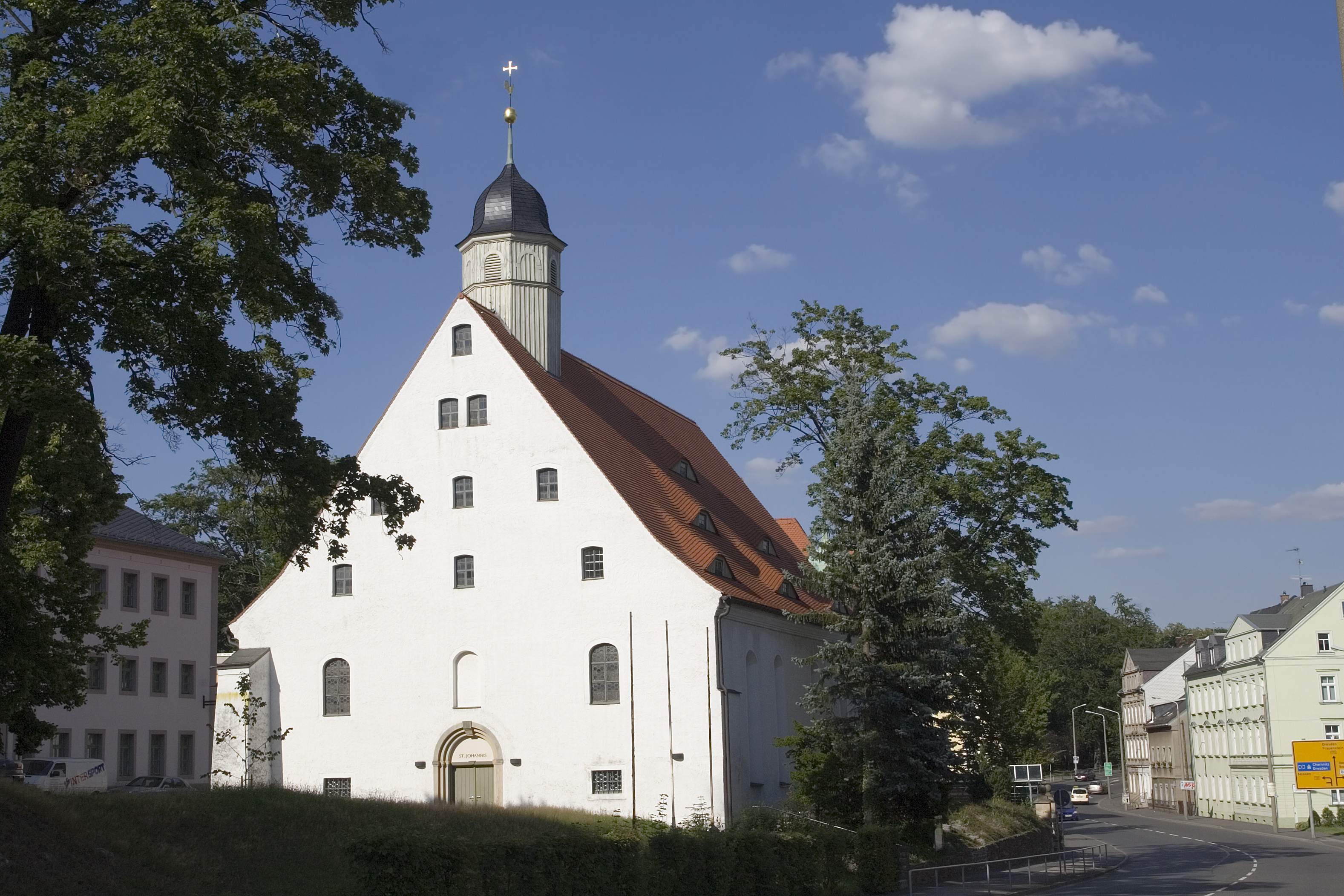
Kostel sv. Jana

- Dóm Panny Marie (Dom St. Marien) – Dóm Panny Marie, založený kolem 1180 a v současné podobě vybudovaný v letech 1485–1501 je pozdně gotická halová trojlodní stavba s vysokou sedlovou střechou a bohatě členěnou klenbou. V chóru je pohřebiště saské kurfiřtské rodiny Wettinů s mosaznými náhrobky. Autorem náhrobku matky a sestry Augusta II. Silného z let 1703–1712, který se původně nacházel v Lichtenburgu, je drážďanský barokní sochař Balthasar Permoser. Pozoruhodný je mohutný pomník na počest Mořice Saského, který za 2 800 tolarů vytvořil lübecký zlatník Hans Wessel. Ze staršího kostela se zachovala pozdně románská dřevěná skupina Ukřižování (lettner, kolem 1225) a Zlatá brána, skvěle zachovaný stupňovitý portál s bohatou sochařskou výzdobou, při přestavbě umístěný na jižní straně dómu a od roku 1903 pod střechou. Další unikátní památkou je manýristická kamenná kazatelna ve tvaru tulipánu (Tulpenkanzel) z roku 1505 s neuvěřitelně křehkým schodištěm a pozoruhodnou sochařskou výzdobou. Z let 1711–1714 pocházejí velké varhany, jedno z nejlépe zachovaných děl Gottfrieda Silbermanna se třemi manuály, 44 rejstříky a 2574 píšťalami. Naproti jsou druhé, menší varhany téhož mistra. Na věži je řada zvonů, největší z nich „Velká Zuzana“ váží přes 4 tuny a je z roku 1488.[43]
- Městský kostel svatého Petra (Stadtkirche St. Petri) – Kostel svatého Petra byl založen na nejvyšším bodě města kolem 1210 jako románská basilika se dvěma věžemi, které se dodnes zachovaly. Byl několikrát přestavěn, v letech 1401–1440 v gotickém slohu a v letech 1728–1734 v barokním. Roku 1735 byly vysvěceny Silbermannovy varhany. V letech 2003–2005 byl důkladně restaurován. Díky své poloze a barokní helmici západní věže vytváří tento kostel siluetu města. Na 72 m vysoké Petrské věži žili od 15. století do roku 1905 věžníci. Ve zvonici jsou cenné zvony z Hiligerovy slévárny, „Velký zvon“ z roku 1487 váží 3850 kg.[44]
- Kostel svatého Jakuba (Jakobi/Jacobikirche) – Novogotický luterský kostel svatého Jakuba vystavěný podle plánů Theodora Quentina v letech 1890–1892 je vybaven manýristickým oltářem z roku 1610 od Bernharda Diterichse a Sebastiana Grösgena a varhanami Gottfrieda Silbermanna, které sem byly přesunuty z jiných zaniklých kostelů. Oltářní krucifix z období kolem roku 1710 je připisován Permoserovi.[45]
- Kostel svatého Mikuláše (Nikolaikirche) – Odsvěcený kostel svatého Mikuláše je druhou nejstarší stavbou ve Freibergu. Jedná se o románský kostel z let 1185–1190, jehož hlavní loď byla roku 1578 přebudována v gotický halový kostel. V roce 1753 následovala barokní přestavba pod vedením Johanna Christopha Knöffela a Johanna Gottlieba Ohndorffa. Dva kostelní zvony pocházejí z Hiligerovy slévárny, varhany z let 1842–1845 vytvořil Johann Gottlob Mende.[46]
- Kostel svatého Jana (Freibergsdorf) (Johanniskirche) – Kolem roku 1162 byla na místě dnešního kostela sv. Jana postavena malá dřevěná kaple. U této kaple vznikl roku 1224 špitál sv. Jana, u nějž byl v roce 1272 postaven kamenný nemocniční kostel. Ten však byl zcela zničen během třicetileté války. Dnešní stavba vznikla v roce 1661. Protože hrozilo její zřícení, byla v roce 1937 stavebními úřady uzavřena. Katolická komunita v roce 1952 koupila od města tento zchátralý kostel a zahájila náročné opravy. Slavnostní otevření proběhlo roku 1958, poslední rekonstrukce před rokem 1996.[47]
- Vesnický kostel (Kleinwaltersdorf) (Dorfkirche) – Tento kostel je poprvé zmíněn v roce 1346. Dnešní stavba vznikla po několika rekonstrukcích, kostelní věž pochází z roku z roku 1889. V interiéru je renesanční epitafní oltář, který roku 1555 vytvořil freiberský kameník Andreas Lorenz, jeho donátorem byl majitel panství Ulrich Mordeisen, jenž zemřel v roce 1572. Varhany nechal postavit v roce 1775 Silbermannův žák Adam Gottfried Oehme.[48]
- Kaple svaté Anny (Annenkapelle) – Dvoupatrová pozdně gotická kaple (1514), jejíž strop je zaklenut krouženou žebrovou klenbou. Stavba je součástí komplexu budov kolem dómu Panny Marie. V interiéru je socha madony od rodiny Monhauptů z roku 1513. Tato práce je přisuzována sochaři Franzovi Maidburgovi. Epitafový oltář, který navrhl Johann Heinrich Böhme starší, zobrazuje Proměnění Páně. Původně se nacházel v městském kostele v Hainichenu.[49]
- Kaple (Zug) (Kapelle Zug) – Kaple postavená v roce 1937 s místem pro asi 150 lidí se často používá pro svatby nebo rodinné bohoslužby.
- Freiberský chrám (Freiberg-Tempel) – Chrám Církve Ježíše Krista Svatých posledních dnů je prvním chrámem této církve v Německu. Jako jediný byl v letech 1983–1985 postaven v socialistické zemi. Oficiálnímu zahájení stavby předcházely roky jednání mezi vedením církve a vládou NDR.

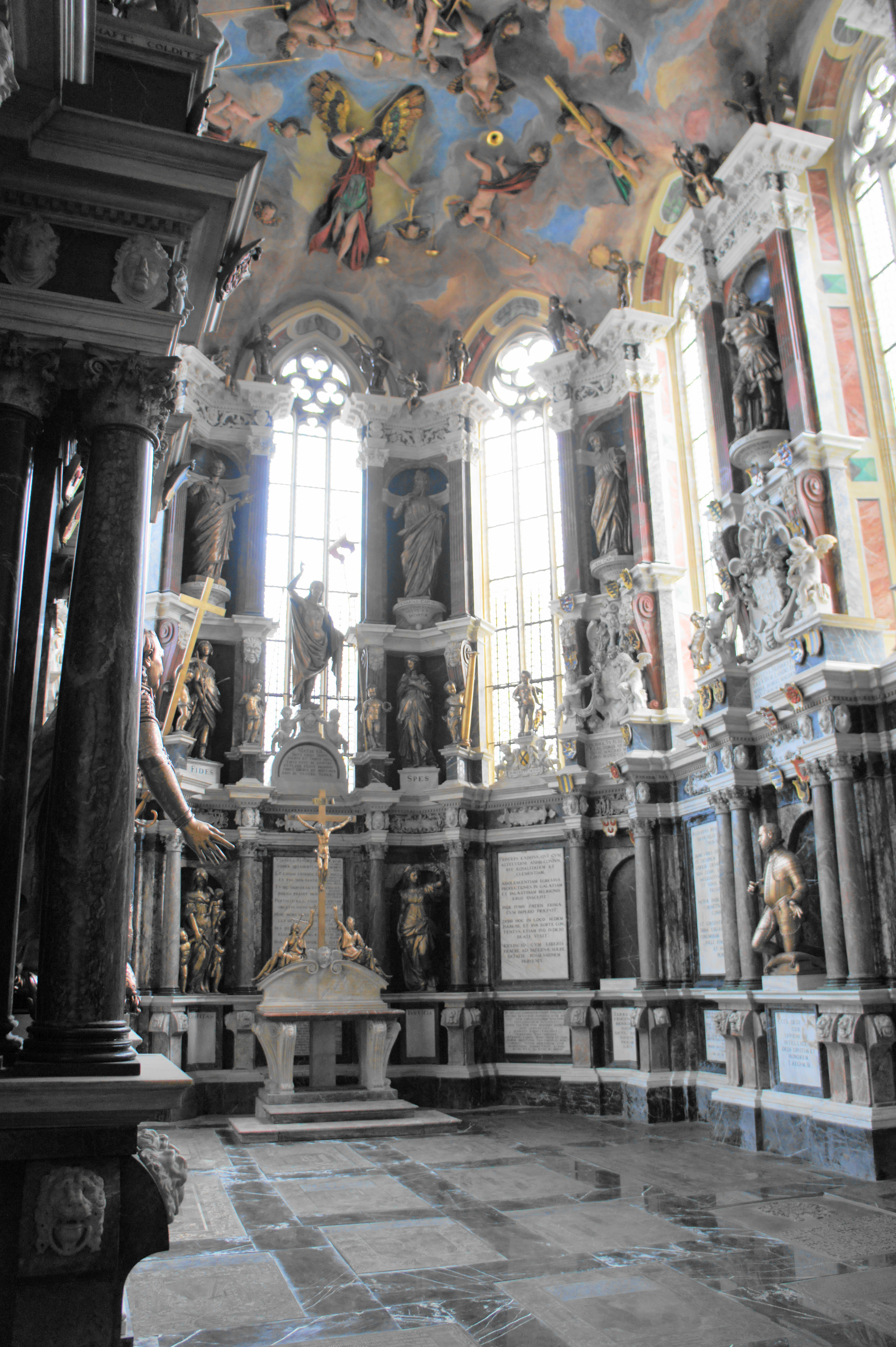
Pohřební kaple Wettinů v&nbsp;dómu Panny Marie
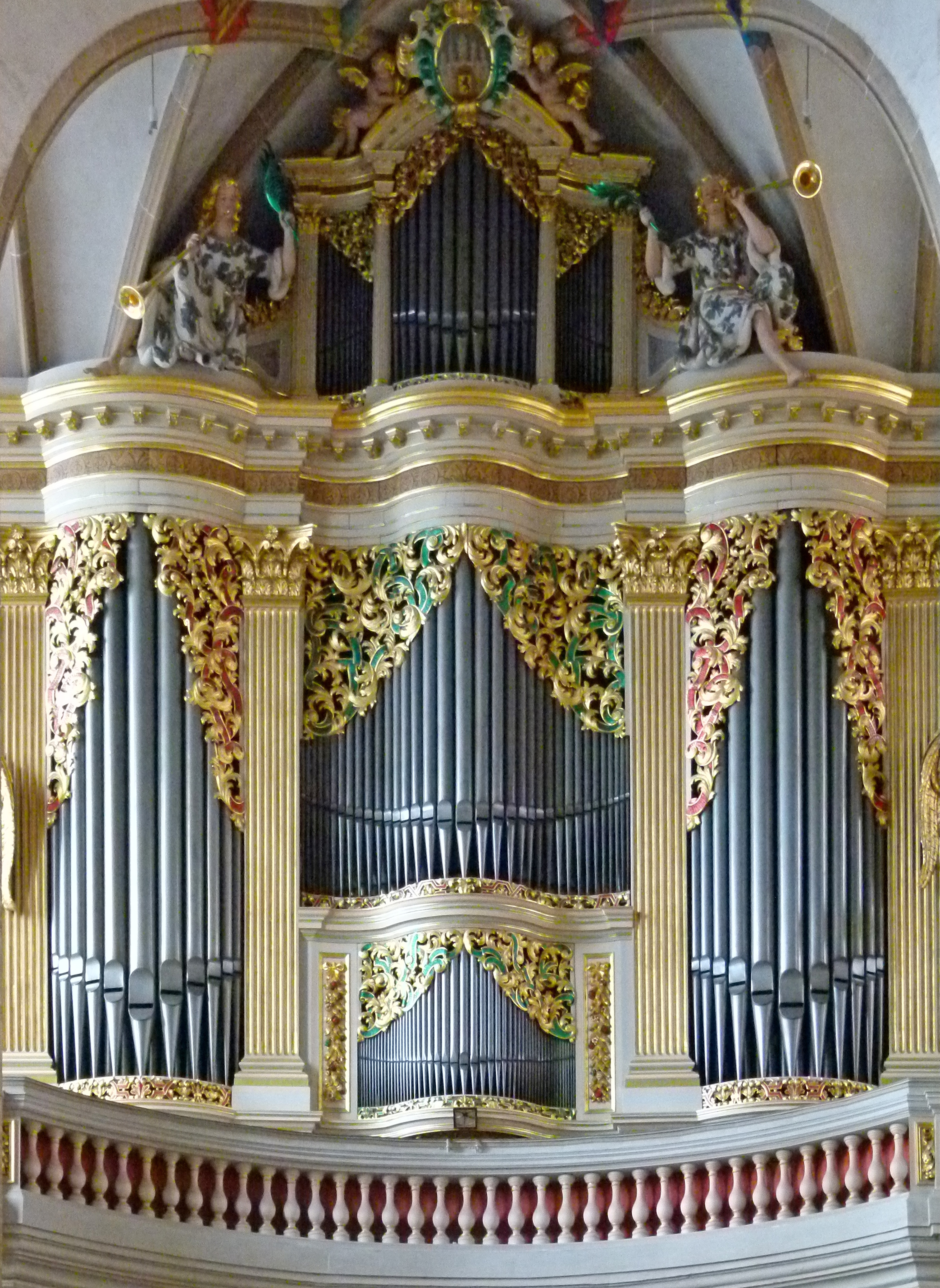
Silbermannovy varhany v&nbsp;dómu Panny Marie
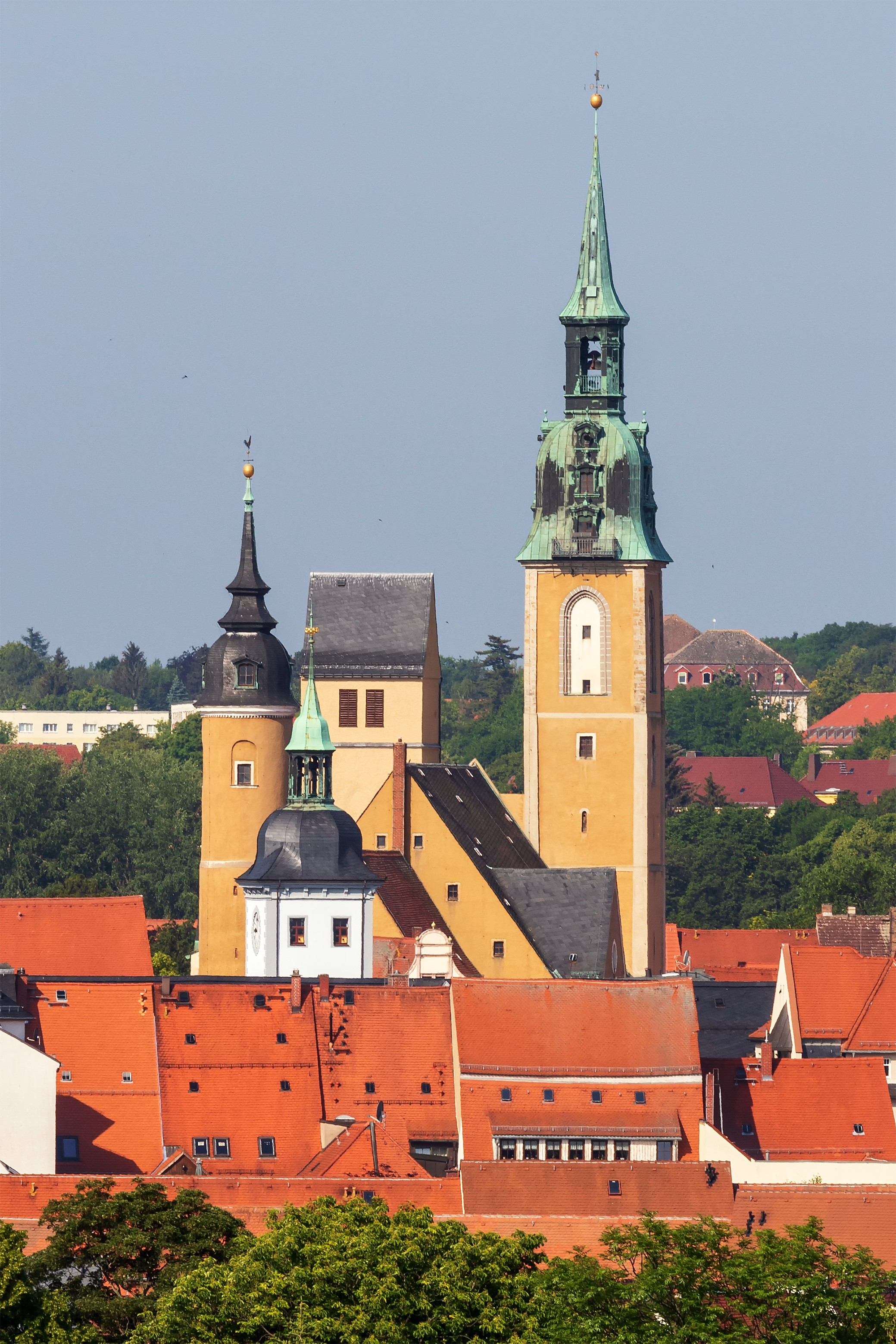
Městský kostel sv. Petra
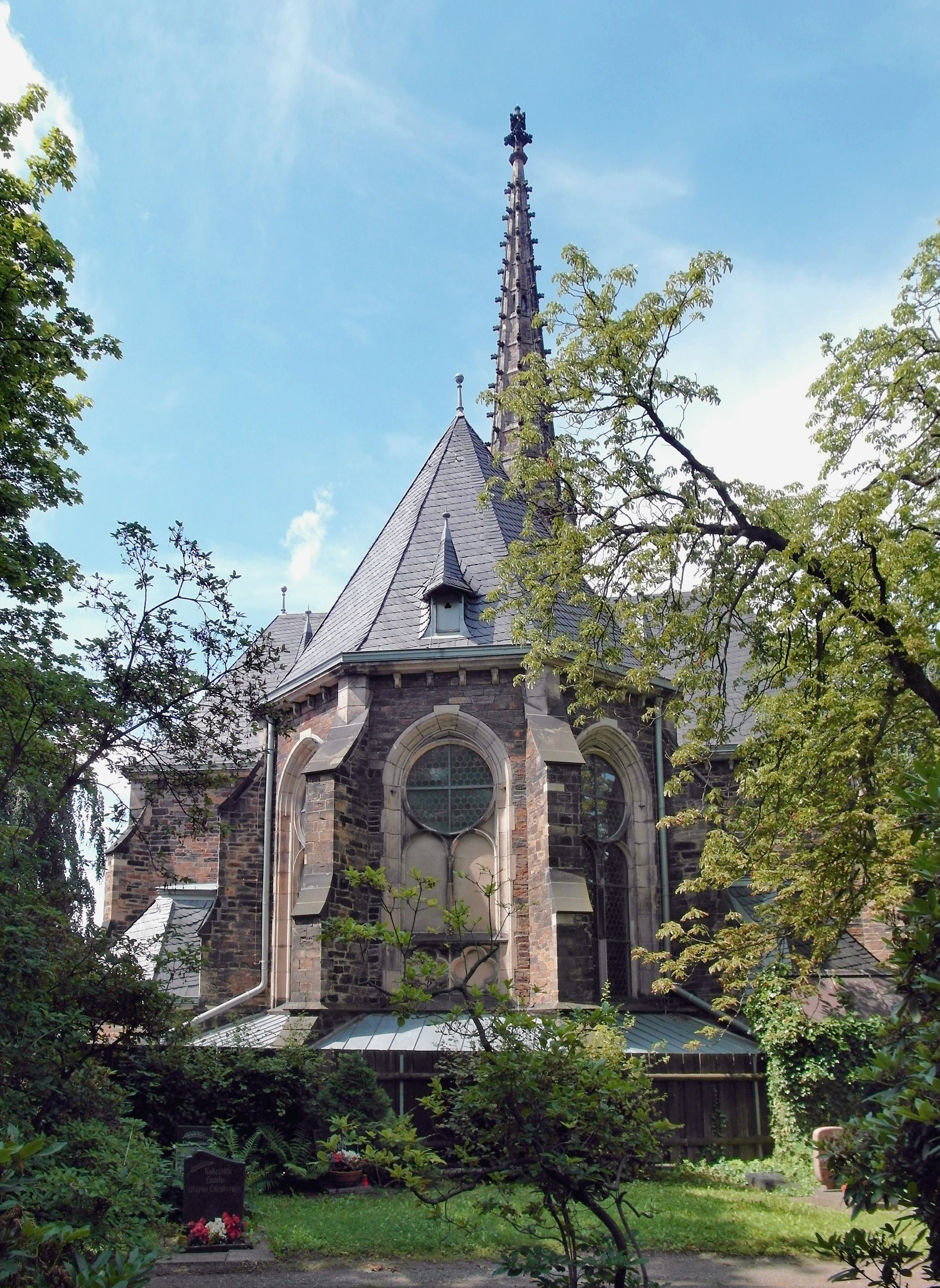
Kostel sv. Jakuba
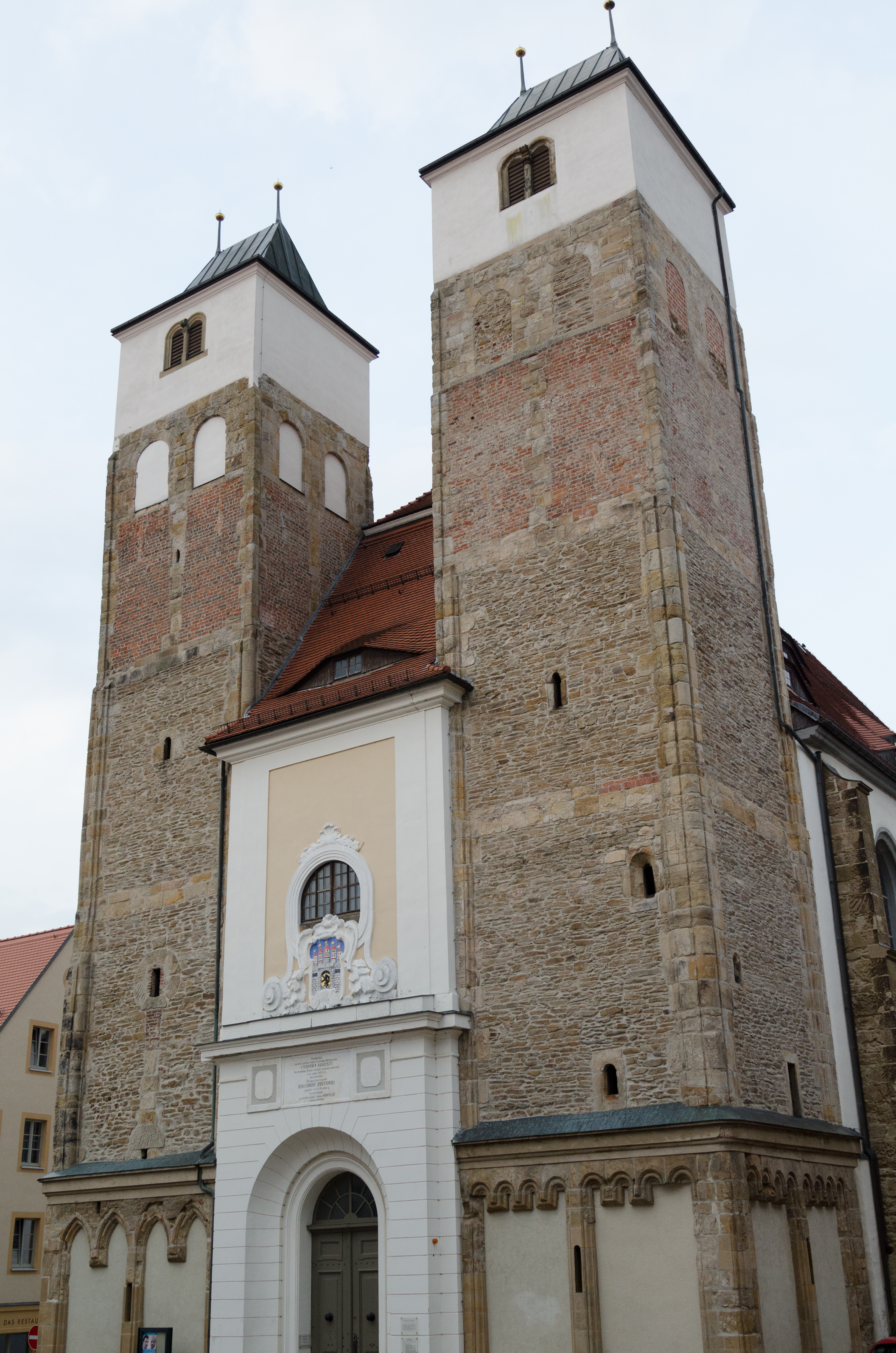
Kostel sv. Mikuláše
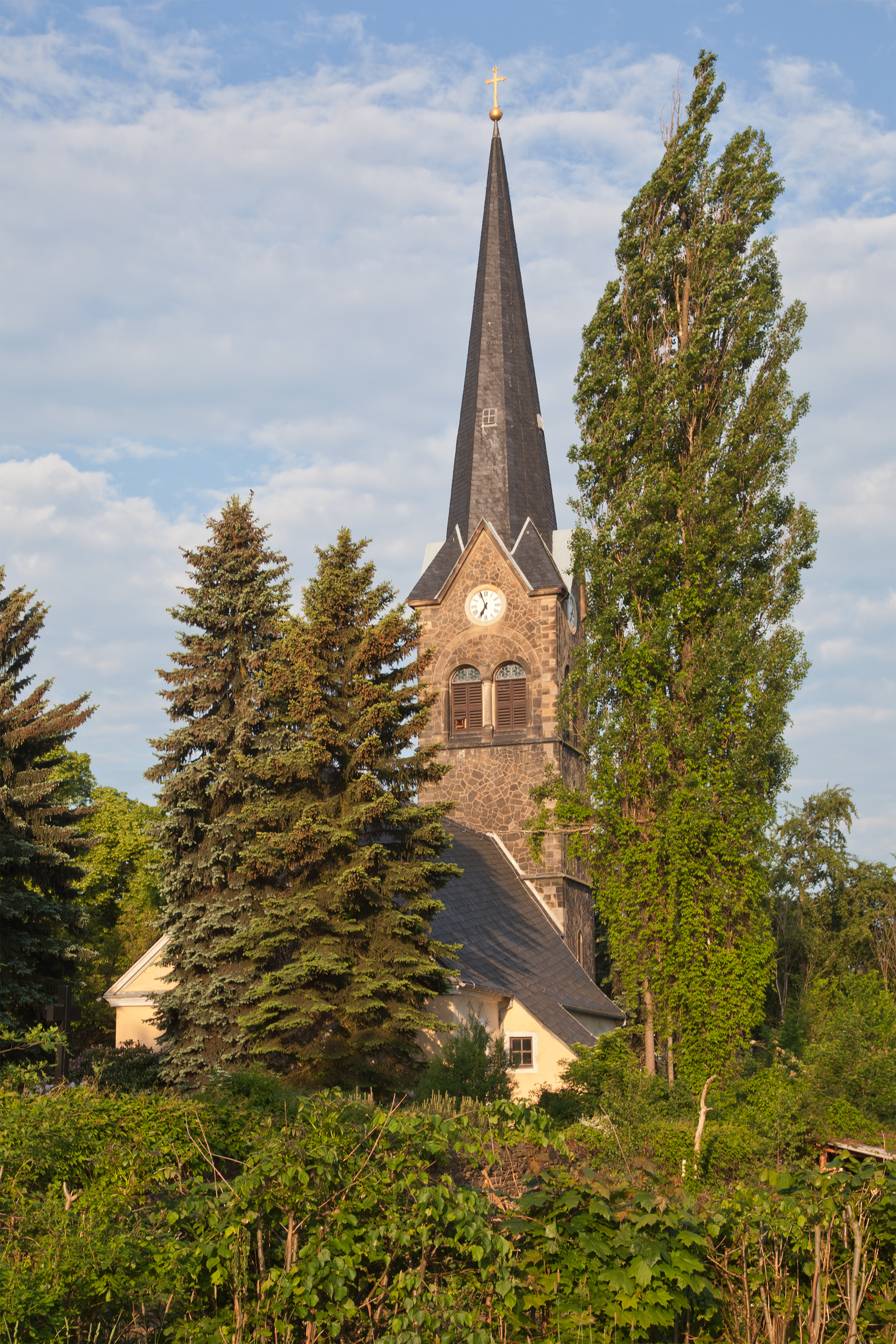
Vesnický kostel (Kleinwaltersdorf)
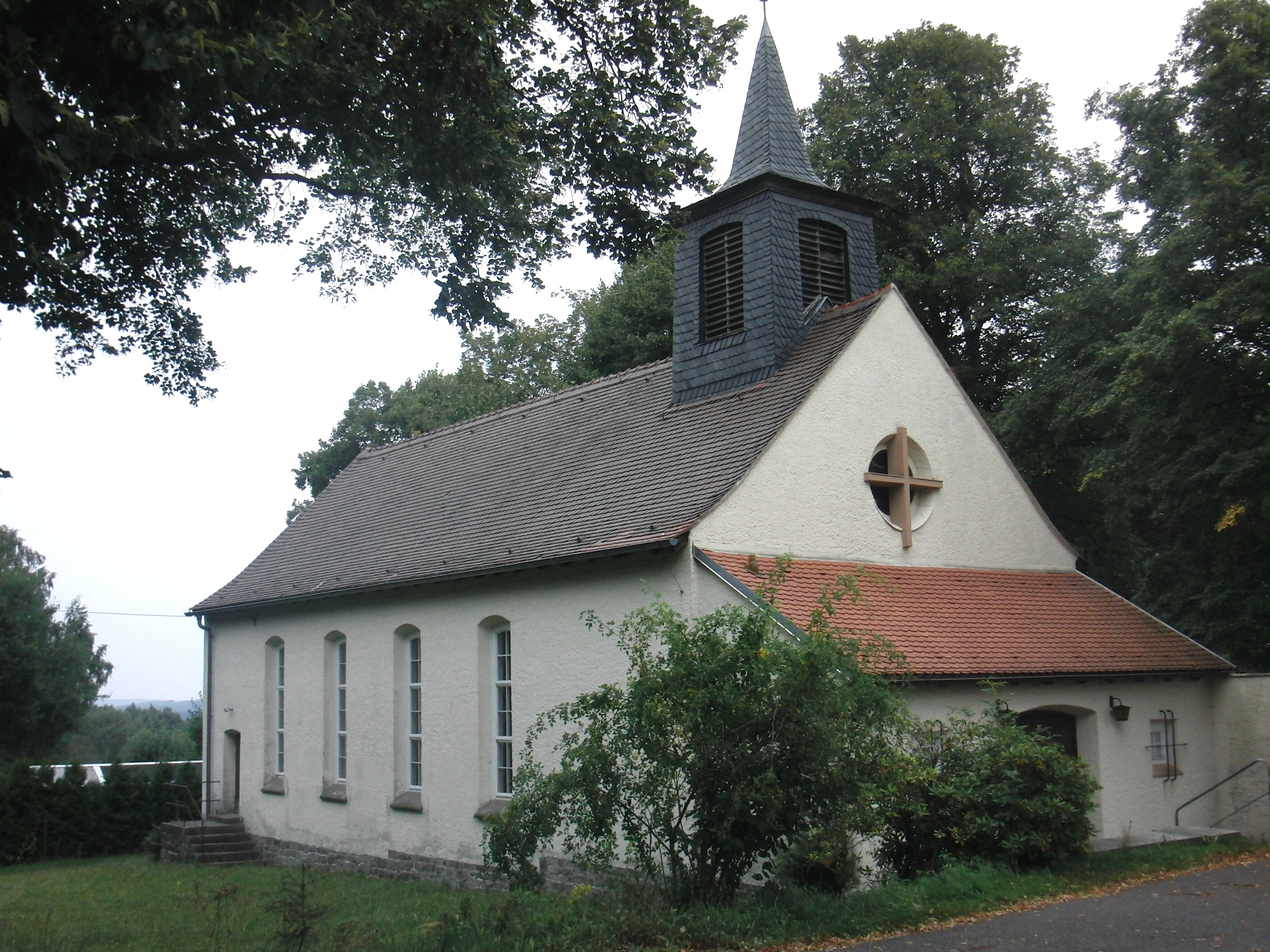
Kaple (Zug)

### Profánní stavby

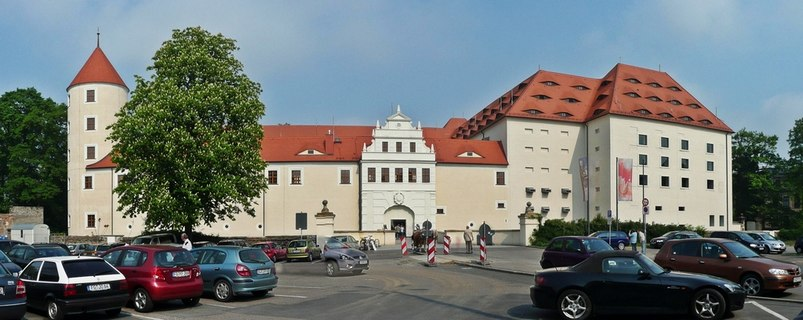
Zámek Freudenstein

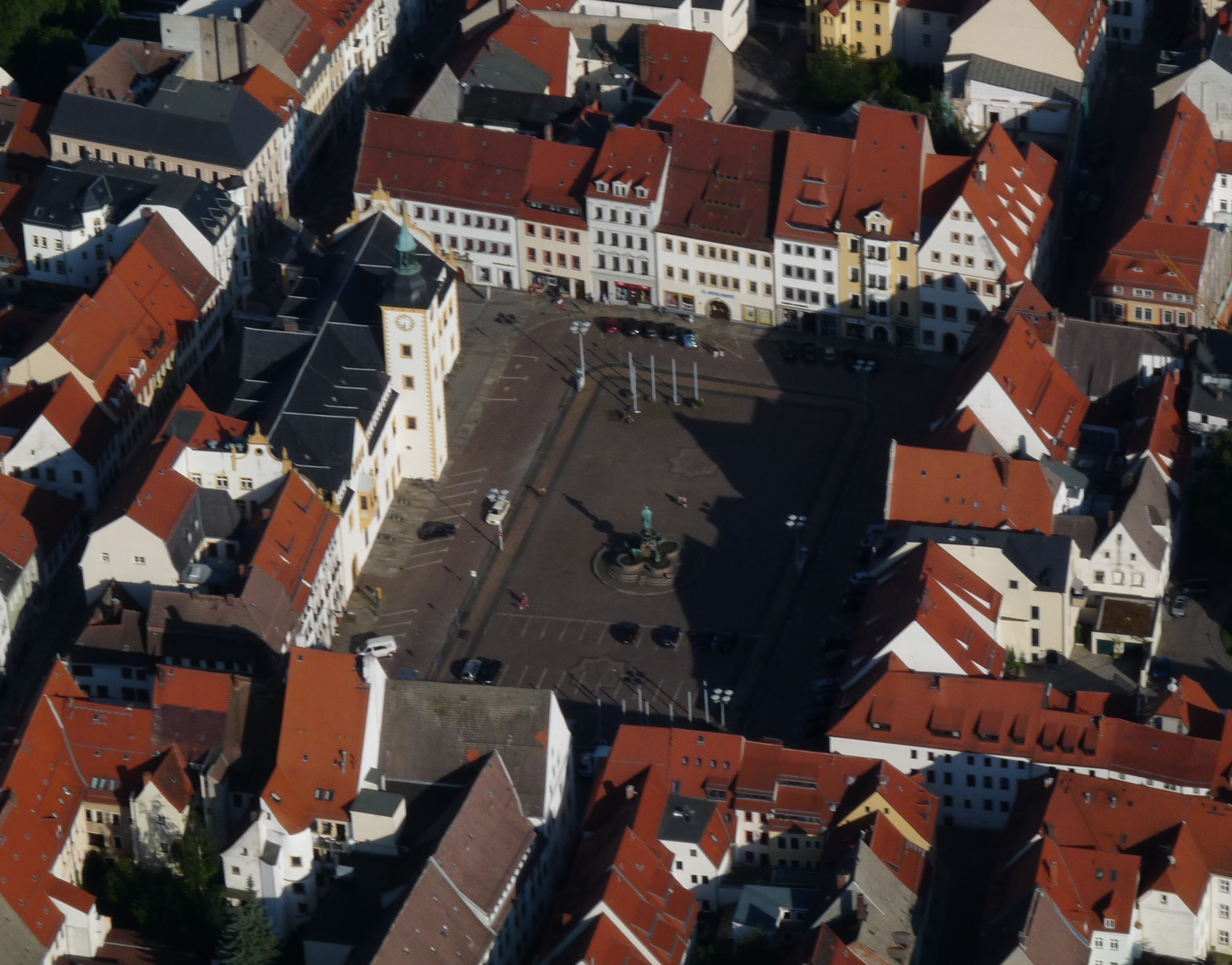
Obermarkt

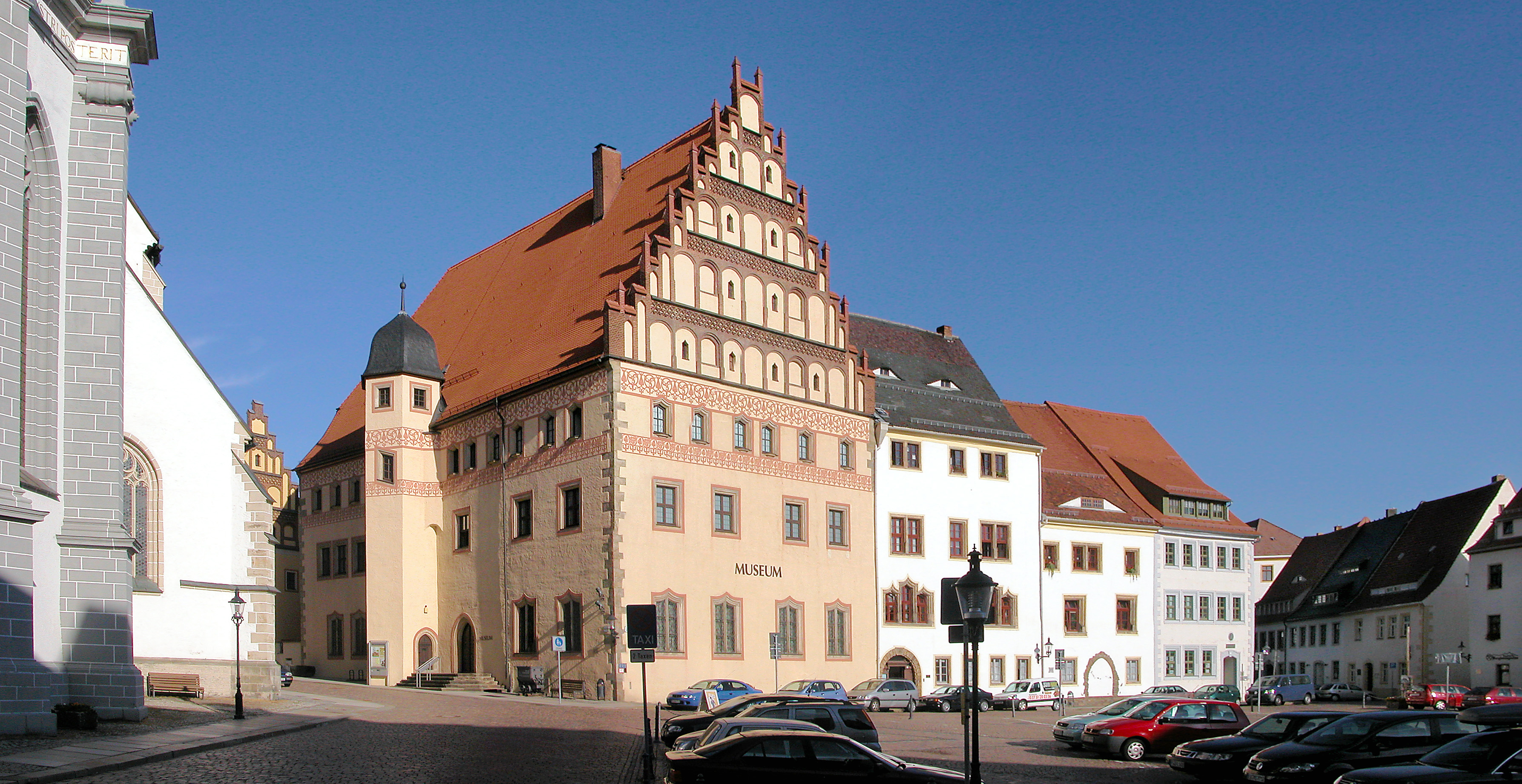
Untermarkt

- Zámek Freudenstein (Schloss Freudenstein) – Poté, co bylo v  Christiansdorfu nalezeno stříbro, nechal markrabě Ota Míšeňský v roce 1168 postavit hrad na ochranu těžby. Jako „Freudenstein“ se označuje až po roce 1525. Od roku 1505 zde pobýval saský vévoda Jindřich Zbožný, za jehož vlády se tu narodili synové a pozdější saští kurfiřti Mořic a August. Renesanční přestavba od stavitele Hanse Irmische proběhla pod dohledem Rocha zu Lynara v letech 1566–1577. Za třicetileté války byl zámek součástí obranného systému města a byl občas využíván jako vojenská základna. Za sedmileté války pak byl zcela zničen jeho interiér. Když jej roku 1784 převzala vojenská pokladna, začala druhá velká přestavba zámku na sklad, přičemž byla nahrazena původní renesanční okna. Po té sloužil jako báňský magazín, nemocnice a sídlo památkové péče. Od roku 2004 je opět v majetku města.[50]
- Radnice (Rathaus) – Dominantní budova na severovýchodní straně náměstí Obermarkt, která byla postavena v letech 1410–1474 a do níž byly začleněny části předchozí stavby. Na původním renesančním objektu došlo v pozdějších století k řadě změn, např. pozdně gotická šikmá střecha byla nahrazena dnešní sedlovou střechou a štít byl v roce 1857 historizován. Pozoruhodný je arkýř zdobený erby z roku 1578, k němuž je připevněna fasádová hlava (snad) šlechtice Kunze von Kauffungena. V prvním patře je kaple svatého Lorence (1514). Roku 1986 byla na radnici instalována zvonkohra z míšeňského porcelánu, která denně v 11:15 a 16:15 hraje hornickou píseň Glück auf, Glück auf, der Steiger. Soubor je jednou z nejcennějších profánních staveb v historickém Starém městě.[51]
- Obermarkt – Historické náměstí Obermarkt o rozměru 110 m x 72 m bylo vyměřeno a plánovitě založeno ve druhé polovině 80. let 12. století. Za téměř 800 let nebylo nikdy přejmenováno. V 15. století byl Obermarkt místem popravy loupežného šlechtice Kunze von Kauffungena, který poslední dva dny strávil v radničním žaláři. Mnoho domů je zde vybaveno vikýři, z nichž některé jsou vícepodlažní. Číslování domů začíná na východním rohu číslem 1, pokračuje ve směru hodinových ručiček a končí u radnice s popisným číslem 24. Architektonicky nejzajímavější jsou vedle radnice: hostinec „Ratskeller“ v Obermarkt 16, dále Obermarkt 1 a Obermarkt 17. Uprostřed náměstí je kašna s bronzovým pomníkem z  roku 1897, jenž znázorňuje zakladatele města markraběte Otu Míšeňského z rodu Wettinů.[51]
- Untermarkt – Untermarkt má tvar nepravidelného mnohoúhelníku a v nejstarších dobách města byl spojnicí mezi tzv. Saským městem a hradním lénem. Jeho nejvýraznější stavbou je dóm Panny Marie s markantním štítem chóru (45 m). Na rohu ulice Am Dom/Untermarkt je někdejší kanovnický dvůr z  roku 1484, později latinská škola, gymnázium, dnes Městské a hornické muzeum. Žil zde humanista, lékař, důlní vědec, matematik, geodet a astrolog Ulrich Rülein von Calw (1465–1523). Dům na Untermarkt 1 býval děkanátem, v sousedním domě Untermarkt 2 pobýval básník Theodor Körner. Kantor dómu Christoph Demantius žil v budově Untermarkt 21.[51]
- Obranné věže – Největší je Donátská věž (Donatsturm), což je kulatá třípatrová gotická věž z poloviny 15. století; vysoká 35 m. Na severu, severovýchodě a východě Starého města je mezi zámkem a Donátskou věží zachována část městských hradeb s věžemi: Altschloßturm, Turm des Pestpfarrers, Oberer Roßmühlenturm, Lazarett-Turm, Kalkturm a Gelber Löweturm.[51]
- Krügrův dům (Krüger-Haus) – Stará správní budova, kterou si v sousedství zámku v letech 1510–1512 nechal postavit hofmistr Rudolph von Bünau. Stavba vykazuje stopy pozdní gotiky, renesance, baroka a historismu. V  roce 1676 ji koupil kurfiřt Jan Jiří II., který si tu nechal zřídit svou freiberskou kancelář.[51]
- Saský vrchní báňský úřad (Sächsisches Oberbergamt) – Reprezentativní komplex budov se širokou víceosou uliční fasádou, klenutým portálem, jednoduše profilovanými okny a šikmou střechou. Do střední části je integrován pozdně gotický dům rodiny Schönlebenů s halami v přízemí a s hvězdovými a síťovými klenbami. V letech 1679–1945 byl sídlem Saského vrchního báňského úřadu, od roku 1991 je úřad obnoven.
- Městské divadlo (Stadttheater) – Obdélníkový dvoupodlažní až třípodlažní komplex budov se sedlovou střechou a sedlovým neoklasicistním portikem na náměstí Buttermarkt z roku 1789.
- Kasárna krále Fridricha Augusta (König-Friedrich-August-Kaserne) – Kasárna postavená v letech 1906–1908 slouží od roku 1952 jako studentská kolej. Rekonstrukce proběhla v letech 2009–2011.
- Nádraží Freiberg (Bahnhof Freiberg) – Nádraží bylo otevřeno 11. srpna 1862. Vstupní budovu navrhl freiberský architekt profesor Eduard Heuchler s použitím prvků novogotického stylu. Tyto prvky byly při pozdějších opravách z části odstraněny.
- Viadukt Muldenhütten – Viadukt Muldenhütten je železniční most v oblasti Freibergu a obce Bobritzsch-Hilbersdorf. Jeho stavba začala 7. května 1860 a oblouky byly zaklenuty 16. září 1861. Památkově chráněný viadukt vede na trase Drážďany-Werdau ve Muldenhüttenu přes údolí Freiberské Muldy.
- Strážní domek (Freiberg-Jih) (Wächterhaus, Freiberg-Süd) – Strážní domek v nádražním předměstí Freiberg-Süd byl zřízen v roce 1902. V Sasku a v Německu je to jedna z mála zachovaných staveb tohoto typu.

### Technické památky

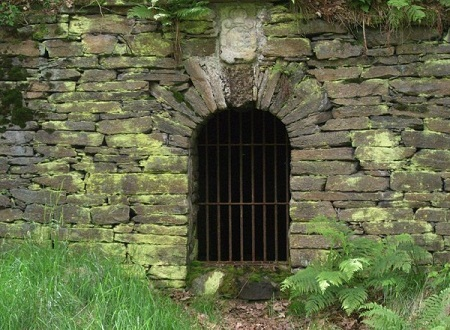
Ústí Staré knížecí štoly v Conradsdorfu

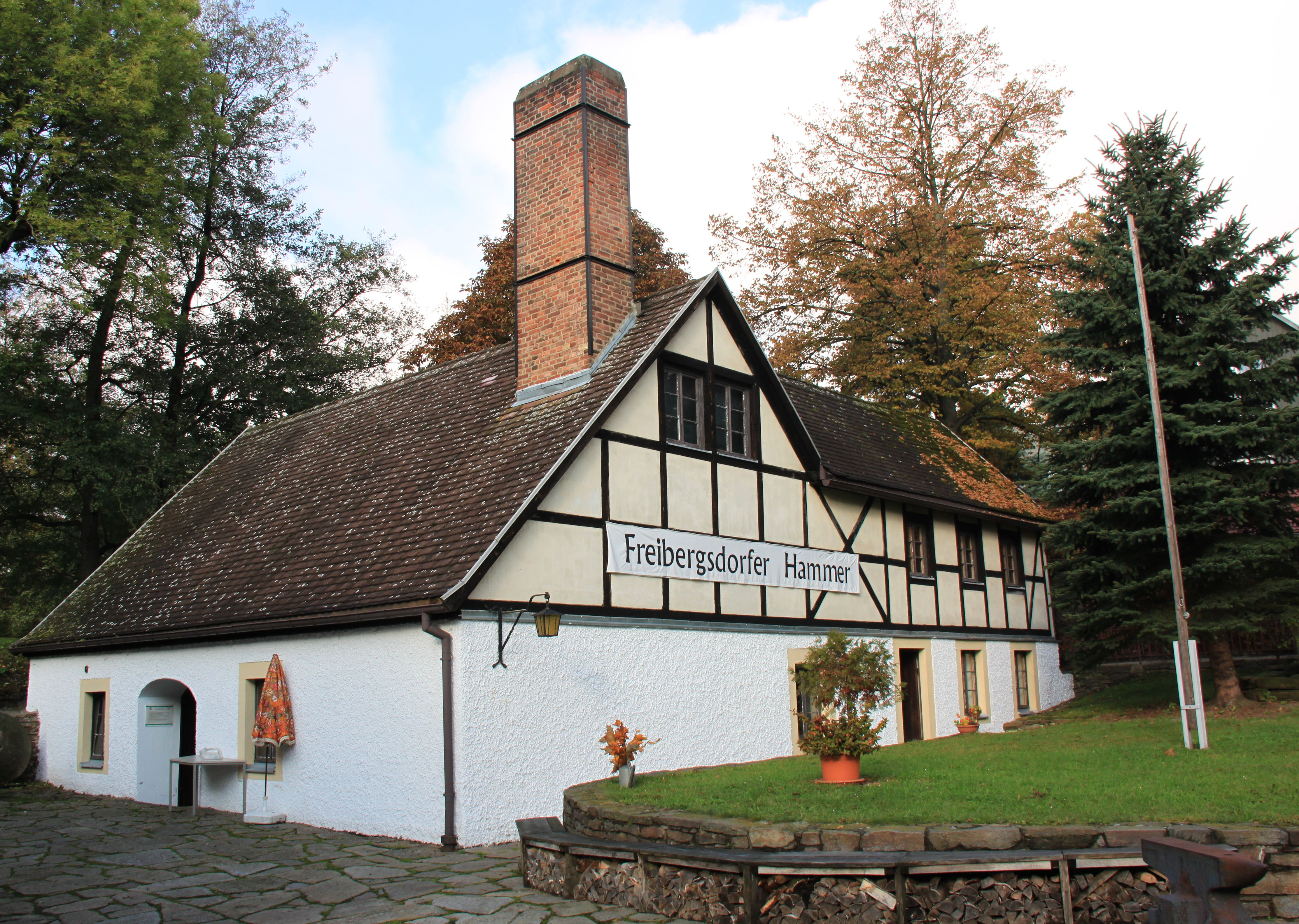
Freibergsdorferský hamr

- Stará hluboká knížecí štola (Alter Tiefer Fürstenstolln) – Tento tunelový systém v saském Freiberském revíru je dlouhý 10 km, s navazujícími a bočními křídly pak přes 80 km. Štola, poprvé zmiňovaná v listině z roku 1384, byla po pět staletí nejhlubším a nejdůležitějším systémem pro odvodnění oblasti těžby ve Freibergu. Vypouští se do příkopu Rote Graben nebo do Freiberské Muldy. V rámci koncepce „Hornické krajiny Freiberg“ je hlavní tunel štoly kandidátem na zapsání do seznamu světového dědictví UNESCO.[52]
- Šachta tří bratrů (Drei-Brüder-Schacht) – Šachta z let 1791–1818 byla původně vyhloubena jako součást odvodňovacího projektu, mimo jiné se rozvinula v hlavní jámu zvanou Grube Segen Gottes Herzog August. Po ukončení těžby v roce 1914 byla v této šachtě postavena jedna z prvních tzv. kavernových elektráren na světě.[52]
- Freibergsdorfský hamr (Freibergsdorfer Hammer) – Freibergsdorfský hamr je jediným dochovaným železným hamrem ve freiberské těžební oblasti. Byl to také poslední hamr v Sasku, který se používal jako výrobní zařízení. Jedná se o technickou památku na předprůmyslovou těžbu v Krušných horách.[52]
- Hamerský most (Hammerbrücke) – Historický obloukový most, který se nachází asi 2 km východně od centra města, byl postaven v roce 1576 (jiné zdroje uvádějí rok 1559) jako silniční most. Je vysoký 10 m, široký 7,30 m, rozpětí oblouku je 13,80 m. Po několika opravách a kvůli úzké šířce silnice byl v roce 1928 postaven nový silniční most o 200 m dále. V 90. letech byl restaurován.[52]
- Freiberská revírní vodní soustava (Revierwasserlaufanstalt Freiberg) – Historická těžební soustava umělých příkopů, nádrží a rybníků, která v letech 1558–1882 sloužila k zásobování těžebního průmyslu procesní vodou. Jako chráněná technická památka je součástí Hornického regionu Erzgebirge/Krušnohoří, který byl zapsán na Seznam světového dědictví UNESCO.[52]
- Nový rybník (Neuer Teich) – Nový rybník, byl rezervoár poblíž Freibergu, který vznikl přehrazením potoka Münzbach. Byl zásobníkem procesní vody pro důl Kuhschacht Grube a později pro Himmelfahrt Fundgrube.[52]

### Hřbitovy
- Donátský hřbitov (Donatsfriedhof) – Tento hřbitov byl v 16. století založen za městskými hradbami pro oběti moru. V roce 1531 jej vévoda Jindřich Zbožný prohlásil za centrální pohřebiště Freibergu. Hřbitov zahrnuje asi 2600 hrobových míst, včetně asi 150 historických hrobek, většinou z pískovce. Z četných rodinných hrobek se dochovaly pouze čtyři, například hrobka rodiny Gerlachů postavená kolem roku 1700. Nejstarší náhrobek pochází z roku 1676.

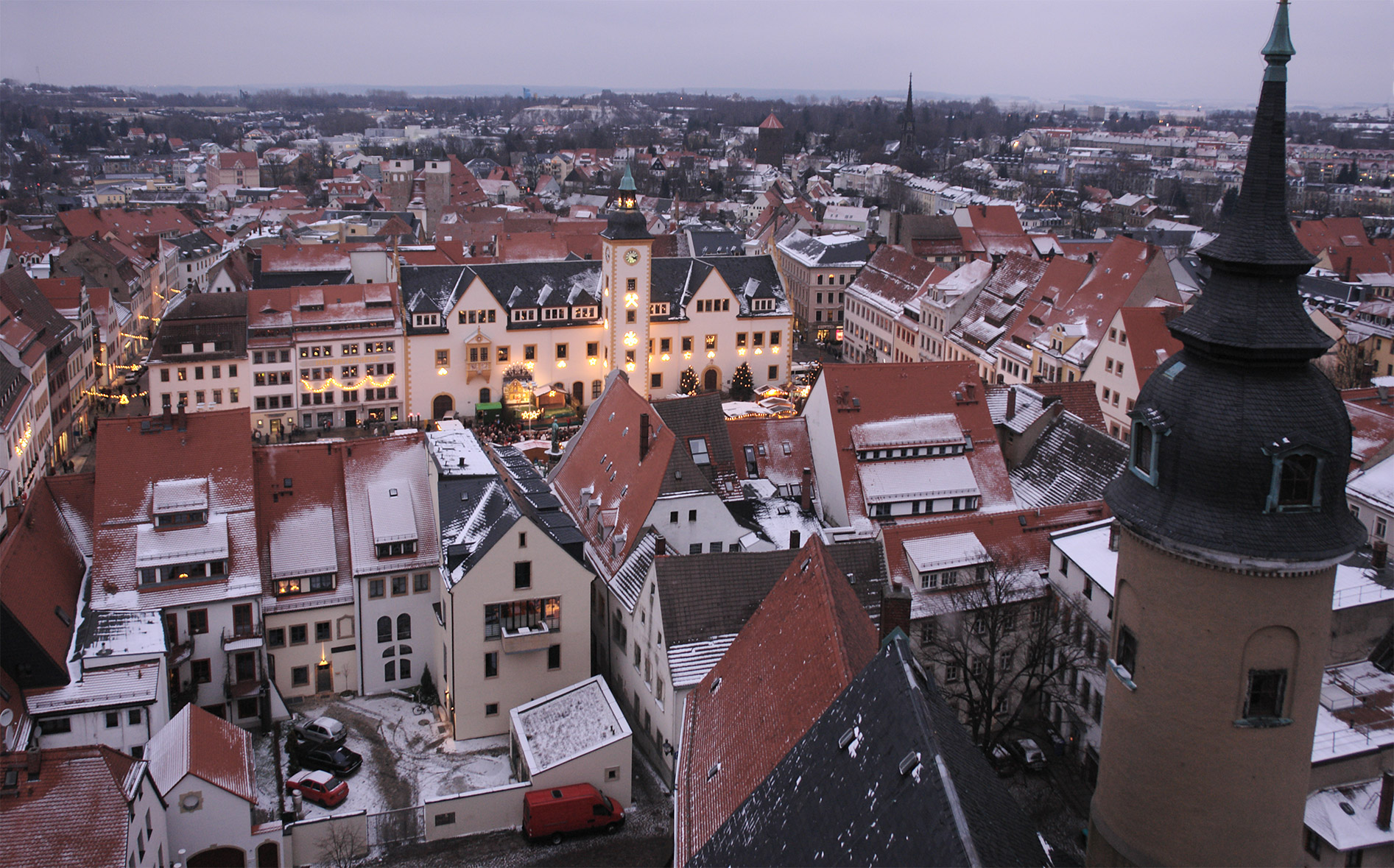
Pohled na Obermarkt
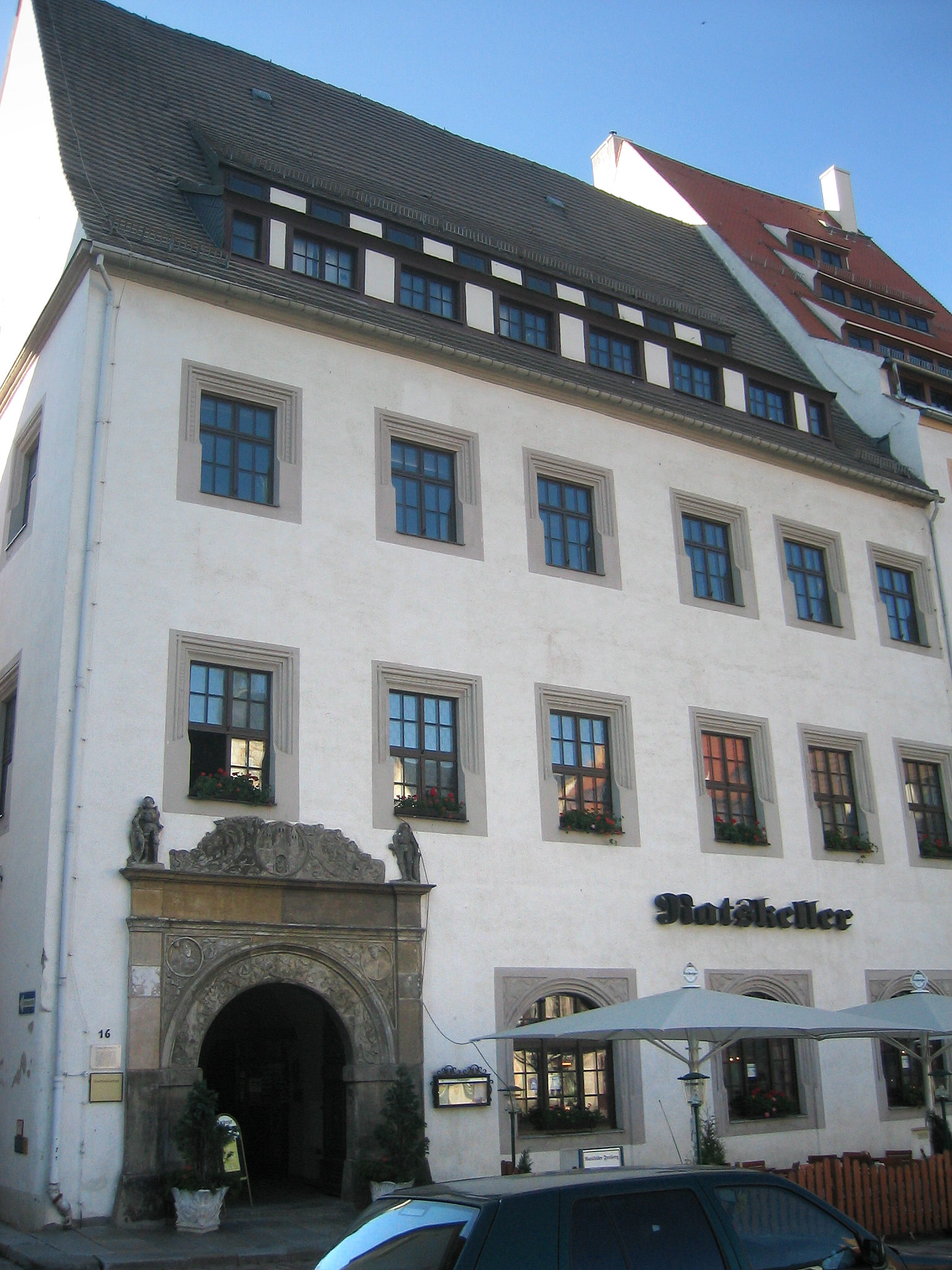
Hostinec „Ratskeller“ (Obermarkt 16)
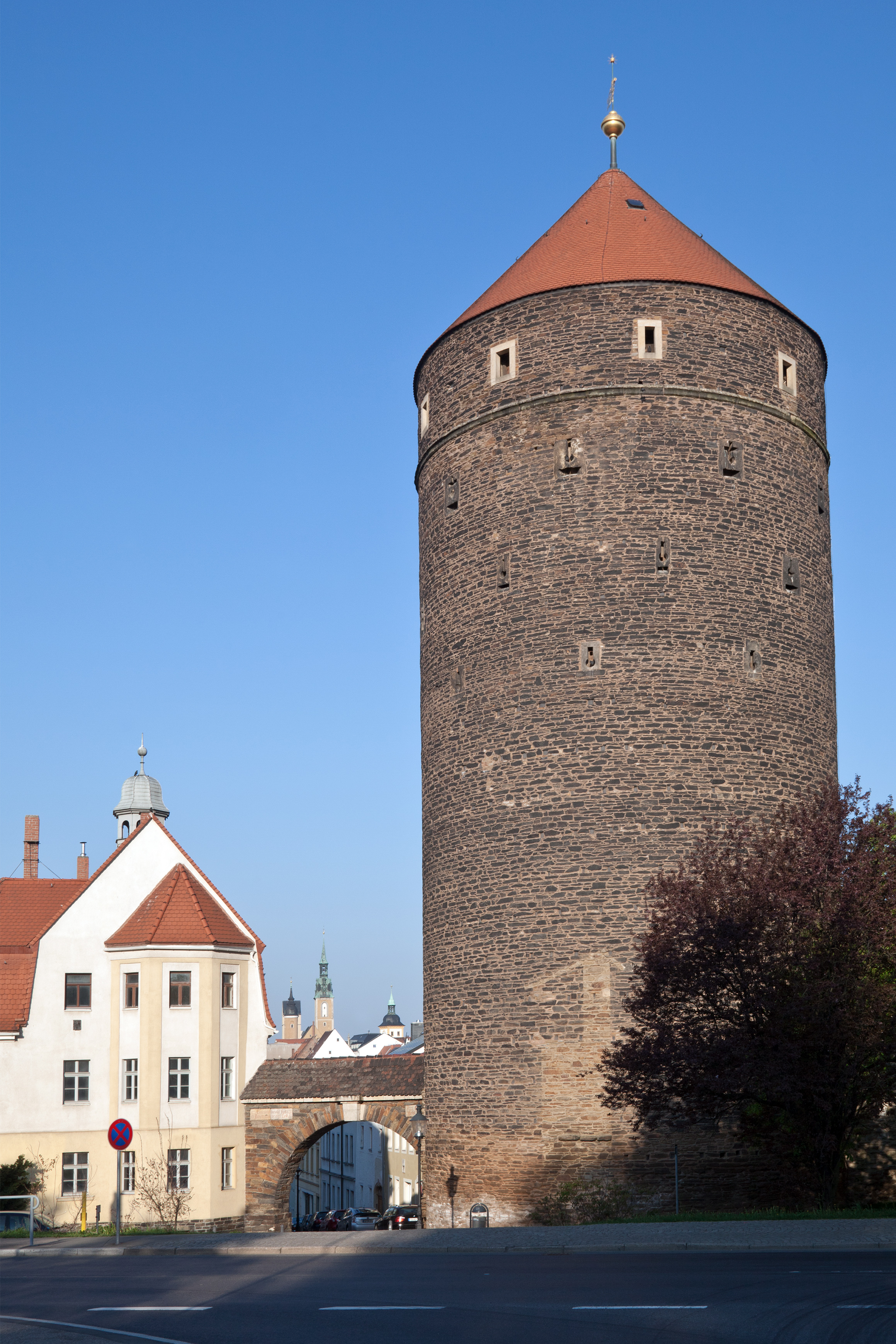
Donátská věž
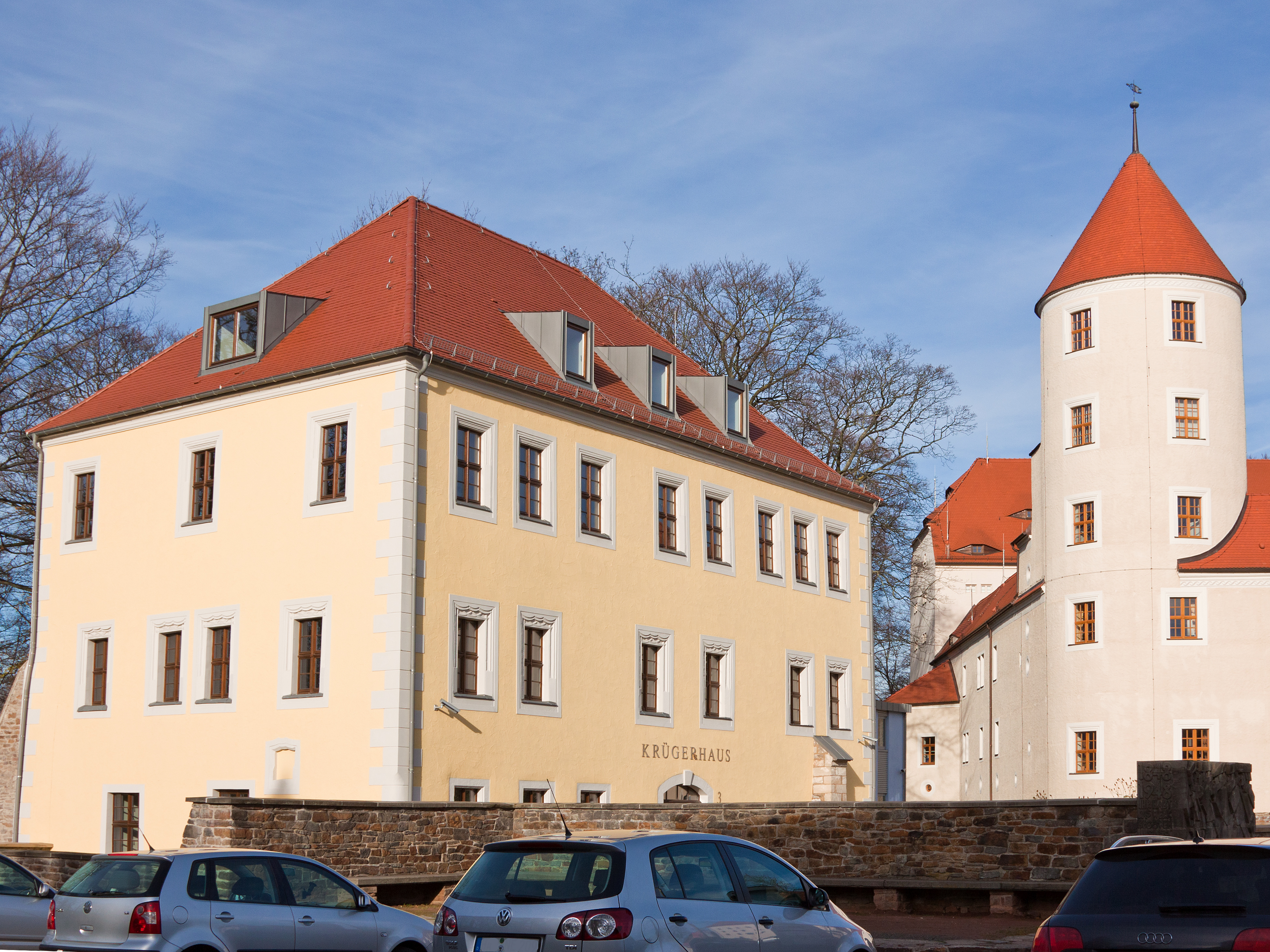
Krügerův dům u&nbsp;zámku Freudenstein
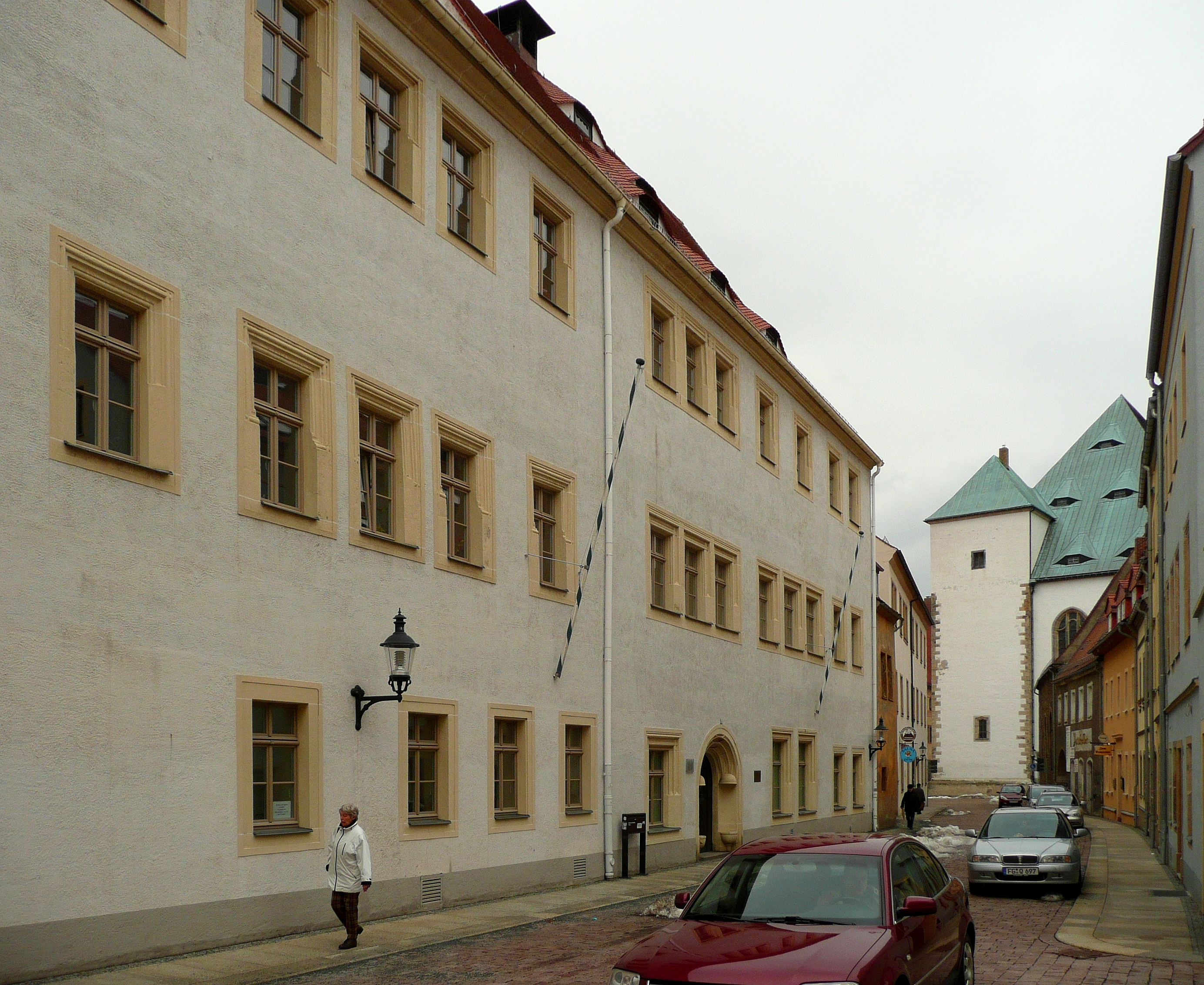
Saský vrchní báňský úřad
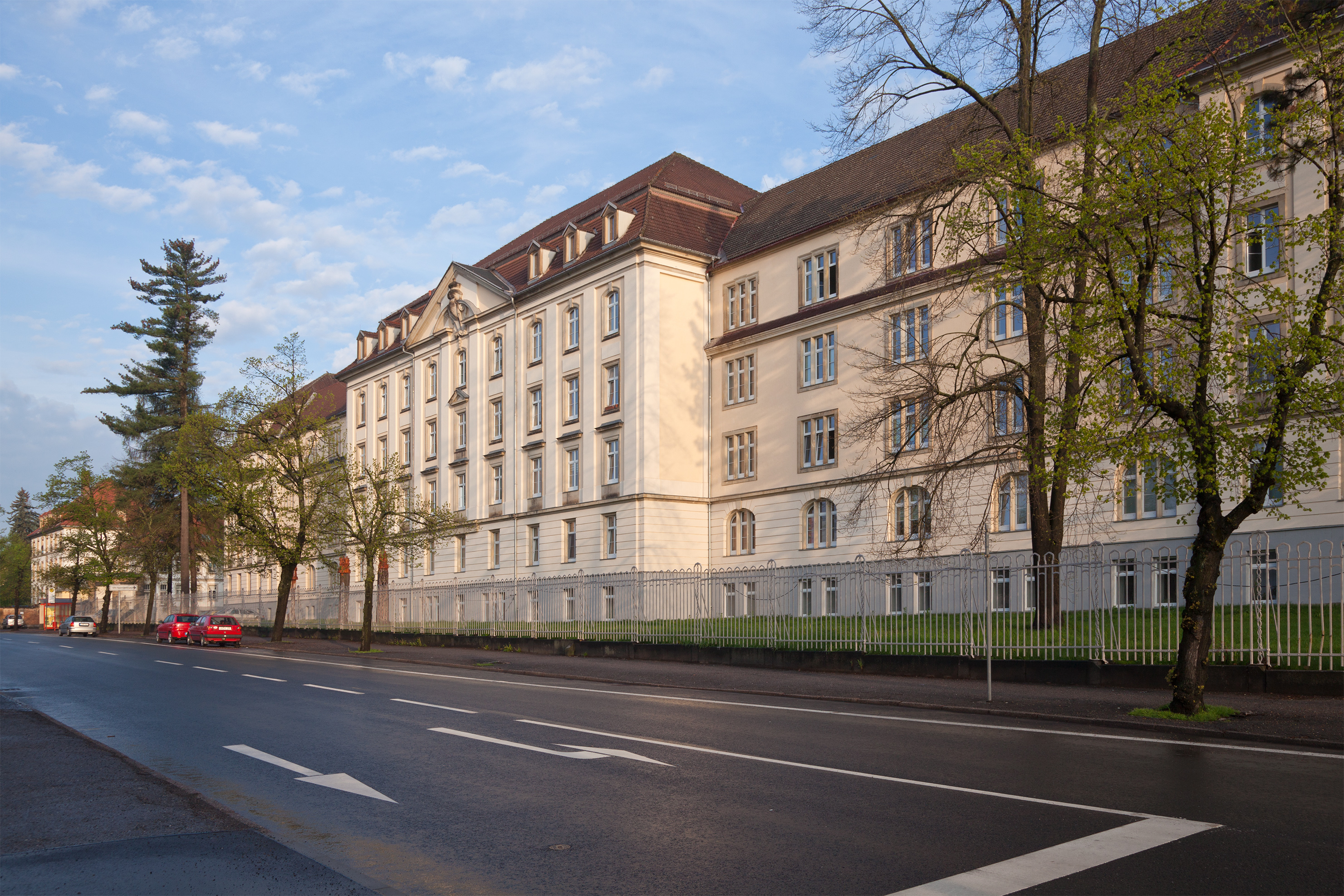
Kasárna krále Fridricha Augusta
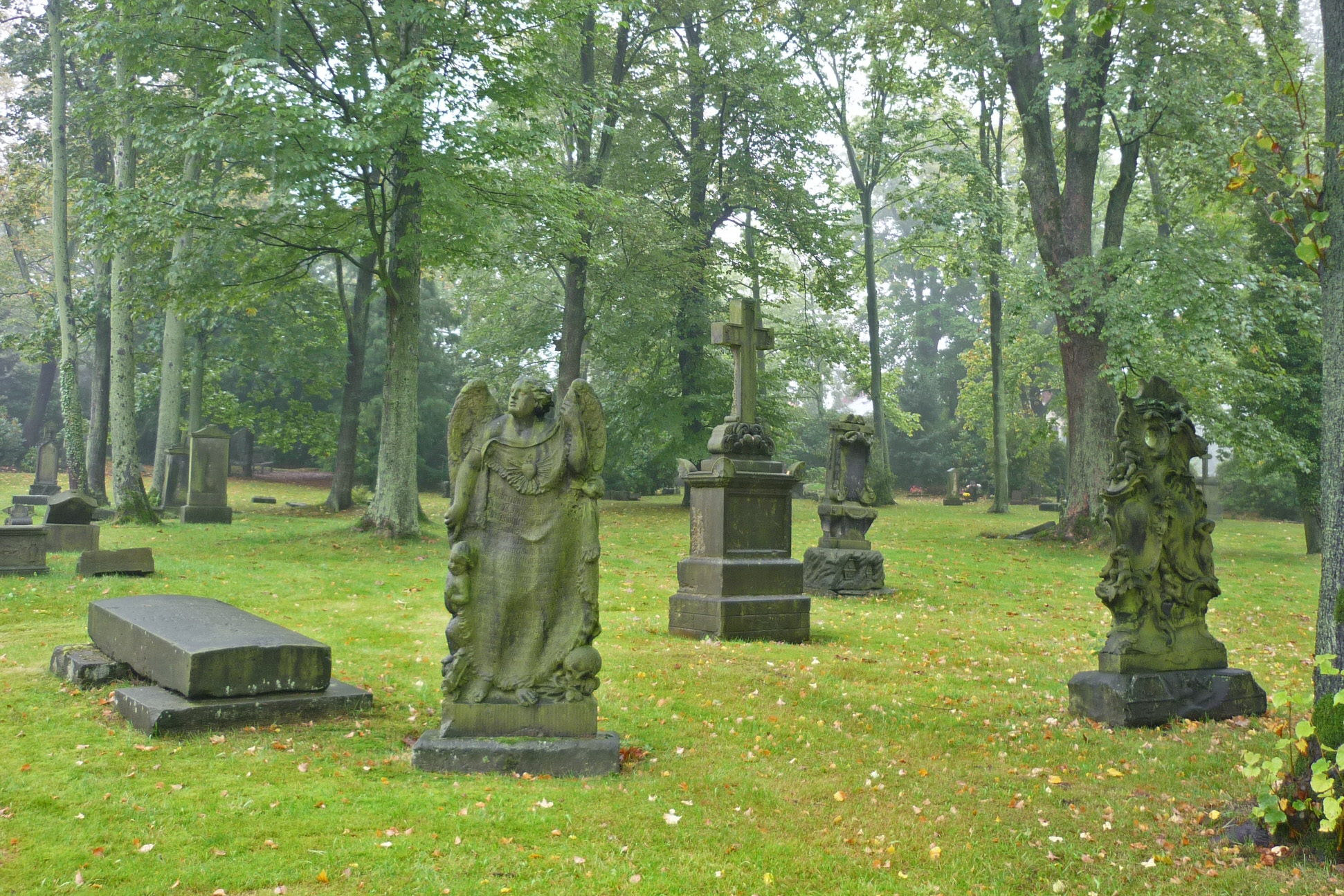
Náhrobky na Donátském hřbitově

### Památníky a pomníky

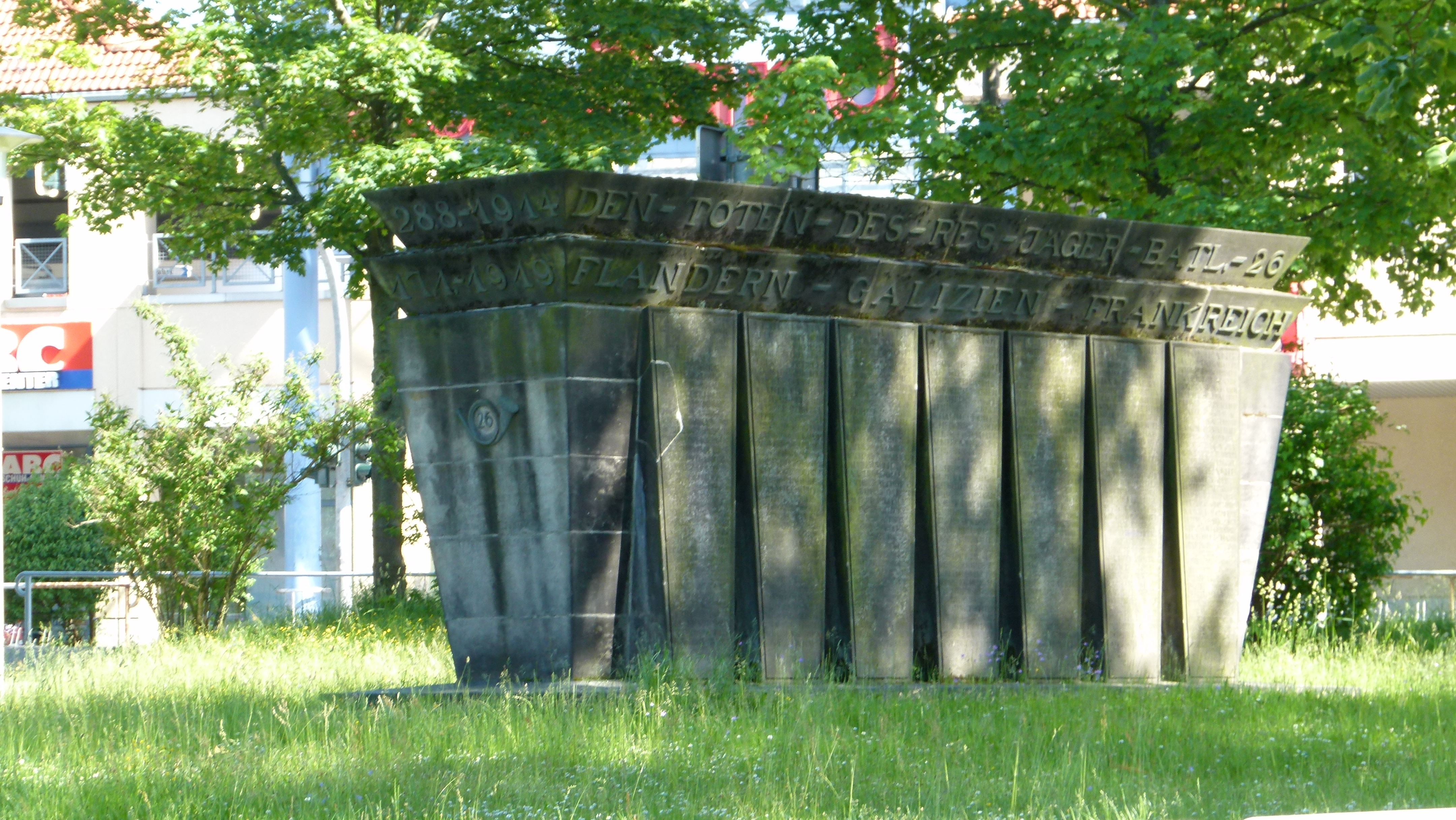
Památník se jmény a daty padlých a zmizelých vojáků z Rezervního mysliveckého batalionu 26 za první světové války

- Památník se jmény a daty padlých a zmizelých vojáků z Rezervního mysliveckého batalionu 26 za první světové války na náměstí Bebelplatz.
- Památník na náměstí Platz der Oktoberopfer, kde bylo 27. října 1923 při jedné demonstraci reichswehrem zabito 27 osob a 25 bylo zraněno.
- Pamětní deska na budově Sächsisches Porzellanwerk GmbH, kde byli nacisty na jaře roku 1933 internováni a mučeni političtí odpůrci režimu. Deska byla odstraněna po roce 1990.
- Pamětní deska v ulici Frauensteiner Straße pro židovského ředitele Porzellanfabrik Dr. Werner Hofmann, který po svém pronásledování roku 1939 spáchal sebevraždu.
- Pamětní deska na Zemském úřadě v ulici Frauensteiner Straße k připomenutí 1000 ženských vězeňkyň z pobočného tábora koncentračního tábora Flossebürg a polských dělnic zavlečených na nucené práce.
- Památný kámen pro oběti fašismu ze zemí obsazených za druhé světové války na Sovětském čestném hřbitově v ulici Himmelfahrtsgasse. Je věnován jedenácti neznámým vězňům z koncentračního tábora Buchenwald, kteří byli v dubnu 1945 zavražděni SS, a rovněž prvnímu poválečnému starostovi Karlu Günzelovi, jenž byl bývalým vězněm Buchenwaldu.
- Pamětní deska pro Wernera Hartensteina (1879–1947), který byl primátorem v letech 1924–1945 a který na konci války zachránil město před zbytečnými ztrátami. V červnu 1945 byl zatčen NKVD, zemřel 11. února 1947 ve speciálním táboře Jamlitz.[53]

### Přírodní památky
V městské části Freibergsdorf se nachází Torstenssonova lípa, u které měl za třicetileté války švédský velitel Lennart Torstensson vydat rozkaz k obležení Freibergu. Opodál se rozkládá Freiberský městský les s velkým a středním rybníkem, lesy Zellwald a Tharandt a Striegistal. Zdejší příkopy jsou zajímavé jak z technického, tak z botanického hlediska.

## Kultura

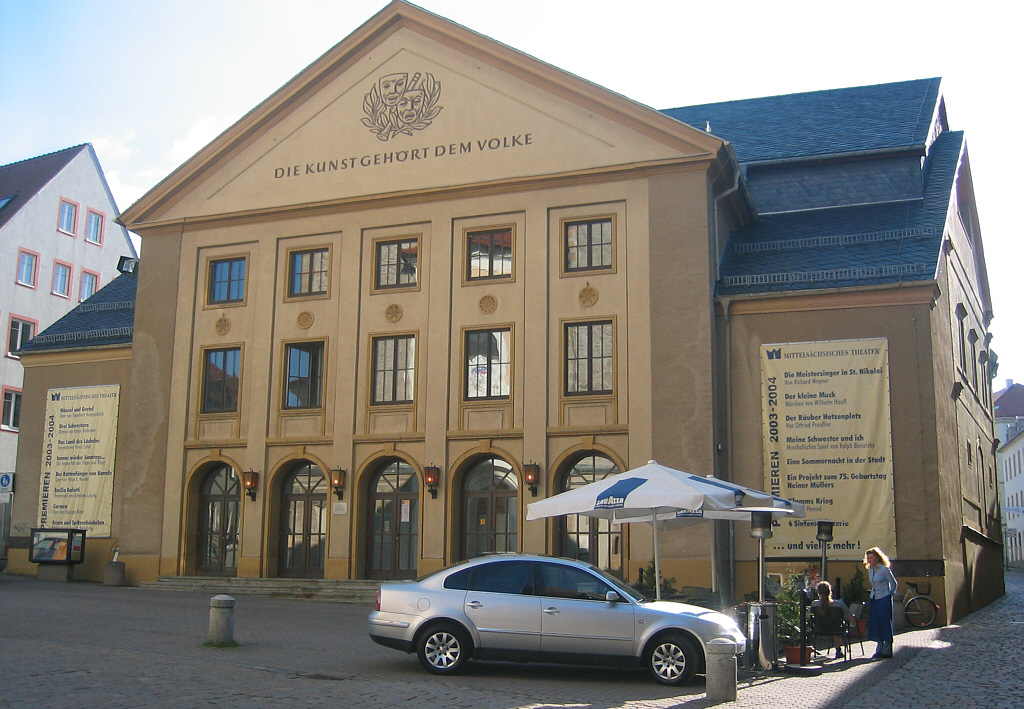
Divadlo

### Divadlo
Divadlo bylo založeno v roce 1790 a je považováno za nejstarší městské divadlo na světě, které se dochovalo ve své původní podobě a nepřetržitě v něm hraje městská divadelní společnost. V roce 1800 tam měla premiéru první opera tehdy čtrnáctiletého Carla Maria von Webera Das stumme Waldmädchen. Na počátku 20. století zde měl jedno ze svých prvních angažmá známý herec Harry Liedtke. Později na této scéně hrála Inge Kellerová. Od roku 1993 je divadlo provozováno společně s Městským divadlem v Döbelnu jako „Středosaské divadlo Freiberg a Döbeln“. Realizuje představení z oblasti dramatu, hudebního divadla a filharmonie.

### Muzea a knihovny

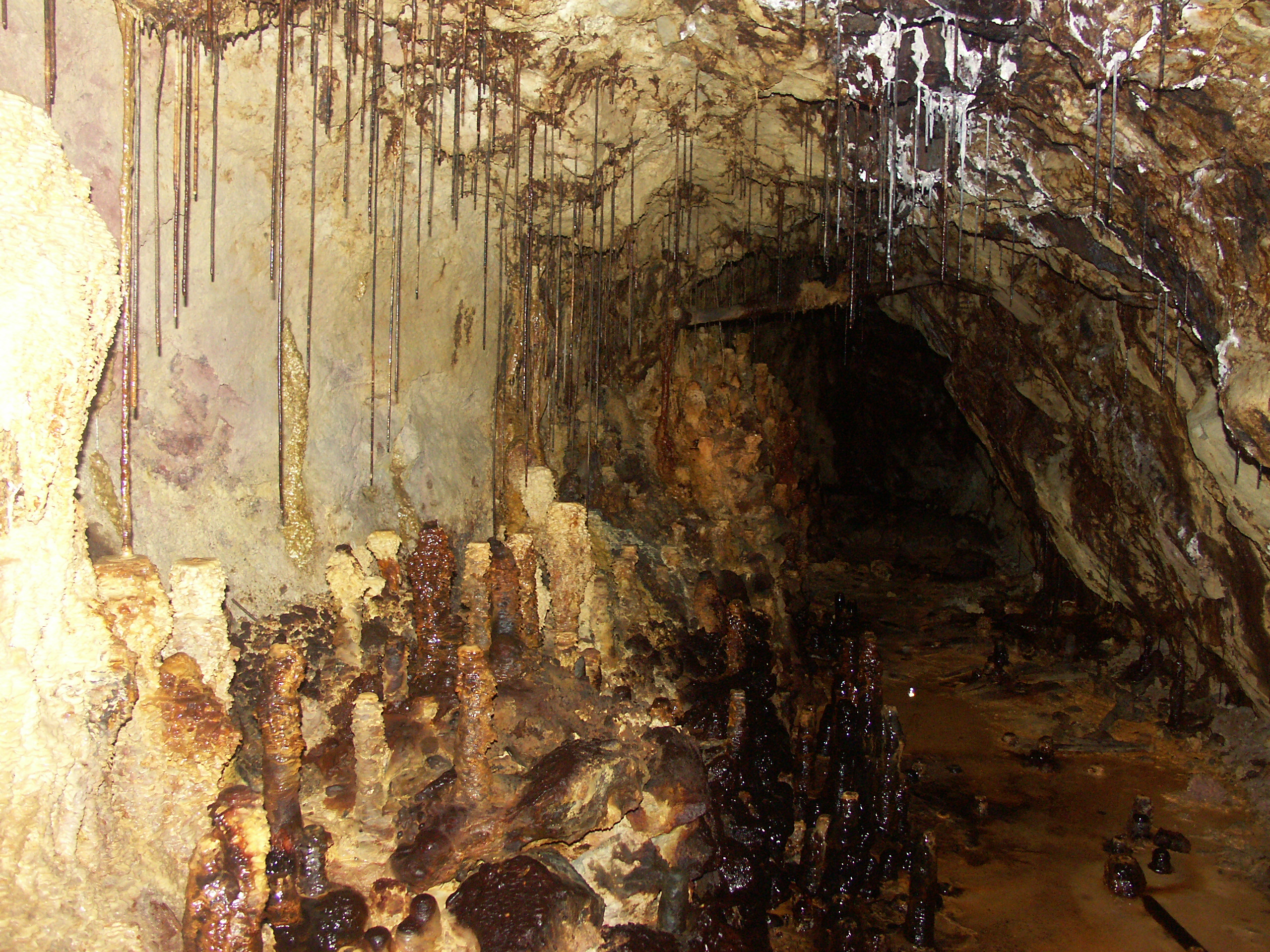
Krápníky v dole „Reiche Zeche“

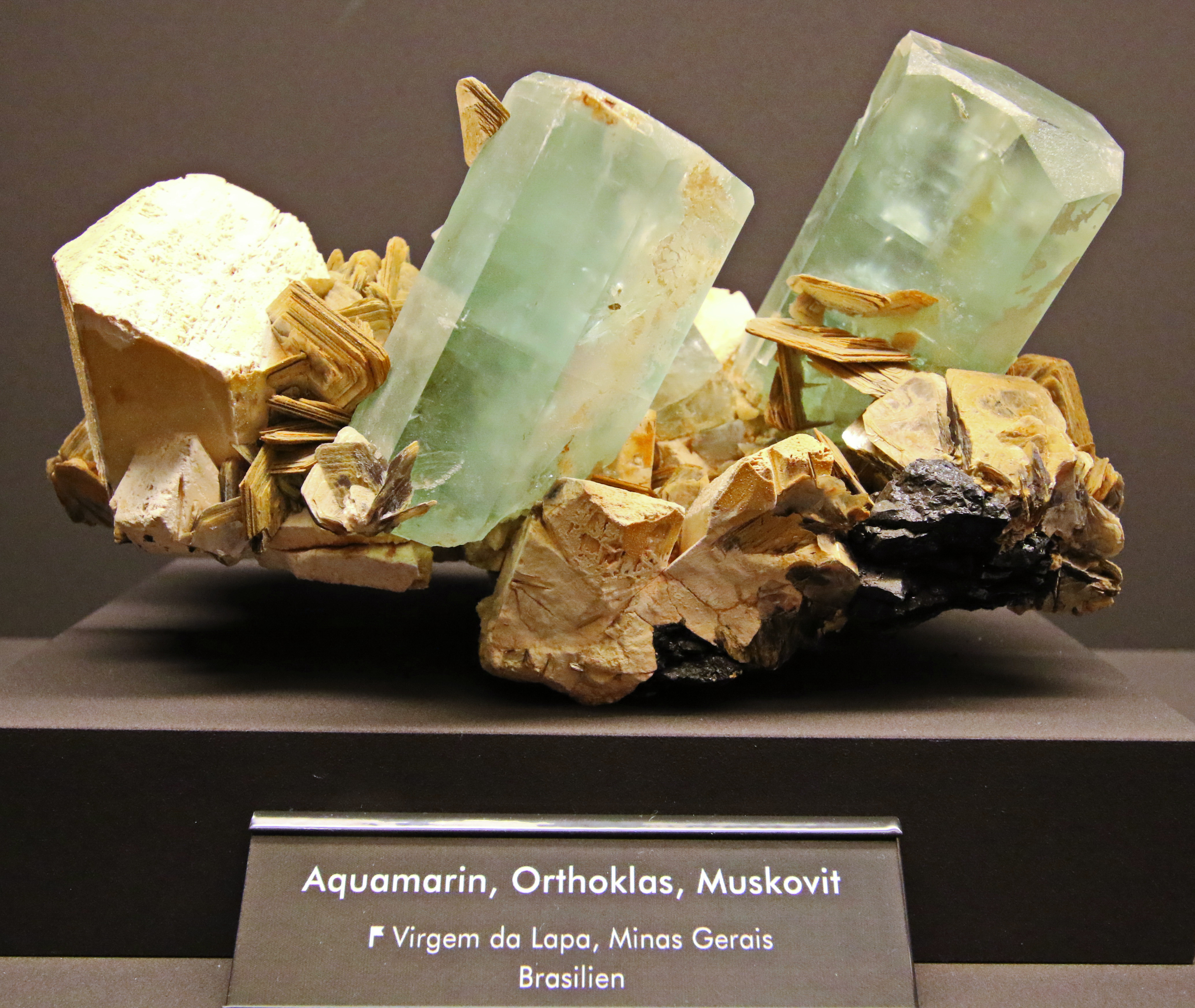
Akvamarín, draselný živec a muskovit ve stálé expozici terra mineralia na zámku Freudenstein

- Stadt- und Bergbaumuseum – Městské a hornické muzeum založené v roce 1861 Svazem přátel starožitností v bývalém kanovnickém dvoře je jedním z nejstarších měšťanských muzeí v Sasku. Obsahuje expozice: Freiberská těžba; Freiberg ve středověku; Pozdně gotické sakrální umění Horního Saska; Freiberská renesanční plastika; Mistrovská díla hornického umění; Freiberg na přelomu středověku a moderní doby; Poklady ze sbírek muzea a Freiberg v 19. století.
- Naturkundemuseum – Přírodovědecké muzeum s expozicemi: Hornická krajina, Ekologie a ochrana přírody, Fauna v oblasti Freibergu, Rarity zvířecího světa, Geologie, Ryby a plazi, je dlouhodobě uzavřeno.
- Betten- und Schlafmuseum – Muzeum postelí a spánku vzniklo v roce 2012 a na ploše ca 600 m² nabízí exponáty věnované kultuře spánku.
- Geowissenschaftliche Sammlungen der Bergakademie Freiberg – Geologické sbírky Báňské akademie ve Freibergu zahrnují od jejího založení roku 1765 nejrůznější výukové modely, zařízení, vzorky a nástroje. Kromě knihovny, v níž se uchovávají rukopisy, mapy a výkresy, jsou zde k vidění také kolekce modelů inovativních těžebních strojů, které byly vyrobeny ve zdejší dílně roku 1840. Za posledních 250 let bylo získáno velké množství sbírek, které dnes obsahují více než milion vědeckých vzorků, 15 000 vědeckých přístrojů a modelů a přibližně 1000 uměleckých děl a kulturně-historických předmětů.[55]
- Sammlungen der Bergakademie Freiberg mit Historicum und Winkler-Gedenkstätte – Sbírky Báňské akademie s expozicí Historicum a s Winklerovým památníkem nabízejí shrnutí historie Báňské akademie. Výstava se zaměřuje na historii a úspěchy univerzity od jejího založení v roce 1765 až po současnost. Památník v bývalé chemické laboratoři a domě prof. Clemense Winklera (1838–1904) v ulici Brennhausgasse 5 je věnován životu a úspěchům toho profesora chemie, jenž objevil prvek germanium a vynalezl kontaktní proces pro výrobu kyseliny sírové.[56]
- Mineralogische Sammlung – Mineralogická sbírka Báňské akademie obsahuje originály minerálních objevů Abrahama Gottloba Wernera (1749–1817), Friedricha Augusta Breithaupta (1791–1873), Albina Julia Weisbacha (1833–1901) a dalších slavných mineralogů.
- Lehr- und Besucherbergwerk Himmelfahrt Fundgrube – Studijní a turistický důl Himmelfahrt Fundgrube je bývalý rudný důl, který je od roku 2019 součástí světového dědictví UNESCO. Jako studijní a výzkumný důl jej využívá Technická univerzita Báňská akademie. Od roku 1992 je přístupný turistům, kteří si s průvodcem mohou prohlédnout jeho části: Reiche Zeche a Alte Elisabeth.
- Drei-Brüder-Schacht – Podzemní expozice s těžební technikou v Šachtě tří bratrů.
- Ausstellung terra mineralia im Schloss Freudenstein – Výstava terra mineralia (tj. Země minerálů) v zámku Freudenstein obsahuje minerály celého světa rozčleněné podle regionálních kritérií. Sbírku shromáždila dr. Erika Pohl-Ströher v období NDR prostřednictvím mezinárodního výměnného kruhu, přičemž kladla důraz také na estetické vlastnosti jednotlivých minerálů.[57]

### Pravidelné události
Kalendář akcí ve Freibergu zahrnuje různé pravidelné události: největší je Lidový festival Středního Saska; poslední červnový víkend se koná Hornický festival s průvodem horníků a hutníků v historických kostýmech. Od roku 2004 byl na Obermarktu v dubnu založen dvoudenní trh regionálních a nadregionálních hrnčířů a keramiků. V květnu se od roku 1997 na dole Drei-Brüder-Schacht ve čtvrti Zug koná setkání příznivců modelů parních lokomotiv. Během adventu bývá tradiční Freiberský vánoční trh. V této souvislosti se v sobotu před druhým adventem slaví Mettenschicht, což je podle starého hornického zvyku poslední směna před Vánocemi. Kromě toho se každoročně uděluje Freiberská cena za umění a vybírá se „královna horního města“. Významnými událostmi v oblasti hudby jsou Freiberské jazzové dny, které se konají od roku 1974 vždy v polovině dubna, a v září pak Silbermannovy dny na počest Gottfrieda Silbermanna.

### Kulinářské speciality

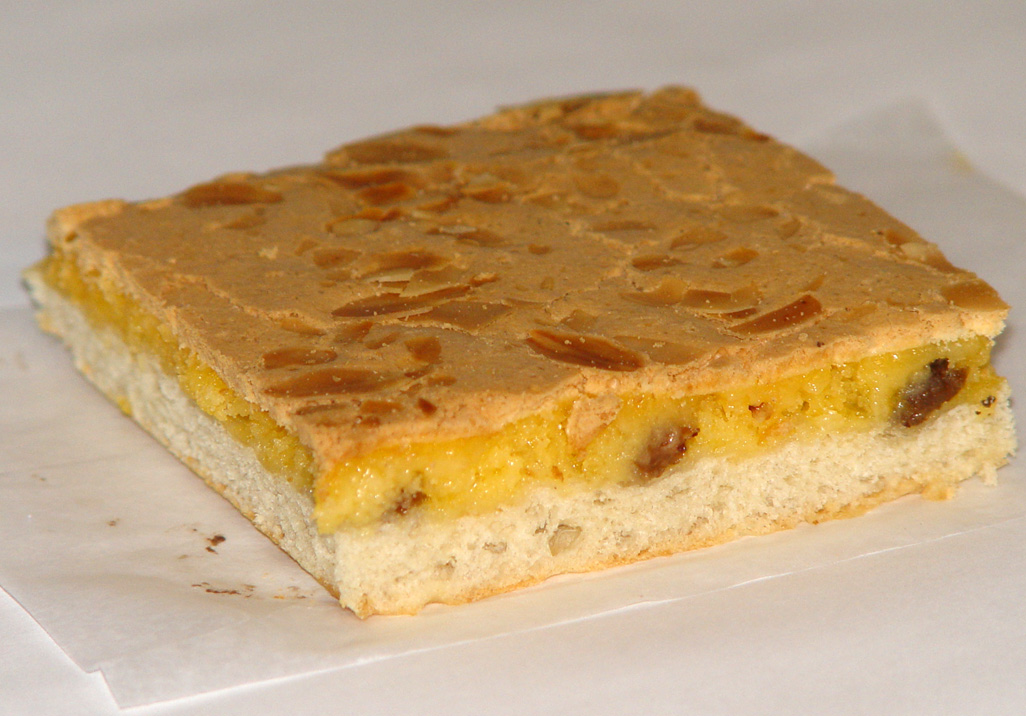
Freiberger Eierschecke: freiberská varianta oblíbeného saského a durynského moučníku

Freiberger Bauerhase neboli „Freiberský zajíc“ je druh postního pečiva ve tvaru zajíce. Freiberger Eierschecke je ve městě a jeho okolí rozšířená varianta oblíbeného saského a durynského moučníku Eierschecke. V moderním pivovaru na sever od města se vaří Freiberger Pils.

### Spolky

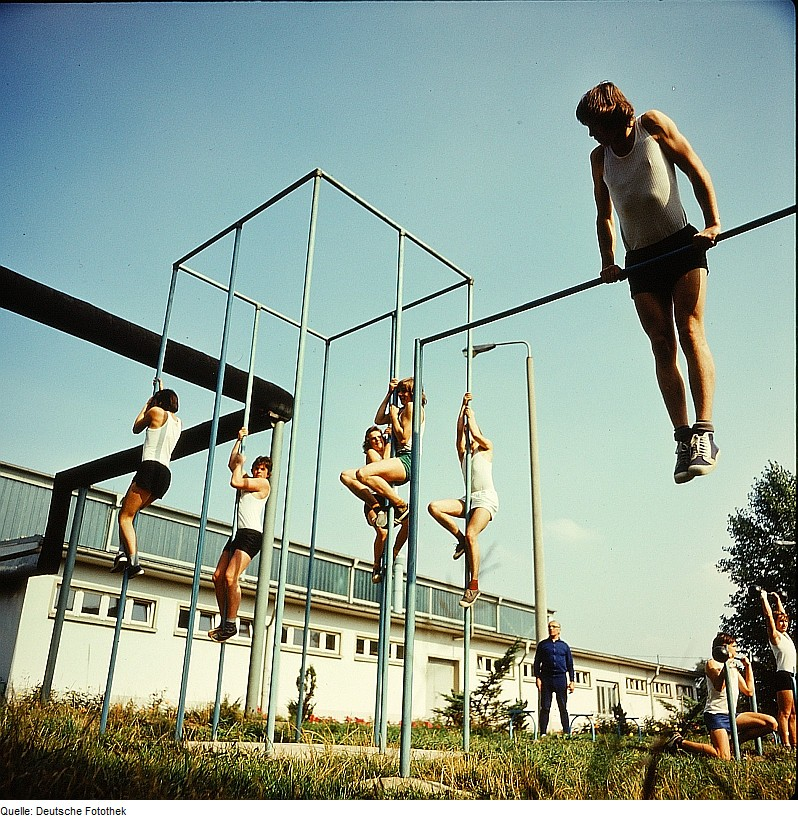
Gymnastika ve Freibergu (1976)

#### Vlastivědné spolky
Freiberské vlastivědné spolky se věnují zvláště tradicím zdejšího hornictví a hutnictví, aktivní práci s dětmi a mládeží, jimž jsou zpřístupňovány doly a hutě, a konečně samotné údržbě předváděcích míst pro těžbu a metalurgii. Patří k nim: Förderverein Himmelfahrtfundgrube, Freiberger Altertumsverein e. V., Freiberger Münzfreunde e. V. a Freiberger Mineralienfreunde e. V.

#### Umělecké spolky
Městské umělecké spolky se zabývají výtvarným a scénickým uměním a hudbou. Hornickým hudebním tělesem je Bergmusikkorps Saxonia Freiberg e. V. Dalšími spolky jsou: Freiberger Kunstverein, Freiberger Fotofreunde, Freiberger Künstlervereinigung Die Kaue, Form-Farbe-Geste e. V., Theater für Kinder e. V., Akademie zur Wahrung musikhistorisch angewandter Kunst e. V., Freiberger Tabakskollegium a Freiberger Bürgerbühne.

#### Sbory
Ve Freibergu je sedm pěveckých sborů: A-cappella Kammerchor Freiberg, Freiberger Domchor, Stadtchor Freiberg, Chor des Collegium Musicum, Freiberger Bergsänger, Freiberger Männerchor a Knabenchor Musikschule Freiberg.

#### Sportovní spolky
Nejvýznamnějším sportovním klubem ve městě je Bergstädtischer Sportclub (BSC), což je fotbalový klub, jenž byl v roce 2009 v 7. lize v oblasti Saské Kamenice. Před druhou světovou válkou se jmenoval Sportfreunde Freiberg. V období NDR se názvy často měnily, od BSG Einheit k HSG Wissenschaft a poté až do roku 1967 BSG Turbine. Nástupce SG Union Freiberg byl v roce 1981 přejmenován na BSG Geologie. Dne 1. června 1990 byl klub přejmenován na SV Bergstadt Freiberg. V únoru 1995 následovala fúze s místními rivaly PSV Freiberg a vzniklo BSC. Další sportovní spolky se věnují volejbalu, lehké atletice, jezdectví apod. Jsou to následující kluby a spolky: HSG Freiberg, Handballspielgemeinschaft Freiberg e. V., TVL Freiberg, Trainingsverein, SV Oberschöna 1902 e. V., Abteilung Pferdesport im Münzbachtal Freiberg, RFV Freiberg, Reit- und Fahrverein, SSV Freiberg, Schwimmsportverein, SV Siltronic Freiberg, Sportverein, 1. VVF Freiberg, Volleyball-Verein, Freiberger HTC (FHTC), Hockey- und Tennisclub, Turnverein 1844 Freiberg, Sächs’scher Maunt’nverein Freiberg e. V. SMF, Freiberger Polizeisportverein e. V., SV Saxonia Freiberg a ATSV Freiberg.

## Ekonomika a infrastruktura

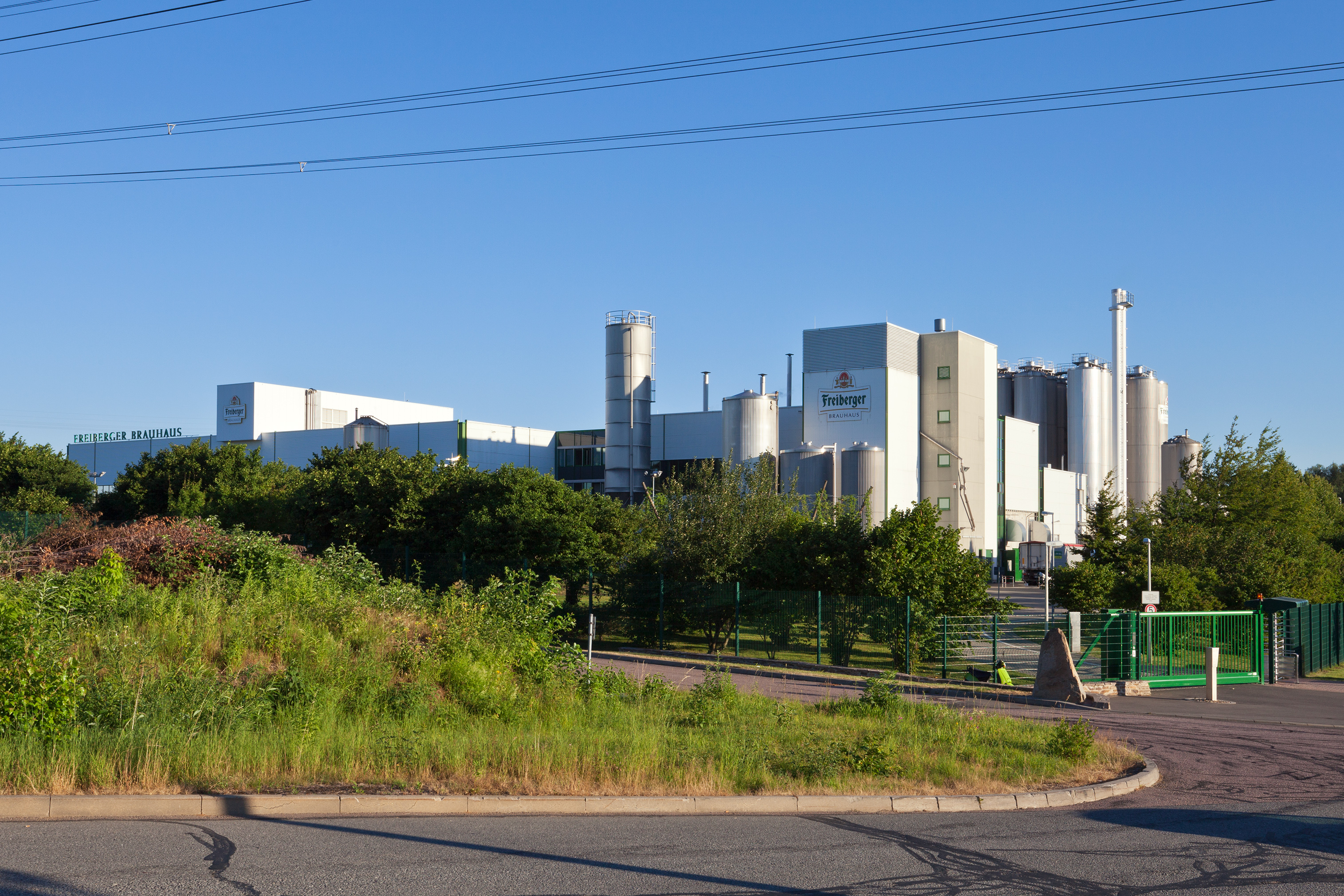
Freiberský pivovar

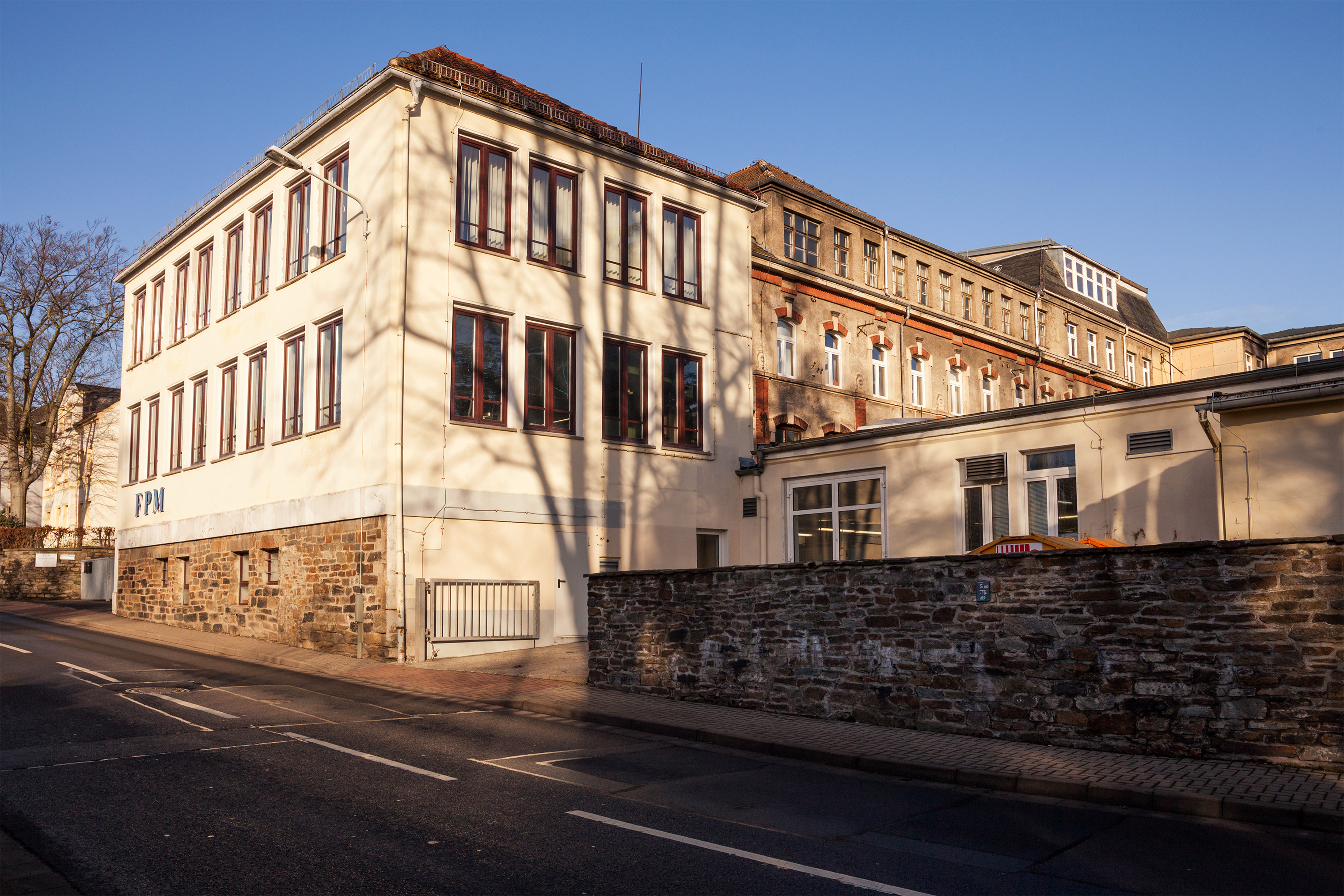
Budova společnosti FPM Holding GmbH, která se zabývá jemnou mechanikou

Mlátek a želízko jako symbol hornictví

Freiberg je příkladem strukturální změny z těžebního a metalurgického průmyslu na centrum moderních technologií. Široká škála průmyslových odvětví a řada renomovaných výzkumných institucí se po roce 1990 zabývá obory, jako je výroba polovodičových materiálů, jíž se od roku 1957 věnoval státní podnik VEB Spurenmetalle, dále se zde provádí výzkum využívání geotermální energie a vývoj recyklace. Tradičním oborem je strojírenství, montáže ocelových konstrukcí a jemná mechanika. Vzhledem k tradici freiberské báňské vědy disponuje město kompetentními odborníky v oblasti geologie, těžby a recyklace, kteří jsou sdruženi v profesním spolku Geokompetenzzentrum Freiberg e.V. Od roku 1765 tu sídlí Technická univerzita Báňská akademie, jež je ve městě největším zaměstnavatelem a která zvyšuje přitažlivost Freibergu pro průmyslové investice. Z města v roce 2019 dojíždělo za prací 3900 zaměstnanců, naopak do města jich dojíždělo 10800. Přibližně 2500 společností zde zaměstnává asi 19200 osob.

### Hlavní podniky a společnosti
| Firma/instituce                                                     | Obor                                                                                      | Počet zaměstnanců (2019) |
| ------------------------------------------------------------------- | ----------------------------------------------------------------------------------------- | ------------------------ |
| Technische Universität Bergakademie Freiberg                        | školství, věda a výzkum, inovace                                                          | 2079                     |
| Landratsamt Mittelsachsen                                           | zemská správa, administrativa                                                             | 1479                     |
| Siltronic AG                                                        | technologie, výroba destiček z čistého křemíku, polovodiče                                | 800                      |
| Stadtverwaltung Freiberg                                            | městská správa, administrativa                                                            | 601                      |
| Kreiskrankenhaus Freiberg gGmbH                                     | medicína, nemocniční péče                                                                 | 534                      |
| Sparkasse Mittelsachsen                                             | bankovnictví                                                                              | 512                      |
| Regiobus Mittelsachsen GmbH                                         | autobusová doprava                                                                        | 428                      |
| Saxonia Galvanik GmbH                                               | polyamidové a vícesložkové povrchové úpravy ve velkoobjemovém segmentu                    | 407                      |
| ACTech GmbH                                                         | prototypy odlitků a malosériová výroba pro automobilový i letecký průmysl a strojírenství | 363                      |
| Joyson Safety Systems Sachsen GmbH                                  | výroba integrovaných systémů ochrany cestujících (volanty, airbagy a senzory)             | 308                      |
| Molkerei Hainichen-Freiberg GmbH & Co. KG                           | mlékárenství, potravinářství                                                              | 300                      |
| Seniorenheime Freiberg gGmbH                                        | péče o seniory                                                                            | 266                      |
| Freiberger Compound Materials GmbH                                  | výroba složených polovodičových substrátů pro mikroelektroniku a optoelektroniku          | 261                      |
| Eurofins Umwelt Ost GmbH                                            | analytická řešení pro životní prostředí, energetický průmysl, recyklaci a těžbu           | 260                      |
| DBL Deutsche Berufskleider Leasing GmbH (Steyer Textilservice GmbH) | ochranné oděvy a rohože                                                                   | 236                      |

Ve Freibergu vycházejí noviny Freie Presse a Wochenspiegel – Freiberger Anzeiger. Dříve potom Freiberger Lesehefte (1998–2011). Městská televize eff3 je od roku 2015 v platební neschopnosti. Kromě toho tu existuje rádio: InPulz – Dein Stadtradio.

### Doprava

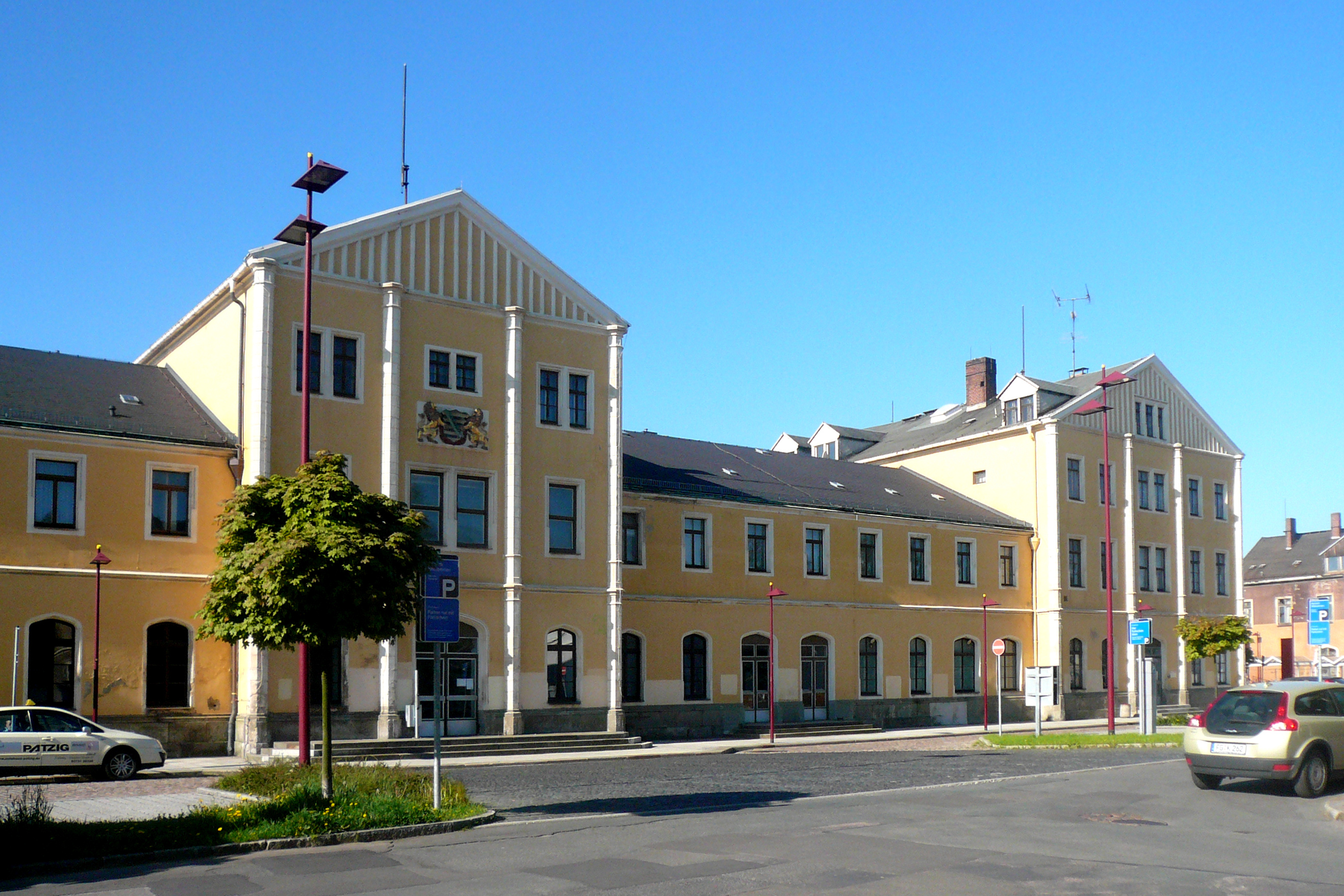
Nádraží Freiberg (Sachs)

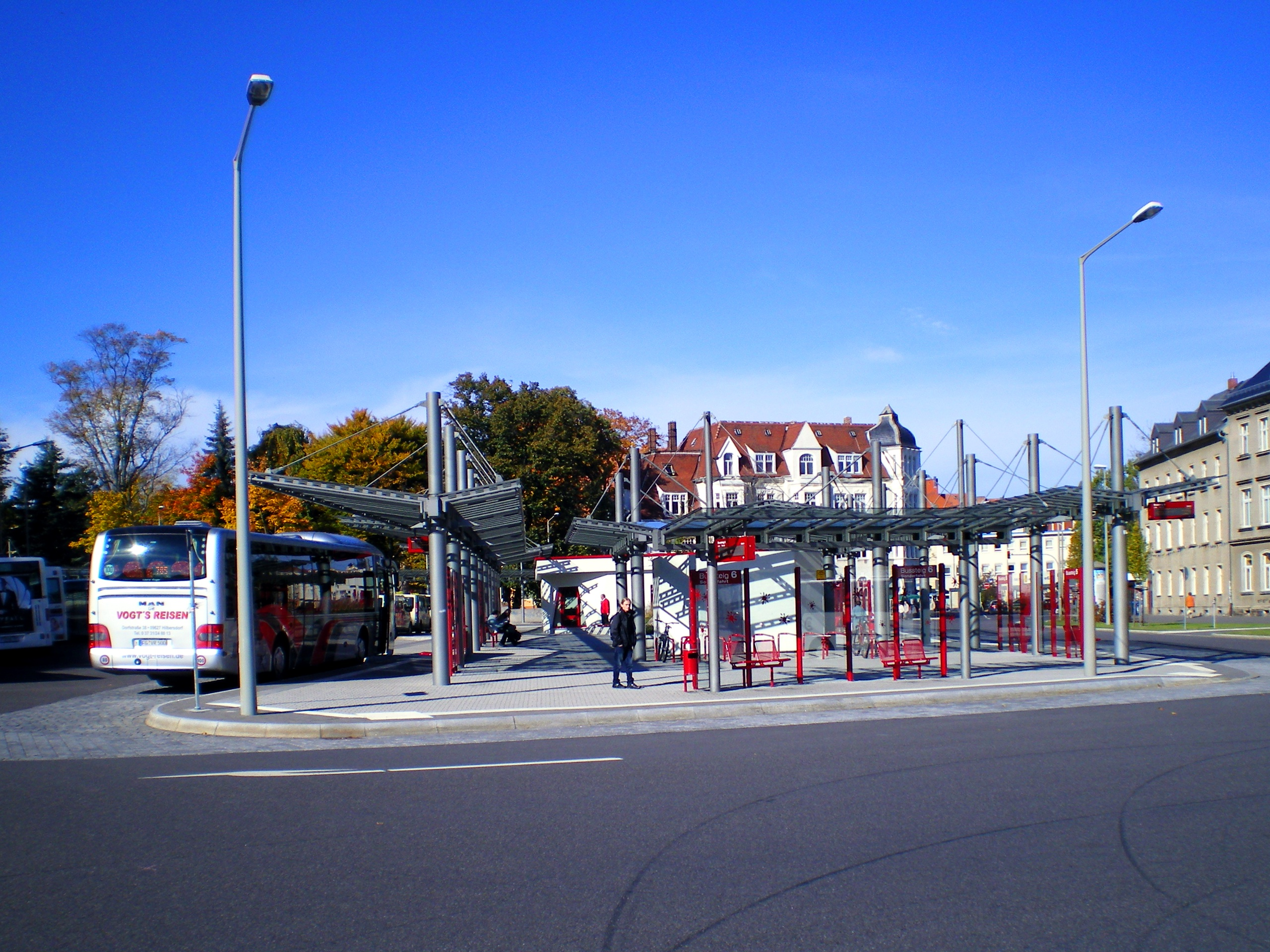
Autobusové nádraží

Freiberg má dvě vlaková nádraží: Bahnhof Freiberg (Sachs) v nadmořské výšce 413 m n. m. a Bahnhof Muldenhütten ve výšce asi 395 m n. m., které leží na Sasko-franské magistrále, konkrétně na úseku Drážďany–Werdau. Z Freibergu vede železniční trať Nossen–Moldau do Krušných hor a do Holzhau. Ve směru Nossen je nepoužívaná zastávka Kleinwaltersdorf. Tuto trasu provozuje ve směru na jih Freiberská železnice, jež patří společnosti Transdev SE & Co. KG. Železniční trať Freiberg–Halsbrücke s nádražím Bahnhof Freiberg (Sachs) ve výšce 422 m n. m. je uzavřena.
Do Freibergu se lze dostat z Drážďan po dálnici A4, z výjezdu Siebenlehn a po spolkové silnici 101, ze Saské Kamenice pak po spolkové silnici 173. Z Lipska vede do města dálnice A14, z výjezdu Nossen-Ost po spolkové silnici 101. Z Prahy se lze napojit na dálnici A17 a pokračovat z výjezdu Drážďany-Gorbitz přes spolkovou silnici 173. Freiberg je křižovatkou a výchozím bodem několika státních silnic ve směru Reinsberg, Halsbrücke, Dippoldiswalde, Frauenstein, Altenberg (Krušné hory), Brand-Erbisdorf, Kleinschirma a Hainichen. Úseky spolkových silnic 173 a 101 jsou součástí ulice Silberstraße. Státní silnice ve směru Frauenstein svým průběhem částečně odpovídá ulici Alte Freiberg-Teplitzer Poststraße. Plánovaný obchvat Freibergu je zatím ve fázi projektu a diskusí o jeho ekologickém dopadu.
Nejbližšími letišti jsou Drážďany-Klotszche (45 km), Lipsko-Altenburg (85 km) a Lipsko/Halle (110 km). V blízkosti obce Großschirma (7 km severně od Freibergu) je zvláštní přistávací plocha.
Městskou veřejnou dopravu zajišťuje společnost Regiobus Mittelsachsen, která ve Freibergu provozuje devět autobusových linek (A–I) vedoucích mimo jiné do městských částí Brand-Erbisdorf, Zug, Halsbrücke a Oberschöna. Hlavním přestupním bodem je autobusové nádraží, které se nachází vedle vlakového nádraží Bahnhof Freiberg (Sachs). Zde lze přestupovat mezi všemi městskými autobusy a mnoha regionálními spoji. Mimo sezónu jsou městské autobusové linky doplněny službou AnrufLinienTaxi.
Freiberg patří do síťové oblasti Středosaského dopravního sdružení s tarifní zónou 10. V letech 1902–1919 jezdila ve městě tramvaj s rozchodem 1000 milimetrů.

### Cestovní ruch
„Stříbrné město Freiberg“ nabízí návštěvníkům tematické prohlídky a řadu dalších služeb a atrakcí. Na náměstí Schloßplatz jsou k dispozici Turistické informace, které poskytují kompletní servis včetně prodeje vstupenek, suvenýrů a publikací. V dlouhodobém ohledu se obrat z turistiky zvyšuje, v srpnu 2017 činil 42 000 € za rok. V první polovině roku 2018 pak 39 000 €, což byl na konci roku rekordní výsledek. Osvědčil se také prodej poukazů Freiberg-Gutschein, jichž se roku 2018 prodalo více než 5000 v celkové hodnotě 75 000 €. Do této kampaně se zapojilo 86 obchodníků. Podle primátora Svena Krügera nebývají během Vánoc žádné volné pokoje. Městem provádí asi 20 průvodců, např. „Silbermannova hospodyně“ a „pivovarský mistr“ v dobovém oblečení.

## Vzdělání

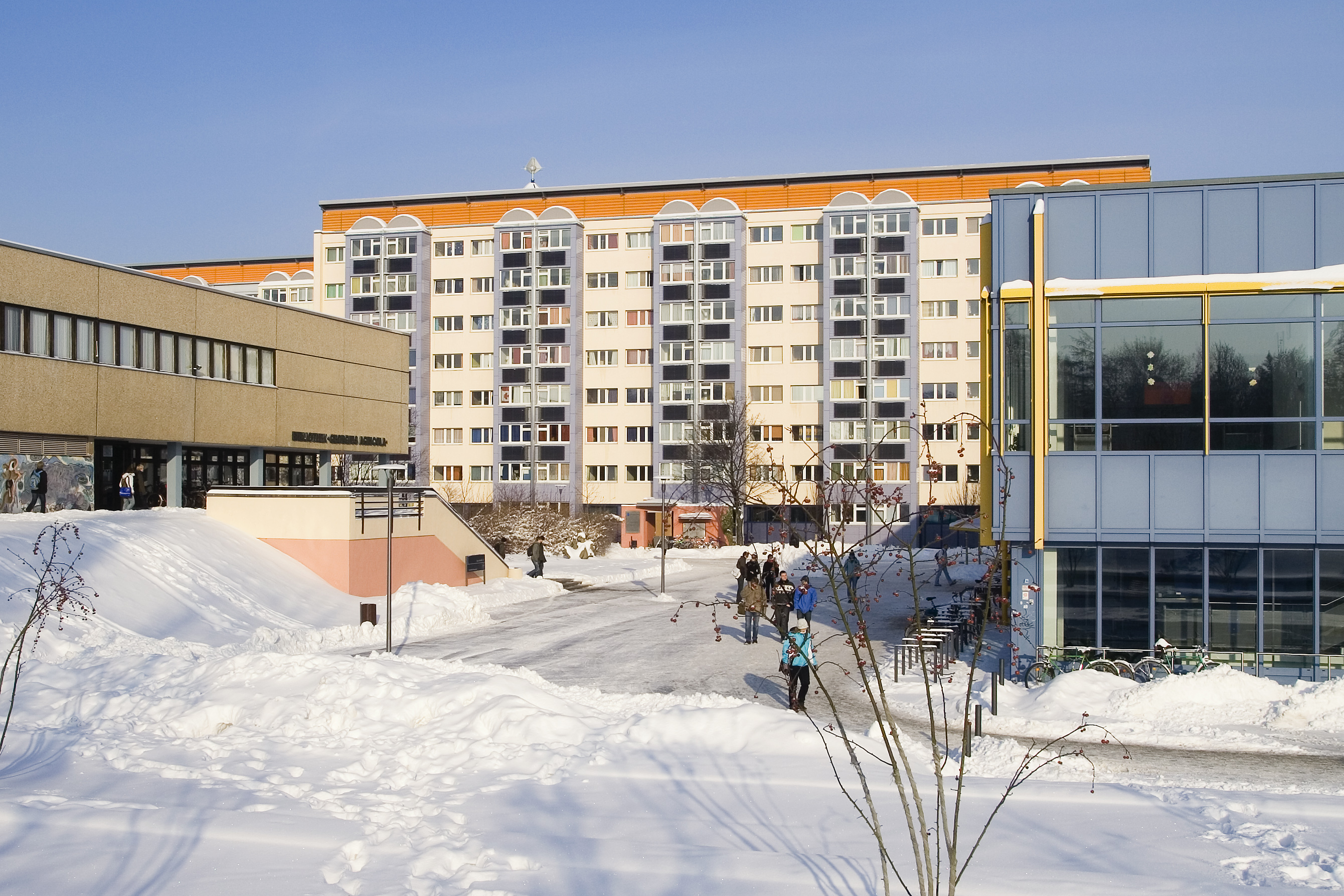
Kampus Technické univerzity Báňské akademie

Technická univerzita Báňská akademie ve Freibergu je nejstarší dosud existující vzdělávací institucí hornické vědy na světě. Založena byla princem Xaverem v roce 1765, ve věku osvícenství, jako školicí středisko pro horníky ve Freibergu v době, kdy Sasko muselo po porážce v sedmileté válce podpořit těžbu, aby mohlo zaplatit válečné reparace.
Geschwister-Scholl-Gymnasium bylo založeno v roce 1515 jako městská latinská škola, pročež je prvním humanistickým gymnáziem v Sasku. Jeho součástí je cenná Knihovna Andrease Möllera, dva sbory, dechová sekce Musica Concordia a četné sportovní skupiny. Toto gymnázium se skládá ze dvou školních budov, jejichž rekonstrukce a modernizace byla dokončena v roce 2004. Hlavní budovou je Albertinum, v němž je vedle vedení školy umístěna 9. až 12. třída, v Dürerově domě pak probíhá výuka 5. až 8. třídy.
Ulrich-Rülein-Gymnasium vzniklo v roce 1992 z polytechnických středních škol Lenin a Gorki. V roce 2007 bylo gymnázium sloučeno s Geschwister-Scholl-Gymnasium a krátce pokračovalo v budově Ulricha Rüleina.
Freiberg-Kolleg je státní instituce druhého vzdělávacího stupně. Dospělým nabízí po absolvování denního studia příležitost získat všeobecnou vysokoškolskou kvalifikaci. Freiberg-Kolleg, která byla založena v roce 1949, je nejstarší ze čtyř škol tohoto typu v Sasku. V současné době zde studuje přibližně 260 studentů.
Kromě toho je ve Freibergu sedm základních škol, tři vyšší školy a jedna speciální škola pro děti s poruchami učení. Křesťanský školní spolek Schulverein Freiberg e.V. provozuje ve městě Svobodnou školu Marie Montessori.

## Osobnosti
- Hans Witten (ca 1470–1522), pozdně gotický sochař
- Ulrich Rülein von Calw (1465–1523), lékař, matematik a montanista
- Franz Maidburg (ca 1480 – ca 1535), sochař
- Sibyla Saská (1515–1592), sasko-lauenburská vévodkyně
- Mořic Saský (1521–1553), saský vévoda a kurfiřt
- August Saský (1526–1586), saský kurfiřt
- Christoph Demantius (1567–1643), kantor a hudební skladatel
- Gottfried Pabst von Ohain (1656–1729), horní rada a hutní chemik
- Gottfried Silbermann (1683–1753), stavitel varhan
- Friederike Caroline Neuber (1697–1760), herečka a divadelnice
- Novalis (1772–1801), básník a prozaik
- Abraham Gottlob Werner (1749–1817), spoluzakladatel moderní geologie
- Friedrich Mohs (1773–1839), mineralog a autor Mohsovy stupnice tvrdosti
- August Breithaupt (1791–1873), mineralog
- Clara Schumann (1819–1896), pianistka
- Ernst Gustav Doerell (1832–1877), romantický malíř
- August Bebel (1840–1913), sociálnědemokratický politik a spisovatel
- Fritz Bleyl (1880–1966), architekt a expresionistický malíř
- Günter Blobel (1936–2018), biolog, lékař, nositel Nobelovy ceny
- Sabine Ebert (* 1958), spisovatelka
- André Tanneberger (* 1973), producent a DJ
- Steve Ittershagen (* 1976), německý politik (CDU)